# 国立科学博物館
国立科学博物館（こくりつかがくはくぶつかん、英: National Museum of Nature and Science、略称:かはく、科博）は、独立行政法人国立科学博物館が運営する日本の博物館。

## 概要

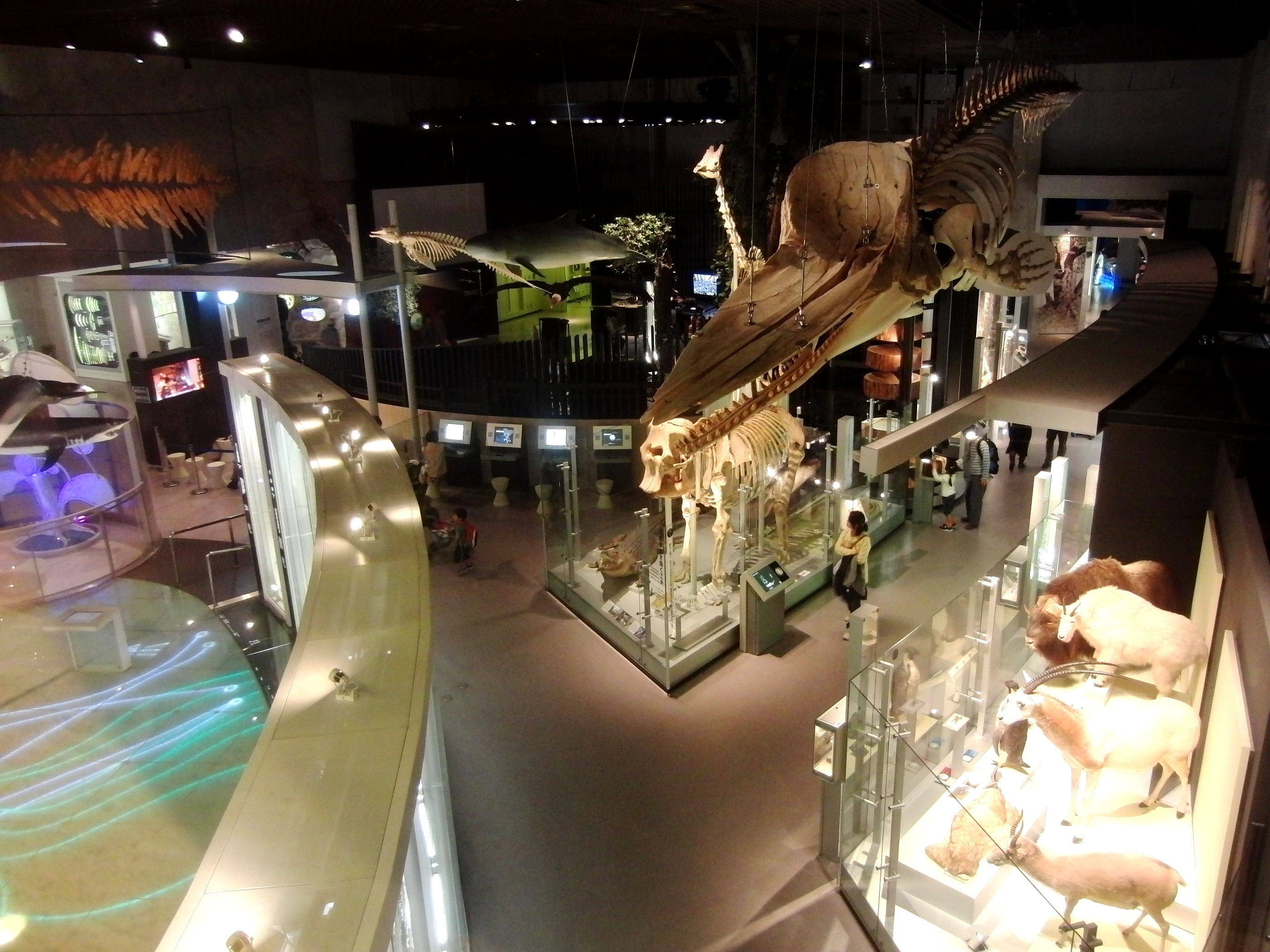
上野本館 地球館 1階の展示

国立科学博物館は「自然史に関する科学その他の自然科学及びその応用に関する調査及び研究並びにこれらに関する資料の収集、保管（育成を含む）及び公衆への供覧等を行うことにより、自然科学及び社会教育の振興を図る」ことを目的とした博物館である（独立行政法人国立科学博物館法：第3条）。当館は博物館法における分類としては、博物館ではなく、博物館相当施設である。これは博物館法が国の施設を範疇としていないためである。全国の博物館の指導的な立場としての事業を数多く行っている。独立行政法人化によって国から切り離されたが、その後も名称に「国立」を冠している。これは海外との関わりにおいて国の機関であることを示す必要があるために認められた特例である。
施設は、東京都の2か所と茨城県つくば市の1か所、計3か所に分散している。展示施設は、東京都台東区の上野恩賜公園内に所在する上野本館、東京都港区の白金台に所在する附属自然教育園、茨城県つくば市に所在する筑波実験植物園（通称、つくば植物園）と昭和記念筑波研究資料館（筑波実験植物園の敷地内、一般には非公開）がある。研究部門は、新宿区百人町（新宿分館）とつくば市（筑波実験植物園の敷地内）とに分散して所在していたが、2012年に筑波地区に集約された。
なお、上野本館と呼称される際は、上野地区の施設全体を指す場合と、その中の日本館と呼ばれている建物のみを指す場合とがある。
一般的に国立科学博物館と上野本館の施設は同義である。エントランス側に面している日本館と呼ばれている建物は当館のシンボルとして強く人々の間で印象づけられている。
近年の独立行政法人化によって、国としての役割を担うように強く求められている。行政改革の流れで国立博物館との合併や国立文化財機構への統合が取りざたされたが、現時点では統合されることなく運営されている。なお当館同様、日本科学未来館は国が関与する科学系の博物館ではあるが、互いに全く関係がない法人である。
館長は篠田謙一（2021年4月1日就任）。
なお本記事では、主として上野本館について触れる。それ以外の施設については、それぞれの項目を参照のこと。

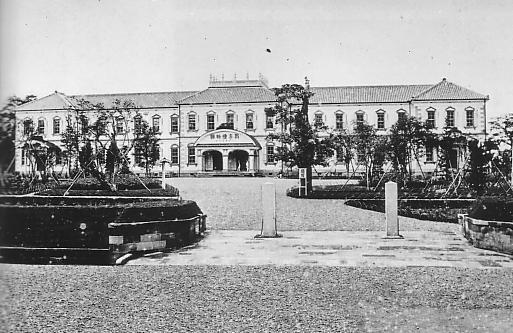
教育博物館

当館は1872年、湯島聖堂内に博物館を設立したことに起源をもつ。創立は1877年に教育博物館が設置されたときとしている。その後、高等師範学校の附属となり、博物館としては活動が停滞していた時期もある。大正時代に科学博物館設立の機運が高まったことを受けて、1930年上野公園内に新館（現在の日本館）が建てられ、その翌年には東京科学博物館と改称され、東京市の施設となった。1949年には国に移管され、現在の国立科学博物館となる。その後、自然教育園や資源科学研究所を組み込んだ。筑波研究学園都市の開発に伴って、筑波実験植物園が附属施設として設置された。これによっておおまかな現在の拠点がそろうことになる。

### 年表
- 1871年 - 文部省に博物局を設置。
- 1872年
  - 3-4月 - 湯島聖堂大成殿内にて国内初の博覧会開催。
  - 5月 - 湯島聖堂内にて博覧会の一部資料を定期的に公開する「文部省博物館」を設置。
- 1873年 - 「文部省博物館」が太政官正院の博覧会事務局に併合。
- 1875年
  - 2月 - 併合された博物館の一部を分離。小石川薬園と共に文部省の所轄となる。
  - 4月 - 「東京博物館」と改称。所蔵資料を全て博物館事務局に移管したため、名称だけの博物館であった。

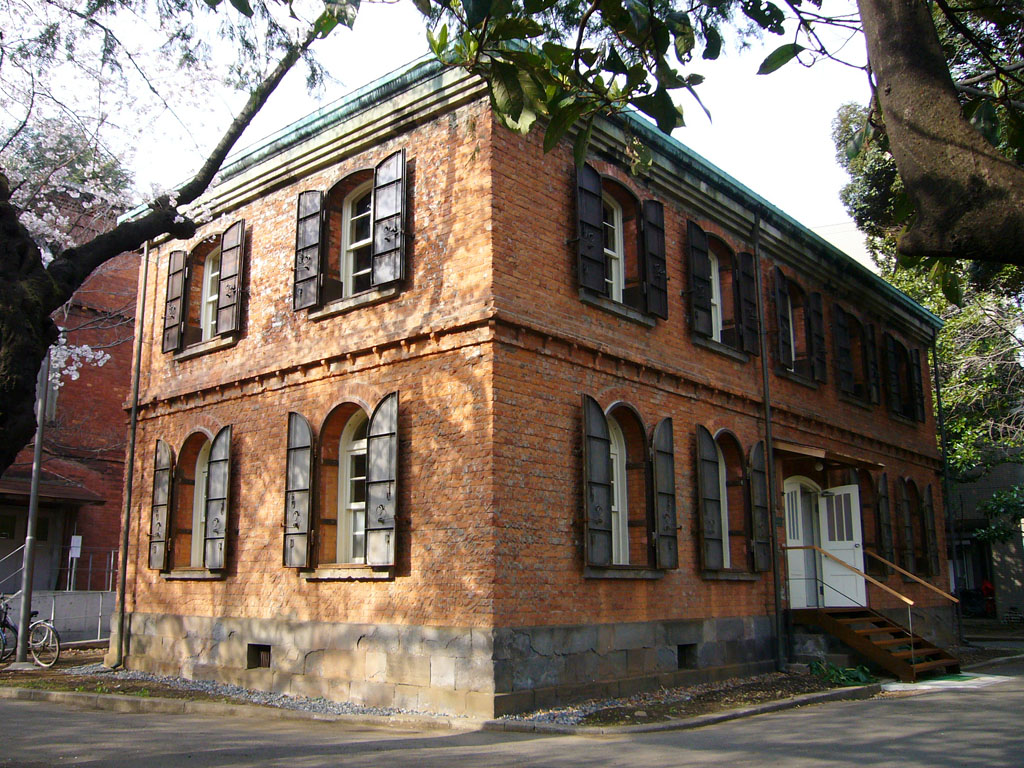
旧教育博物館書籍閲覧所書籍庫（現東京芸術大学上野キャンパス赤レンガ1号館）
東京都内に現存する最古の煉瓦建築

- 1877年1月 - 上野山内、西四軒寺跡（現東京芸術大学上野キャンパスの位置）に新館が一部竣工、「教育博物館」と改称（科博はこの年を創立年としている）。

―このときの書籍閲覧所書籍庫（1880年竣工、設計林忠恕）が現在、東京芸術大学上野キャンパス赤レンガ1号館として残存し、使用されている。
―2004年に本館（現日本館）が改装される前までは「教育博物館」の標柱が本館脇の中庭に現存していた。
- 1881年 - 「東京教育博物館」と改称。
- 1886年 - 文部省総務局の附属となり、館長制度が廃止、新たに主幹が置かれる。
- 1889年
  - 6月 - 土地・建物を東京美術学校（東京芸術大学の前身）に明け渡し、博物標本などを帝国博物館（東京国立博物館の前身）に移し閉館。
  - 7月 - 高等師範学校（東京教育大学の前身）の附属施設となり、高等師範学校に隣接する湯島聖堂構内に移転。
- 1890年4月 - 湯島聖堂構内で普通教育に関する資料を主とした一般公開を開始。
- 1912年11月 - 本館第一陳列館内に通俗教育館を附設し、一般公開を開始。

湯島聖堂構内にあった東京教育博物館。1920年撮影。『東京教育博物館一覧 大正九年』（国立国会図書館蔵）より。

- 1914年6月 - 東京高等師範学校（高等師範学校から改称）から独立し、文部省普通学務局所轄の独立した「東京教育博物館」となる。
- 1917年 - 東京帝室博物館（東京国立博物館の前身）構内にあった教育学芸館を湯島聖堂へ移築し、新陳列館とする。
- 1921年6月 - 文部省直轄となり、再び「東京博物館」へと改称。
- 1923年9月 - 関東大震災による火災により施設と資料の全てを失う。
- 1924年3月 - 関東大震災に関する資料などを調査、収集した物を湯島聖堂構内に建てられた仮建物で公開。
- 1924年〜1926年 - 東京帝室博物館の自然科学系の部門であった天産部より動物・植物・鉱物9万4001点の資料譲渡を受ける。[10][11]。これに伴って東京帝室博物館の天産部は廃止
- 1927年 - 上野別館竣工（東京帝室博物館が管理していた竹の台陳列館を移築したもの）
- 1928年4月 - 上野新館（現日本館）起工[注 2]。

建設中の東京博物館新館（現在の日本館）。1930年2月撮影。『東京博物館一覧 昭和二年度、三年度』（国立国会図書館蔵）より。

- 1930年12月 - 上野新館（→日本館）竣工。

- 1931年
  - 2月 - 「東京科学博物館」と改称。

日本館

  - 7月4日-8月2日 - 上野新館仮公開。
  - 11月2日 - 上野新館で行幸啓による開館披露。以降11月2日が開館記念日となる。一般公開は11月7日から開始
- 1945年
  - 1月27日 - 東京大空襲による爆風の影響で上野別館に展示されていた標本150点が破損。
  - 3月10日 - 閉館し、標本を近県6か所に疎開[13]。
  - 5月 - 建物が軍に徴用され、終戦まで高射第1師団の司令部となる。上野別館北側取り壊し。
  - 12月1日 - 一部公開を再開[13]。
- 1948年1月20日 - 疎開した標本の引き揚げ完了[13]。
- 1949年6月 - 文部省設置法により「国立科学博物館」設置。
- 1953年7月 - 理工学館（旧2,3号館、→たんけん館・むらさき館）起工。
- 1954年2月 - 理工学館（旧2号館）第1期工事竣工。
- 1954年5月29日 - 2号館の一部を一般公開開始。
- 1962年4月 - 港区にある国立自然教育園を統合し「附属自然教育園」を設置。
- 1965年 - 理工学館（旧2,3号館、→たんけん館）が完成。
- 1970年 - 極地研究センターが上野地区から板橋区の東京第二陸軍造兵廠跡に移転。
- 1971年4月 - 資源科学研究所を吸収合併。
- 1972年3月 - 新宿地区に分館庁舎（新宿分館）が完成。
- 1972年 - 4号館（→自然史館→みどり館）起工。
- 1972年4月 - 新宿分館に自然史科学研究部門が移転。
- 1973年 - 極地研究センターが国立極地研究所として独立。
- 1975年 - 4号館竣工 一般公開開始。
- 1977年 - 自然史館（旧4号館、→みどり館）全階完成。
- 1979年11月 - 航空宇宙館（旧5号館、→おれんじ館）開館。
- 1983年10月 - 筑波実験植物園開園。
- 1985年5月 - たんけん館開館、インストラクター制度開始。
- 1986年1月 - 教育ボランティア制度発足。
- 1994年
  - 3月 - たんけん館閉館。
  - 6月 - 筑波研究資料センター設置。

- 1999年
  - 4月- むらさき館、おれんじ館閉館。

地球館

  - 4月24日 - 新館（1期）（現地球館）常設展示公開。
- 2001年4月 - 独立行政法人国立科学博物館となる。
- 2002年6月 - 産業技術史資料情報センター設置。
- 2003年5月31日 - みどり館閉館。
- 2004年11月2日 - 新館（→地球館）グランドオープン、併せて本館（→日本館）の改修工事始まる。
- 2006年12月 - シアター36○オープン、新館を「地球館」に、本館を「日本館」に改称。
- 2007年4月 - 日本館改修工事完了、公開開始。英語名称を改称、シンボルマーク・ロゴ・キャッチコピーを制定。
- 2008年6月 - 日本館が重要文化財に指定される。
- 2011年
  - 3月 - 筑波地区に自然史標本棟が完成。
  - 4月 - 筑波地区に総合研究棟が完成。
- 2012年4月 - 新宿分館および産業技術史資料情報センターが筑波地区に移転。
- 2014年9月1日 - 地球館北側展示場（地下2階を除く）改修工事着工のため閉鎖。
- 2015年7月14日 - 地球館北側展示場の改修工事が終了、リニューアルオープン。
- 2019年4月 - 資料の電子化などを担う「科学系博物館イノベーションセンター」開設[14]。
- 2021年3月 - ザ・ヒロサワ・シティと共同で、一般財団法人科博広沢航空博物館の設立を発表[15]。2020年に輸送されたYS-11をはじめとする国立科学博物館の航空関係収蔵品を移設し、年内に公開予定。
- 2023年
  - 8月7日 - 新型コロナウイルスによる入館者急減やウクライナ戦争による物価高騰などを受けて、500万点以上に上る標本維持を目的として、同日8時からREADYFORにてクラウドファンディングを実施。開始から約9時間20分で目標額である1億円が集まった[16][17]。
  - 11月5日 - 午後11時にクラウドファンディングが終了した。READYFORによると支援者数、支援額は国内で過去最大である（支援者：5万6553人、支援額：9億1544万5500円）[18][19]。

## 施設
- 上野本館 東京都台東区上野公園7-20

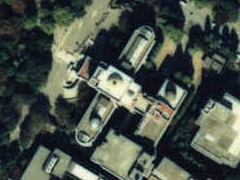
上空から撮影した国立科学博物館。1984年撮影。

- 国立科学博物館附属自然教育園 東京都港区白金台5-21-5
- 筑波地区 茨城県つくば市天久保4-1-1

筑波研究施設
- 研究管理棟、総合研究棟、自然史標本棟、昭和記念筑波研究資料館、エネルギーセンター、植物研究部棟、理工第1資料棟、理工第2資料棟からなる。手狭になった新宿分館から2012年に移転、開所。
  - 筑波実験植物園

旧施設
- 新宿分館 東京都新宿区百人町3-23-1
  - 研究館、資料館、研修研究館からなり、原則非公開（図書室を除く）。動物、地学、人類、理工学研究部が入っていた。2012年に筑波地区に移転[20]。
- 産業技術史資料情報センター
  - 2012年に開所した筑波研究施設内に移転[21]。移転前の所在地は東京都中央区日本橋室町2-1-1 三井本館5階。

## 収蔵資料

ユーイングの蘇言機（レプリカ）（地球館 2階）

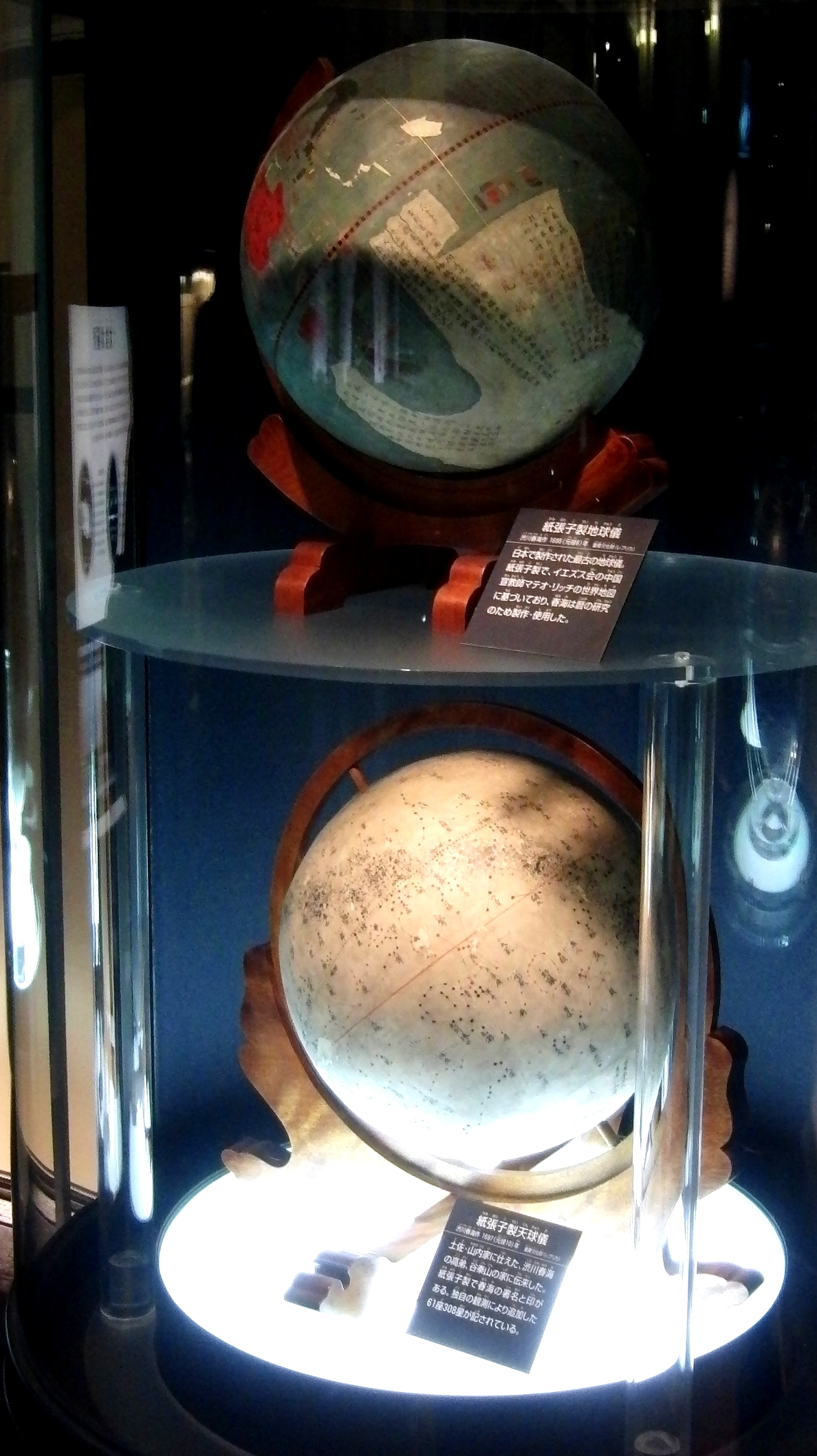
渋川春海作の地球儀（上）と天球儀（下）（レプリカ）（日本館 1階南翼）

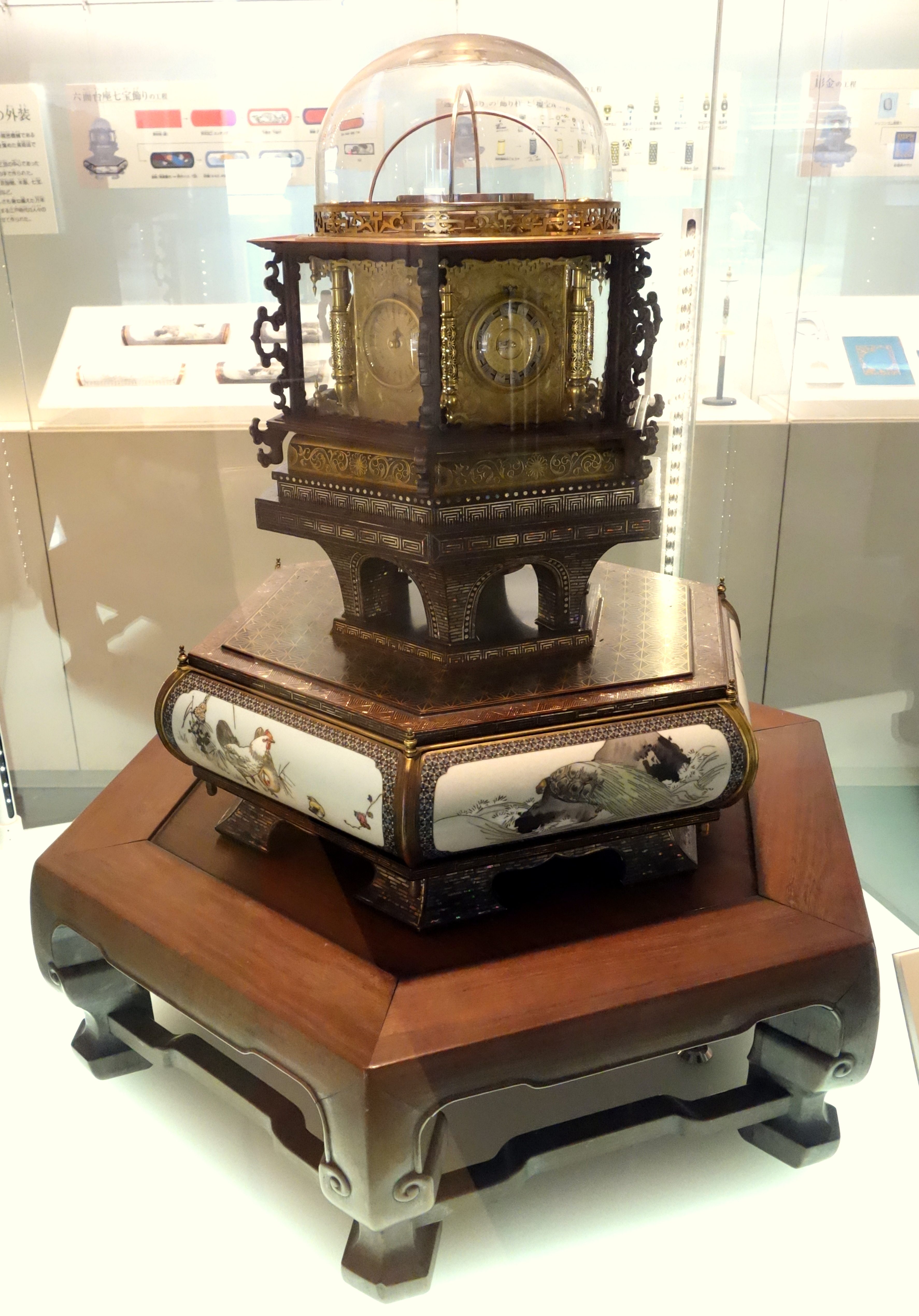
万年自鳴鐘（地球館 2階）

### 資料点数
500万4294点（2022年度時点）。うち常設展示数は約1万4000点。他は筑波地区で保管・研究されている。
- 動物研究部 - 234万6747点
- 植物研究部 - 211万147点
- 地学研究部 - 35万3270点
- 人類研究部 - 16万3315点
- 理工学研究部 - 3万815点

年に10万点程度を新たに収集している。

### 指定文化財
所蔵品のうち、以下のものが国の重要文化財に指定されている。
- 天球儀・地球儀 渋川春海作（附：旧台座板2枚）
地球儀は1695年製、天球儀は1697年製。
- 万年自鳴鐘（万年時計） 田中久重作
東芝へとつながる田中製造所の創設者である田中久重によって製作された機械式の置時計。嘉永4年（1851年）作。所有者は東芝。1931年、東京科学博物館（国立科学博物館の前身）に寄託された。地球館2階で展示。詳細は万年自鳴鐘を参照のこと。

- 天体望遠鏡（8インチ屈析赤道儀）英国製
1880年（明治13年）、明治政府によりイギリスから輸入された天体観測用望遠鏡。トロートン＆シムズ社製。日本に輸入された最初の本格的かつ最大の望遠鏡。1967年まで国立天文台で使用された。日本館1階南翼で展示[23]。

- ミルン水平振子地震計（附：地震記録41巻）
日本に現存する最古の地震計。1899年に東京帝国大学構内に設置されたもの。イギリス出身の鉱山技師で地震学者のミルンによる考案。ミルンは1876年に工部省工学寮の教師として招かれ来日、日本の地震や火山活動に関心を強め、地震の観測と研究のために地震計を考案した。この型の地震計は世界各地に配置され、初の世界規模の地震観測網となった。日本館1階南翼に展示。

- 蘇言機（錫箔蓄音機）英国製（附：木箱）
日本に初めて伝えられた蓄音機。イギリス人のA.ユーイング（James Alfred Ewing）がエジンバラのJ.Milne & Son Makersに製作させ、日本に持参した。1878年11月16日、東京大学理学部の一ツ橋の実験室（現在の学士会館の位置にあった）において、日本で最初に音を記録、再生した。複製品を地球館2階に展示[24]。

また、日本館が「旧東京科学博物館本館」として2008年6月に重要文化財に指定されている。詳細は下記を参照のこと。

#### 旧東京科学博物館本館
関東大震災の復興事業の一環において1931年9月、東京科学博物館本館として竣工した。ネオ・ルネサンス様式。設計は文部省大臣官房建築課の文部技師糟谷謙三。2008年6月9日に重要文化財に指定された。
この建物は人々から愛され国立科学博物館のアイコンとしての側面を持ち、上空から見ると飛行機の形をしている。展示場の他、天体観測用のドームや講堂などの設備を持つ。
関東大震災クラスの地震に対しても耐えられるように作られており、現在の建築基準法の基準に照らし合わせても問題ないとされている。

## 上野本館の施設・展示物
上野本館は「人類と自然の共存をめざして」をテーマとし、日本館と地球館の2つの展示館からなる。

### 日本館

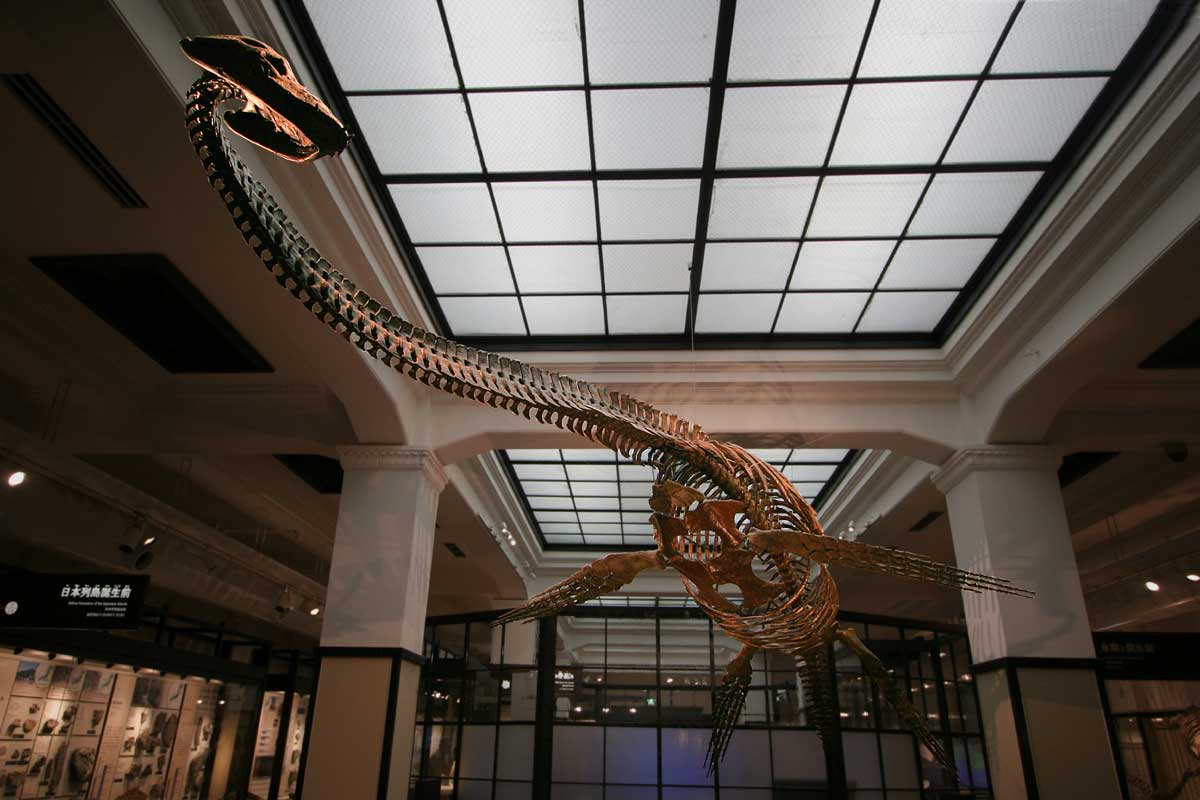
フタバスズキリュウ（日本館 3階北翼）

「日本列島の自然と私たち」がテーマ。2007年4月17日にリニューアルオープン。展示エリアは地上3階、地下1階。

#### 3階南翼 日本列島の素顔
日本列島の地質と、複雑な自然環境の日本列島に生きる生物について気候別、地形別に展示している。
- ヒグマ
- ヤンバルクイナ
- カンムリワシ

#### 3階 鉱物展示室

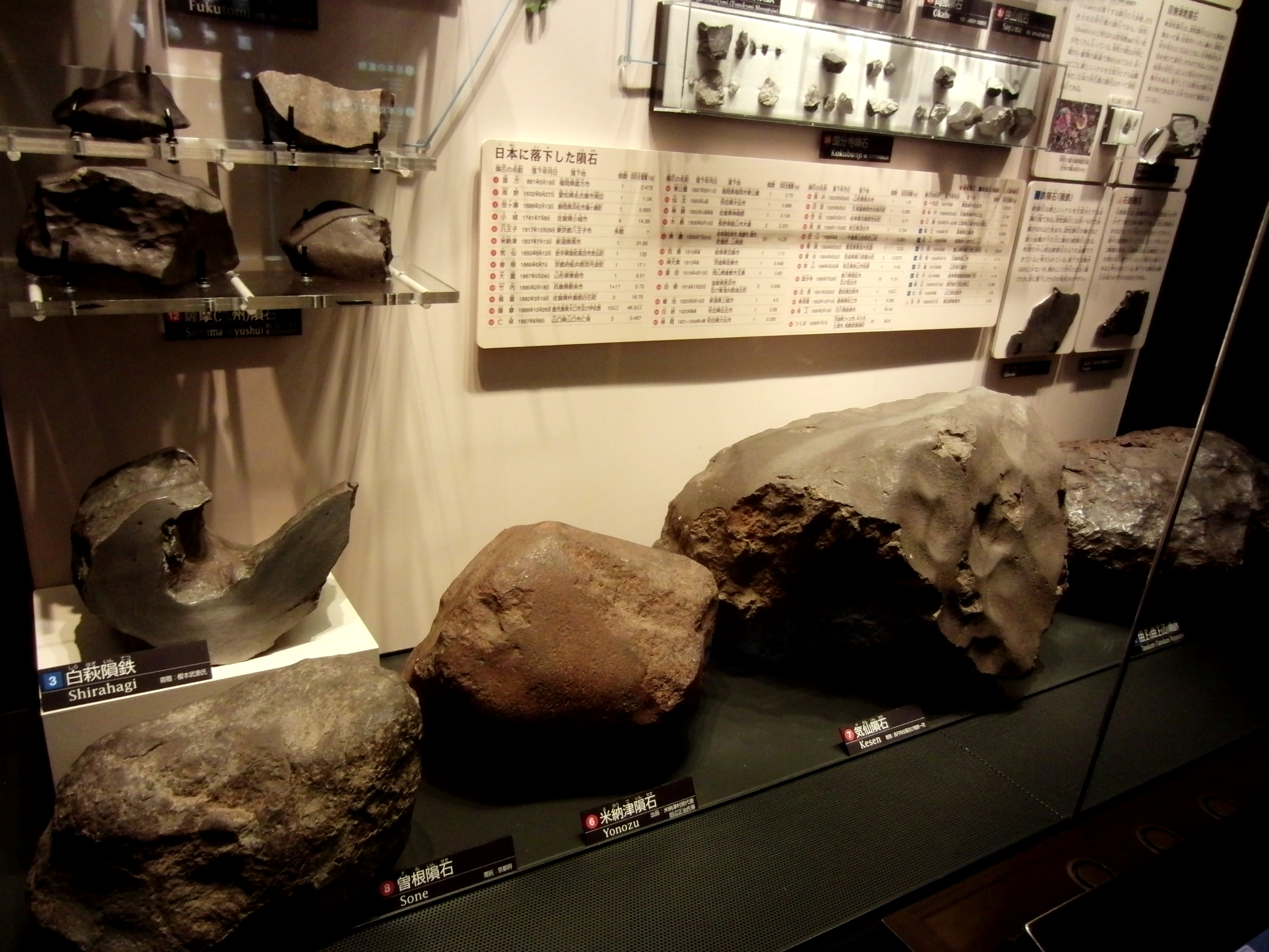
日本に落下した隕石（日本館 3階）

櫻井欽一寄贈の櫻井鉱物コレクションを中心に、日本の鉱物を展示している。
- 自然金
- 欽一石
- 日本に落下した隕石
田上隕鉄（日本に落下した最大の隕石）、白萩隕鉄、米納津隕石、気仙隕石、曽根隕石、薩摩隕石、国分寺隕石など。

#### 3階北翼 日本列島の生い立ち

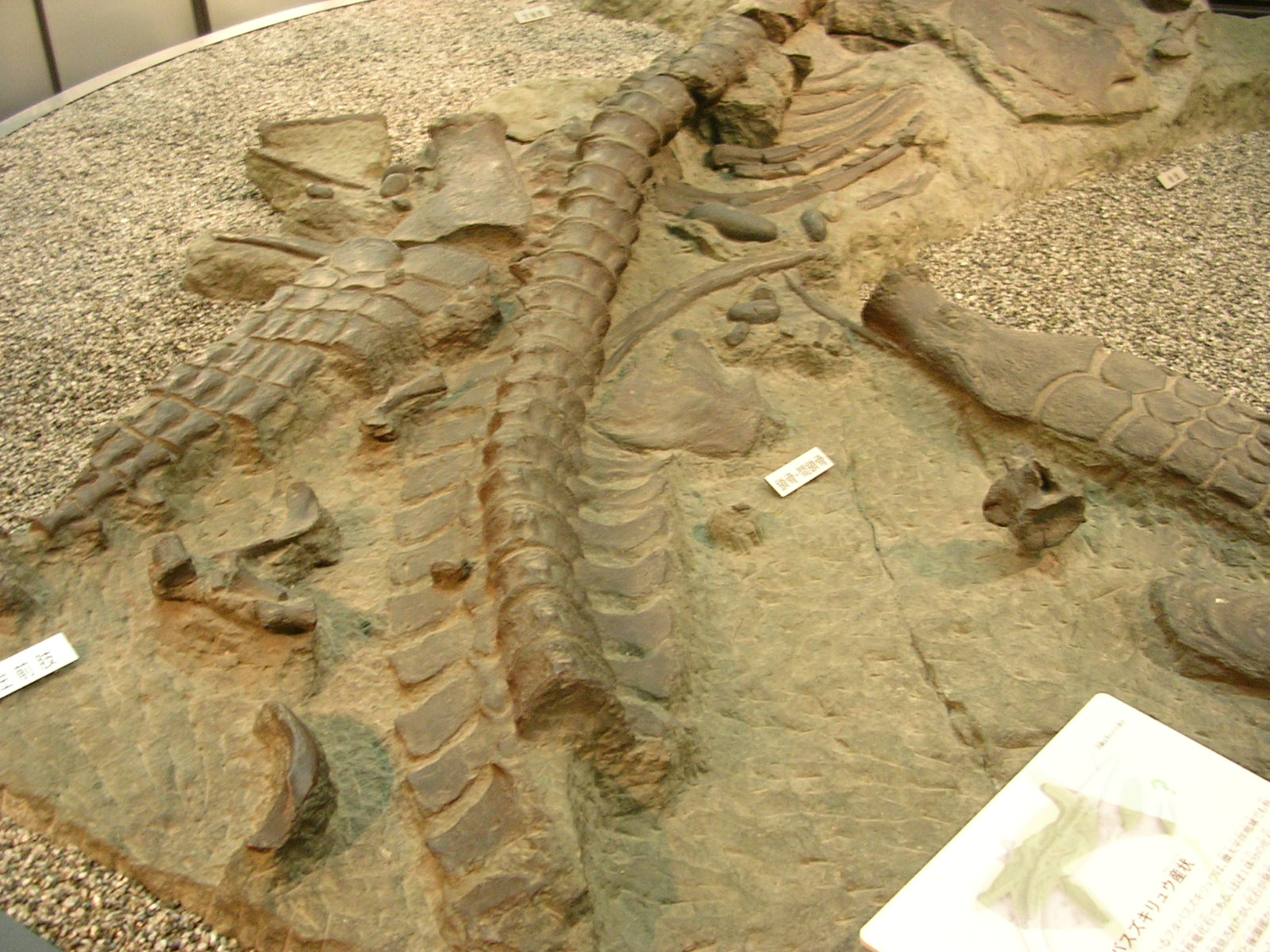
フタバスズキリュウの産状レプリカ（日本館 3階北翼）

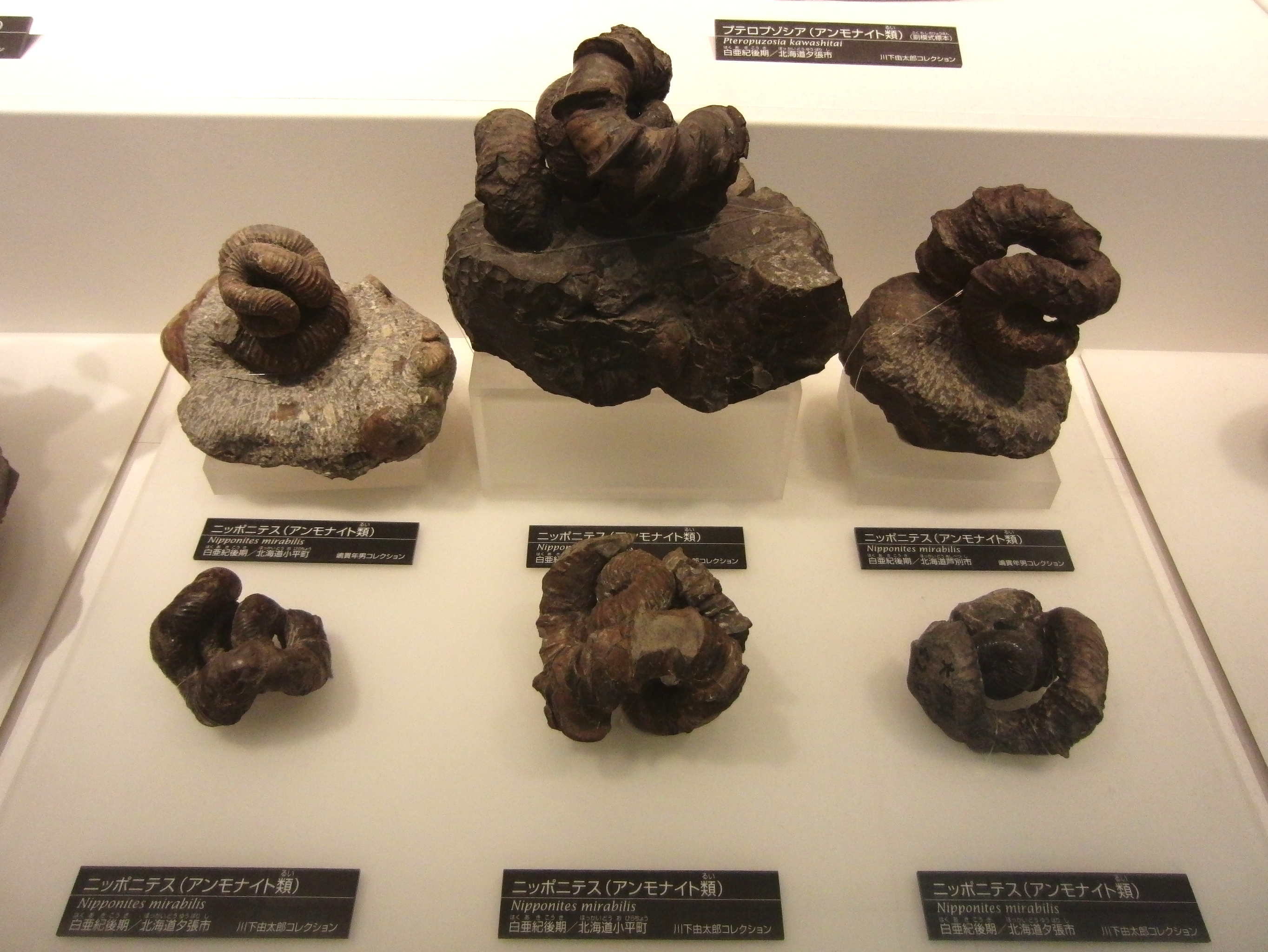
アンモナイト類のニッポニテス（日本館 3階北翼）

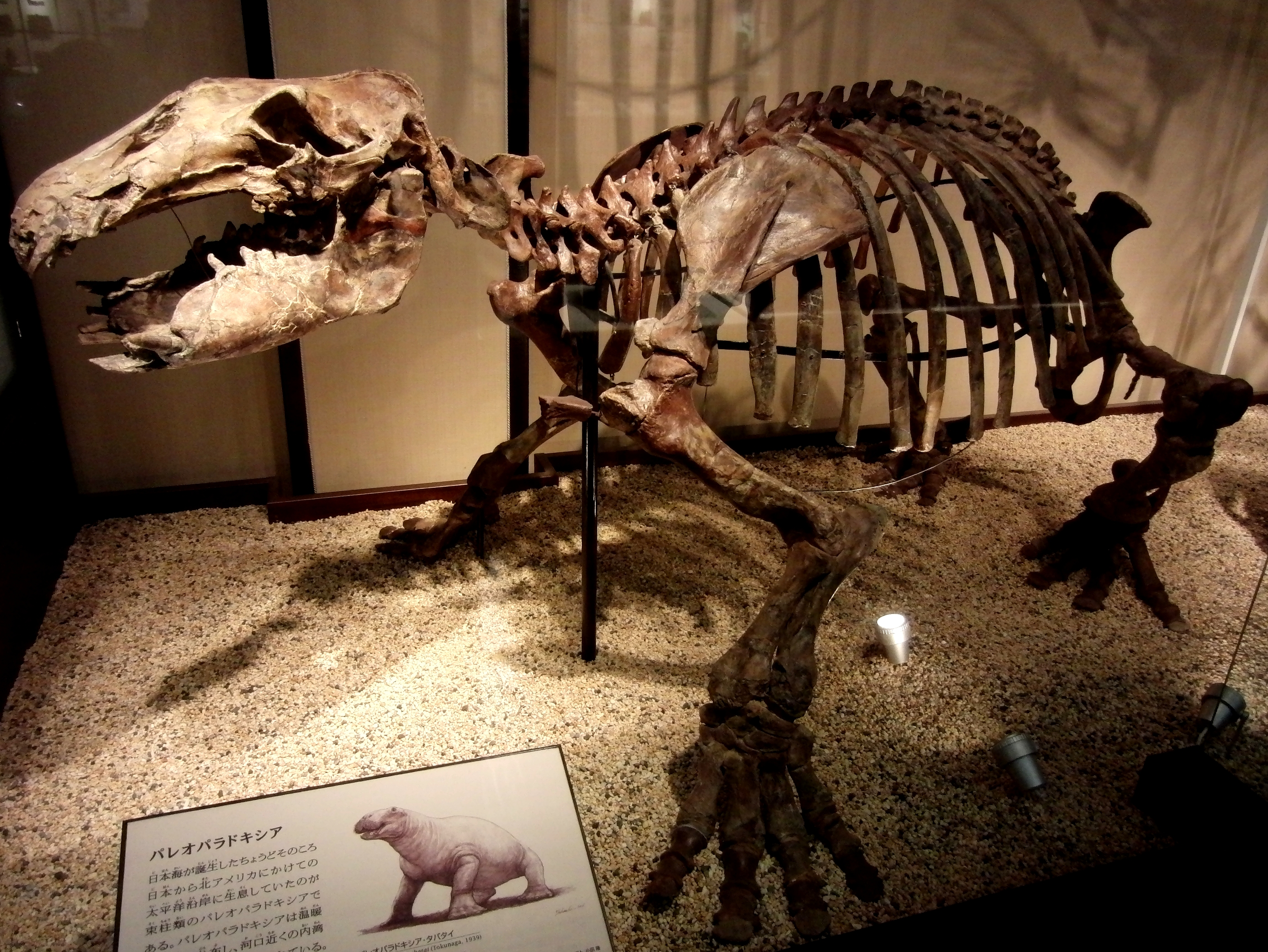
パレオパラドキシア（日本館 3階北翼）

日本列島の形成をあらわす岩石や、日本で発見された様々な生物の化石の展示により日本列島の生い立ちを解説している。
- フタバスズキリュウ
日本国内で初めて発見された首長竜化石。彫刻家小村悦夫による復元骨格、実物化石標本、産状レプリカ、一緒に発見されたサメの歯の化石を展示。
- コノドント
日本最古の化石。1996年、岐阜県高山市奥飛騨温泉郷岩坪谷（旧吉城郡上宝村）に露出する地層から発見された。古生代オルドビス紀中期から後期（約4.72億年から4.39億年前）のものとされる[27]。
- ウタツサウルス
世界最古級の魚竜。
- モシリュウ
日本で初めて発見された恐竜の化石。
- アンモナイト
- ブナの堅果（ドングリ）などの植物化石
産出地は東京都中野区江古田など。
- パレオパラドキシア
- アケボノゾウ頭骨
兵庫県明石市沖瀬戸内海産出
- トウヨウゾウ
山口県宇部市産出
- ナウマンゾウ頭骨
千葉県成田市産出
- ナウマンゾウ下顎骨
東京都渋谷区産出。1971年、営団地下鉄明治神宮前駅工事の際に発見された1頭分の骨格の一部。
- ヤベオオツノジカ

#### 2階南翼 生き物たちの日本列島
複雑な環境に適応し日本列島にて独自の進化を遂げた生物を解説している。

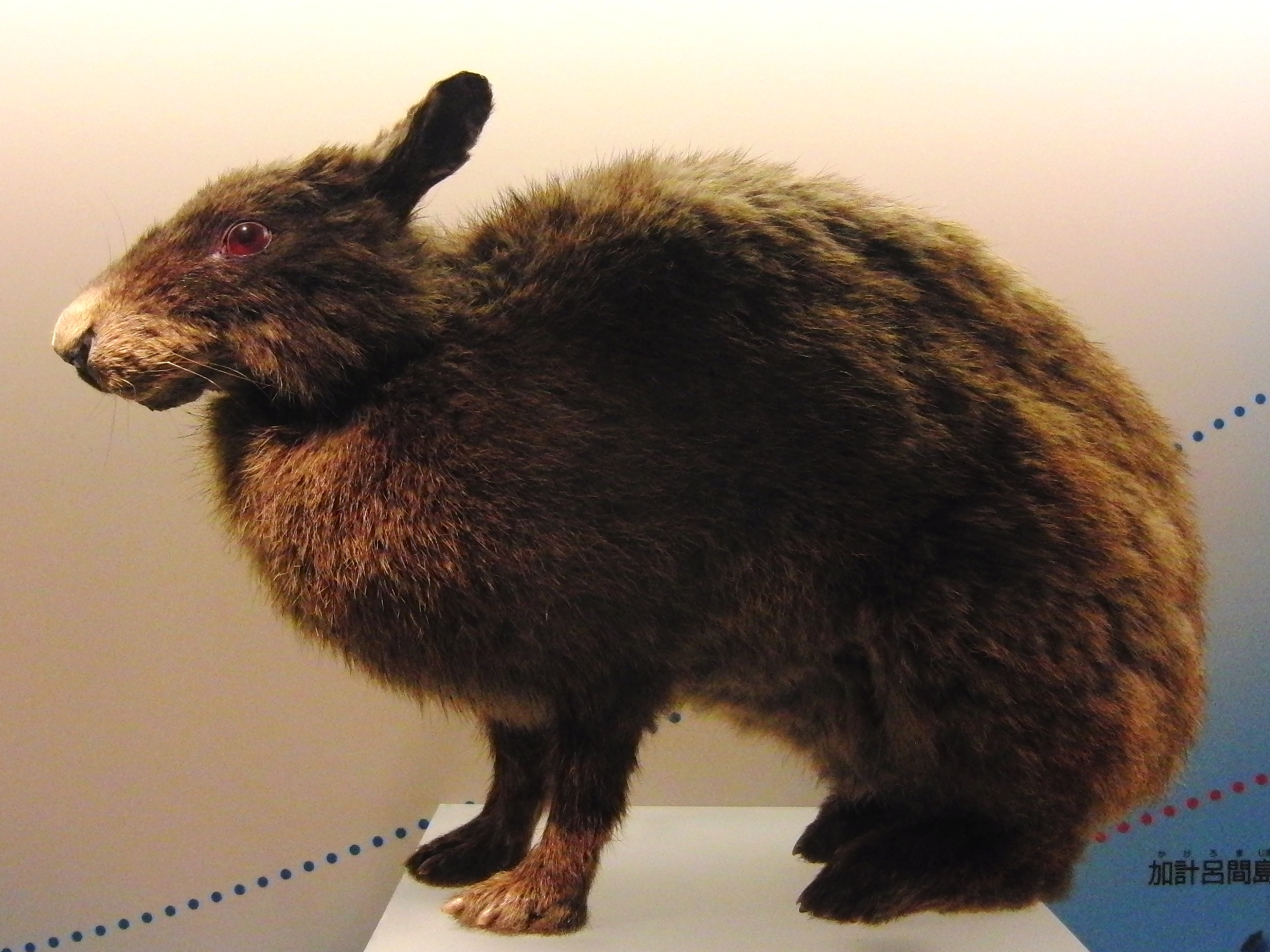
アマミノクロウサギ（日本館 2階南翼）

- アマミノクロウサギ
- イリオモテヤマネコ
- クビワオオコウモリ
- オガサワラオオコウモリ
- アマミノコギリクワガタ
- テン
- ユキツバキ、ヤブツバキ

#### 2階北翼 日本人と自然
日本列島の自然の中で現在の日本人が形作られた過程、および自然との関係の歴史を解説している。

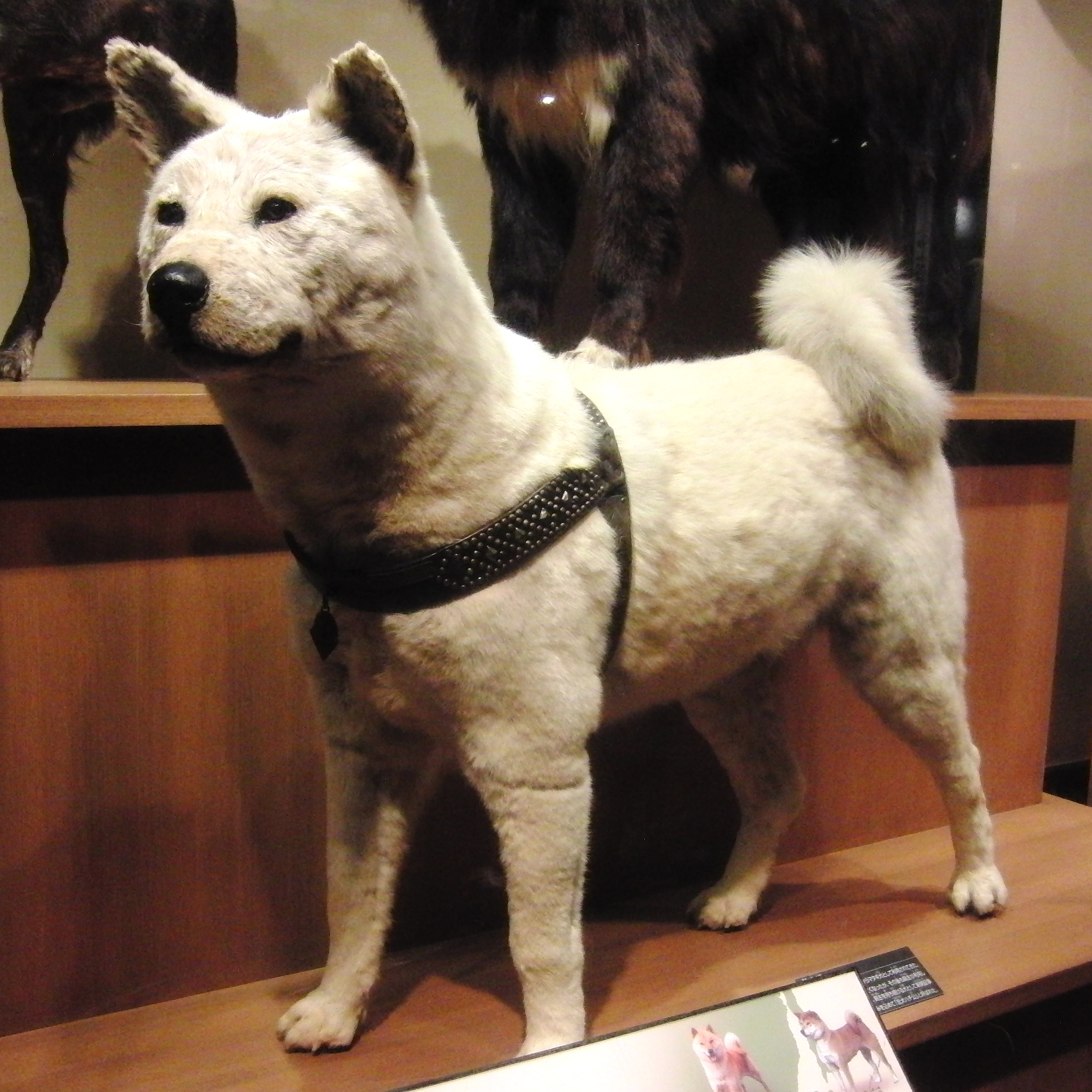
忠犬ハチ公の剥製（日本館 2階北翼）

- トキ
- ニホンオオカミの骨格標本
- ニホンカワウソの骨格標本
- 忠犬ハチ公の剥製
- ジロの剥製
南極観測隊に同行した樺太犬。タロの剥製は北海道大学植物園に展示されている。
- 江戸時代のミイラ
谷中三崎町遺跡（東京都台東区）で発見された女性の死蝋化遺体が、研究過程でミイラ化されたもの。
- 「現代人」という「動く標本」の展示物もある。

#### 1階南翼 自然をみる技
日本人の持っていた過去の科学技術を解説している。

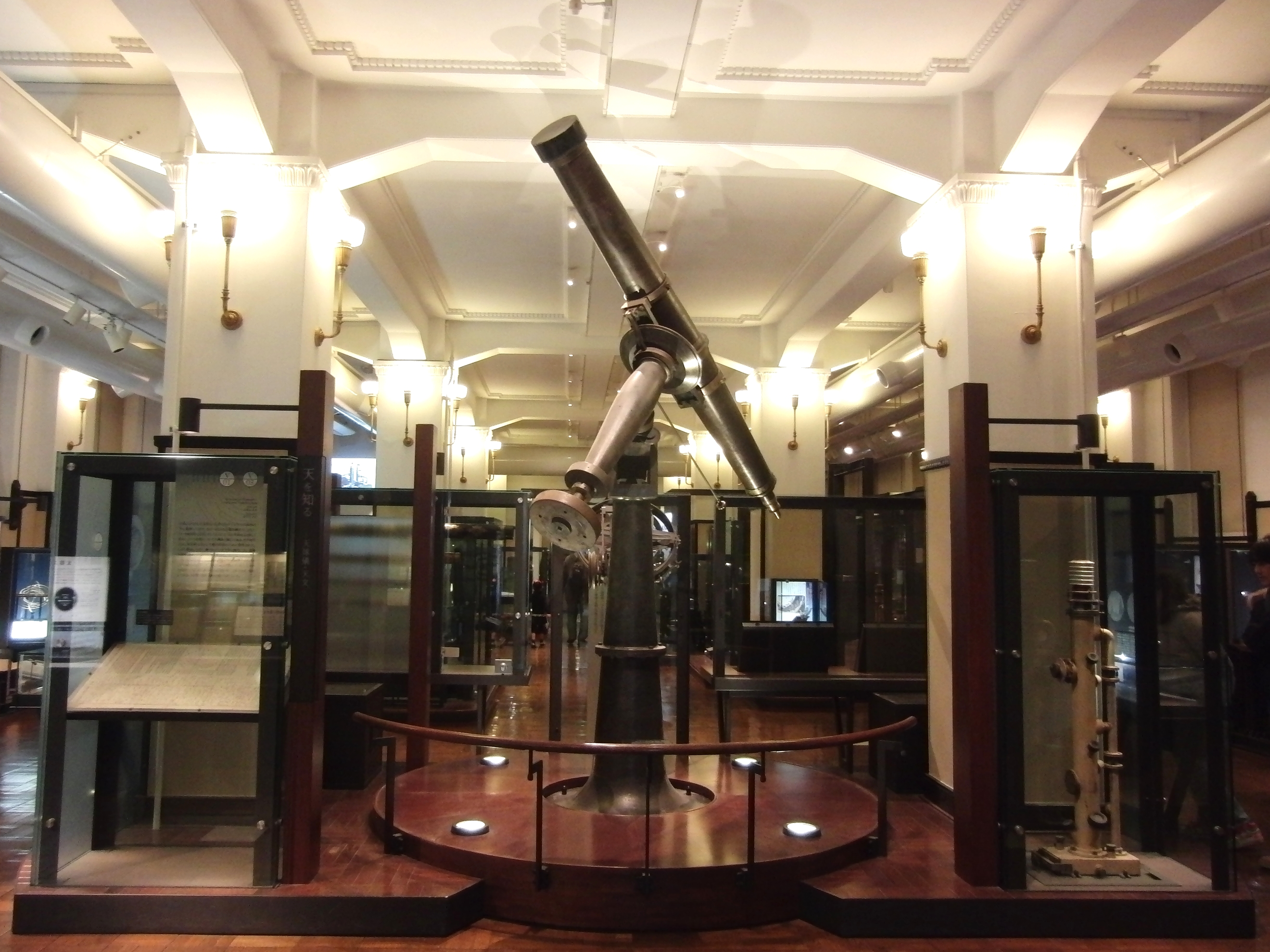
トロートン＆シムズ社製天体望遠鏡 重要文化財（日本館 1階南翼）

- トロートン＆シムズ社製天体望遠鏡
重要文化財
- ミルン水平振子地震計
重要文化財

#### 地下1階
- 総合案内所、友の会カウンター、ミュージアムショップ、カフェ、ラウンジ
- シアター36○
- 多目的室（企画展の一部などに使用される）
- フーコーの振り子

### 地球館

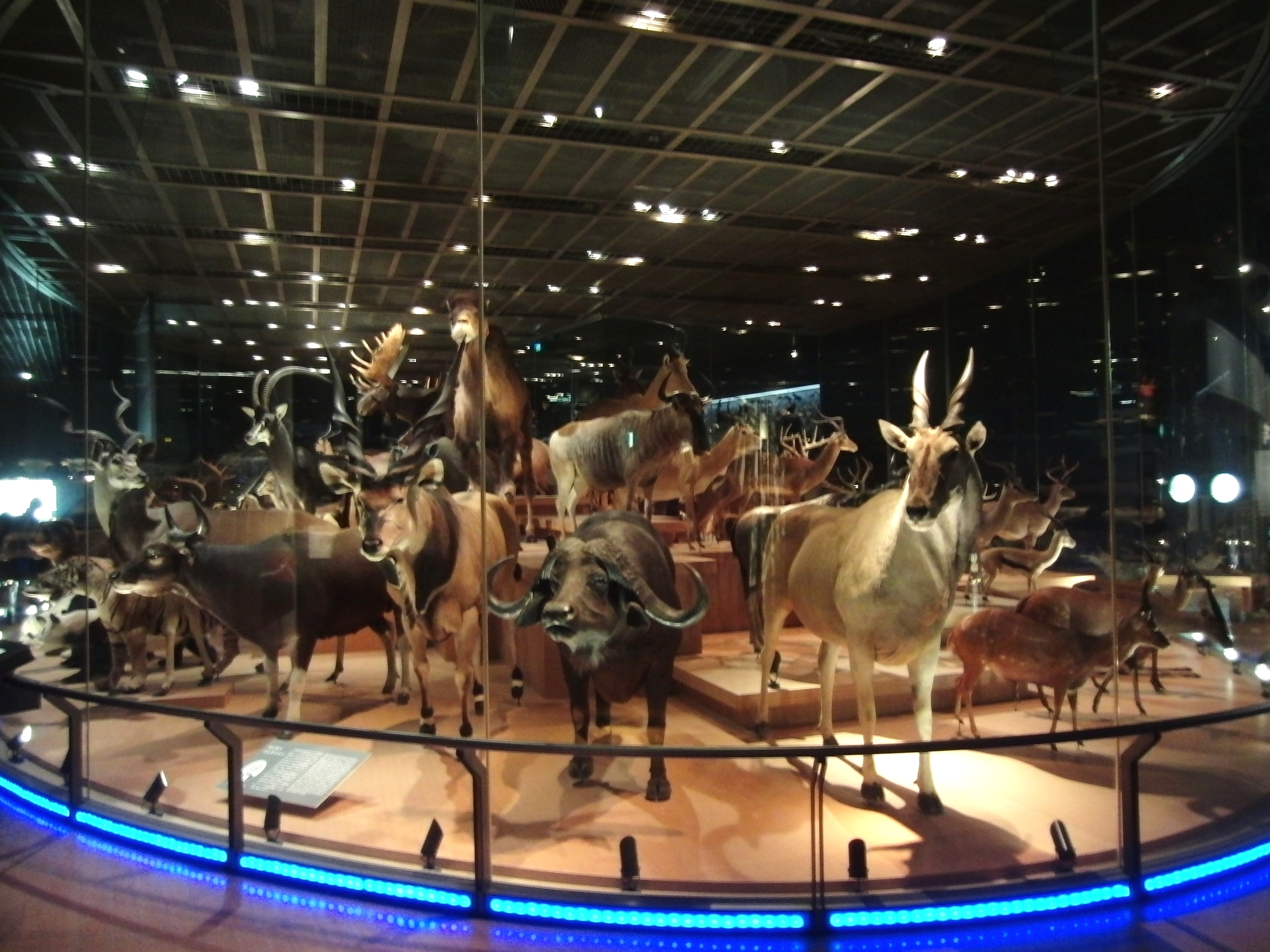
大型哺乳類剥製標本群「ヨシモトコレクション」（地球館 3階）

「地球生命史と人類」がテーマ。展示エリアは地上3階、地下3階。1998年に第1期工事完了。翌年4月24日から常設展示公開。第2期工事完了後の2004年11月2日にグランドオープン。2014年9月から北側展示場の改装工事を開始し、翌年工事が終わり7月14日にグランドオープンした。

#### 屋上
- ハーブガーデン、パラソルガーデン

#### 3階 大地を駆ける生命／親と子のたんけん広場 コンパス

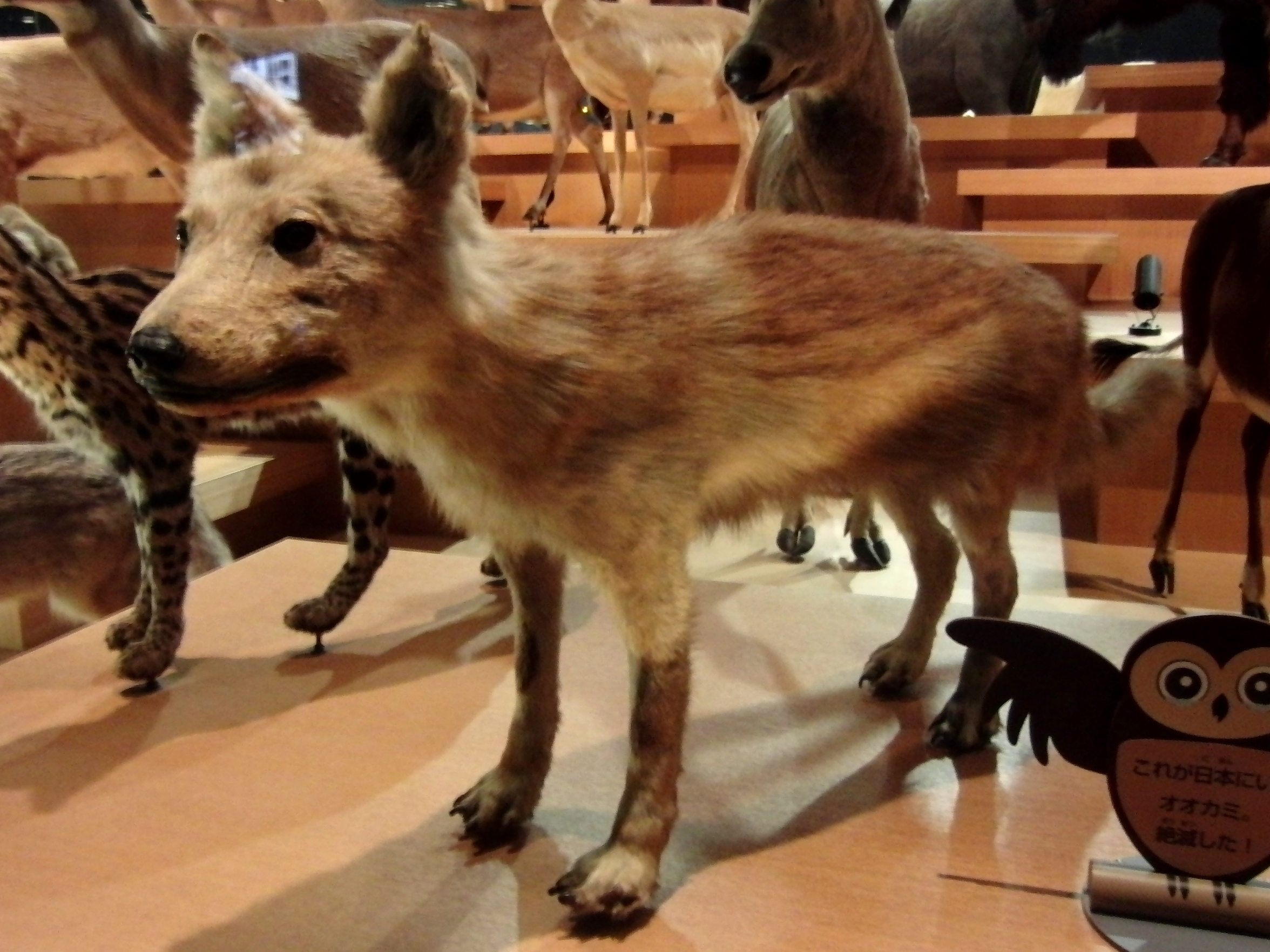
ニホンオオカミの剥製（地球館 3階）

哺乳類および鳥類の剥製を展示している。
- ヨシモトコレクション
日系アメリカ人Watson T. Yoshimotoによる世界的規模の大型哺乳類剥製標本群。
- ジャイアントパンダの剥製
恩賜上野動物園で飼育されていたフェイフェイ（オス、1994年死亡）とトントン（メス、1986年生まれ、2000年死亡）の父娘。地球館1階にはホアンホアン（トントンの母）も展示されている。
- ニホンオオカミの剥製
世界に4体しかない剥製の1体。

- 親と子のたんけんひろば コンパス
4〜6歳の子供とその保護者を対象とした展示室。2015年のリニューアルオープン時に一般公開された。子どもに教えるのではなく発見させることを重視しており、親子で展示物に触れるといった活動ができる。名前の由来は、ここでの体験がその後の人生の指針になってほしいという願いから[28]。

- 講義室
- 実験実習室

#### 2階 科学と技術の歩み／科学技術で地球を探る
- 和漢三才図会
- エレキテル（レプリカ）
- からくり「茶運び人形」
- 万年自鳴鐘
重要文化財
- 天球儀・地球儀
- 高柳式テレビジョン
- 機械式計算機
- FUJIC
- CVCCエンジン
- ペンシルロケット
- ベビーT型ロケット
- 人工衛星「おおすみ」実験用実機

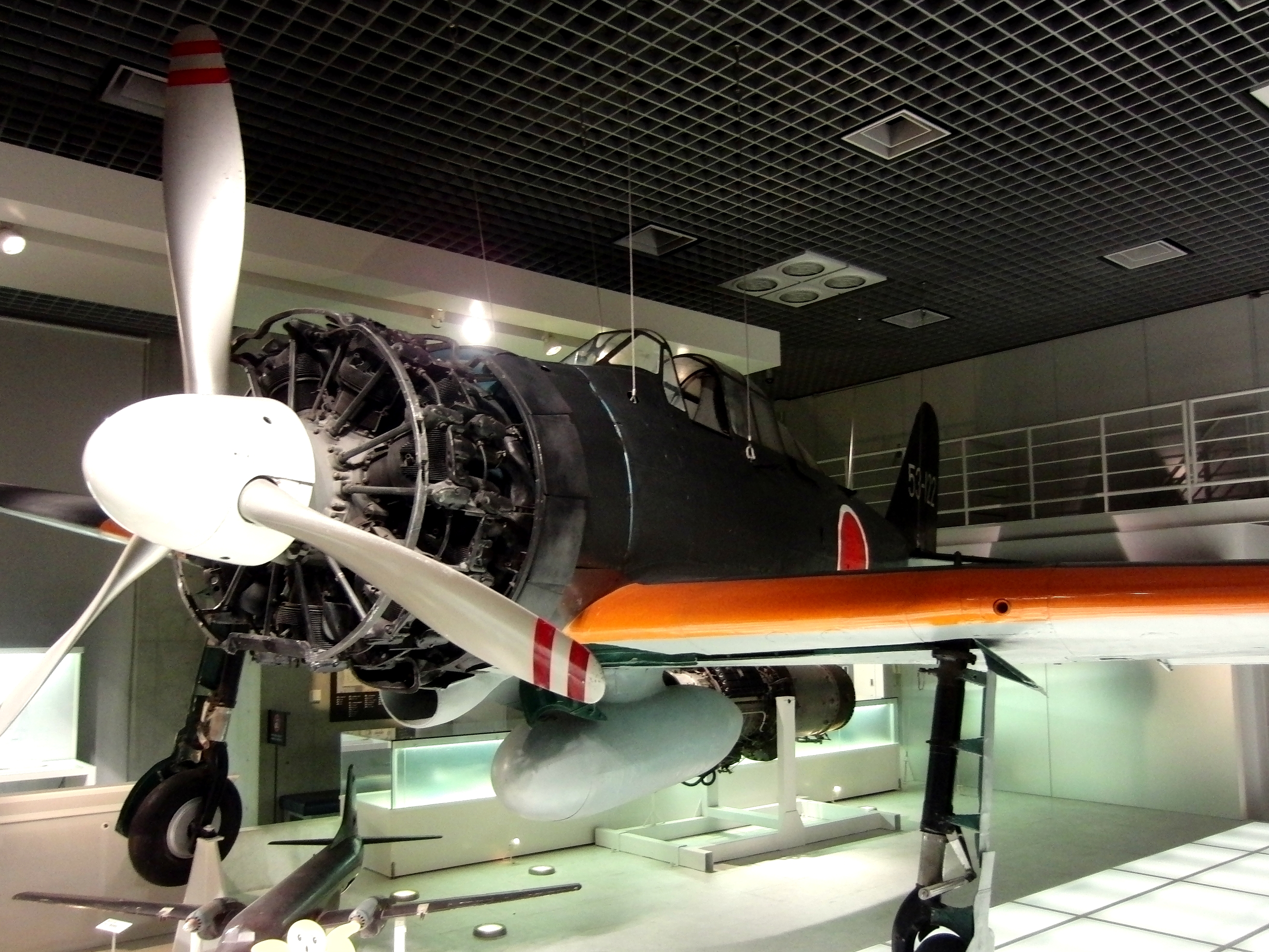
零式艦上戦闘機（地球館 2階）

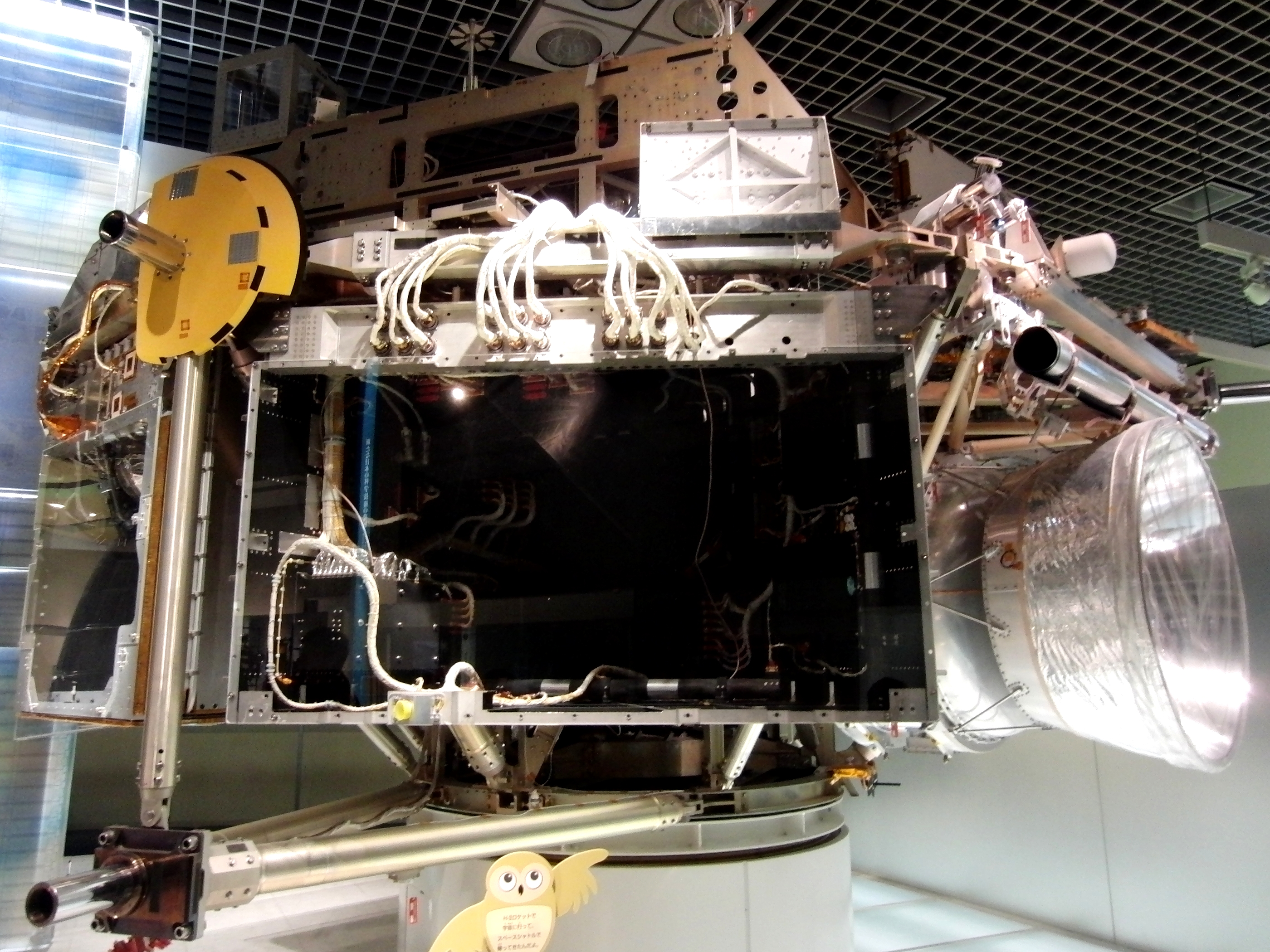
宇宙実験・観測フリーフライヤ（SFU）実機（地球館 2階）

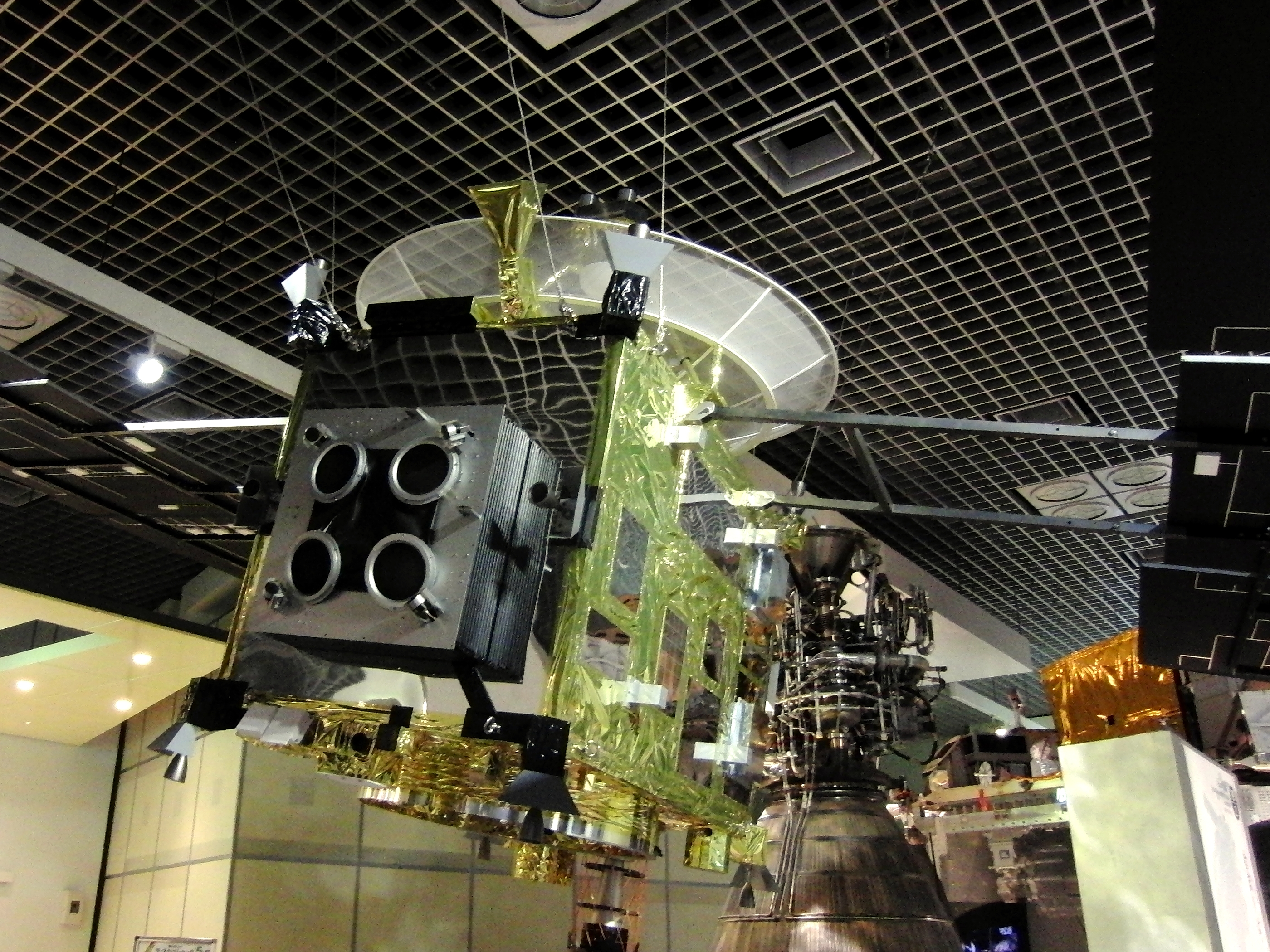
探査機はやぶさ実物大模型（地球館 2階）

- 宇宙実験・観測フリーフライヤ（SFU）実機
- 探査機はやぶさ実物大復元模型
映画『はやぶさ 遥かなる帰還』の撮影用に製作されたもの。
- 探査機はやぶさが採取した小惑星イトカワの微粒子
- 科学技術で地球を探る（2015年7月のリニューアルオープン時に一般公開）
- 観測ステーション
変動する地球の様子を示す画像やデータを準リアルタイムで紹介。
- 地球を探るサイエンス

#### 中2階 科学技術の偉人たち－日本の科学者技術者－
- 日本の科学者・技術者をレリーフで紹介。
北里柴三郎、高峰譲吉、仁科芳雄、長岡半太郎、菊池正士、坂田昌一、朝永振一郎、湯川秀樹、南方熊楠、荻野吟子、吉岡彌生、香川綾、保井コノ、黒田チカ、湯浅年子、野口英世、菊池大麓、高木貞治、小平邦彦、志田林三郎、藤岡市助

#### 1階 地球の多様な生き物たち／地球史ナビゲーター
多様に進化した現代の生物の様子を解説している。

ホアンホアン（ジャイアントパンダ）とツチブタの剥製（地球館 1階）

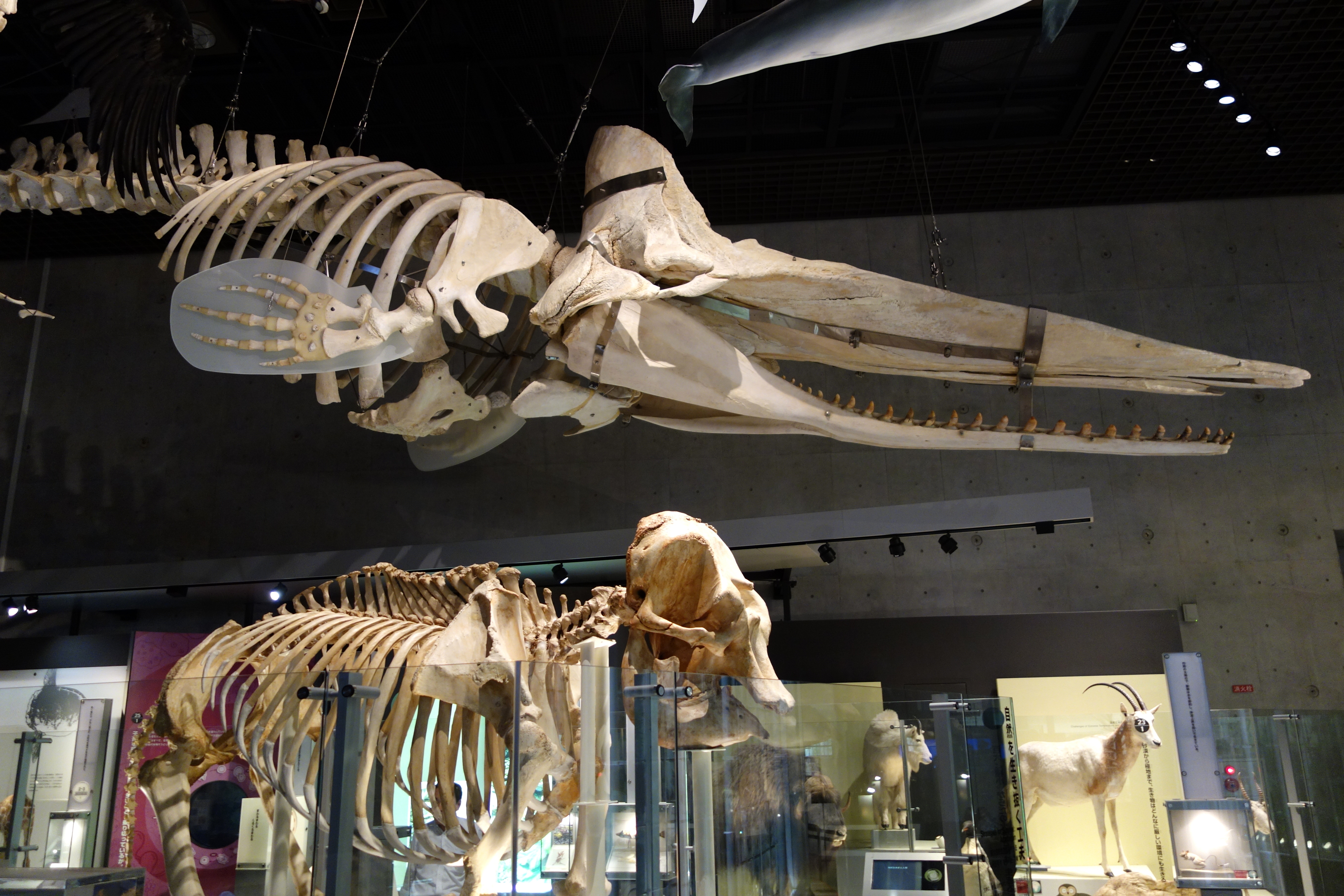
マッコウクジラとアジアゾウ「インディラ」の骨格標本（地球館 1階）

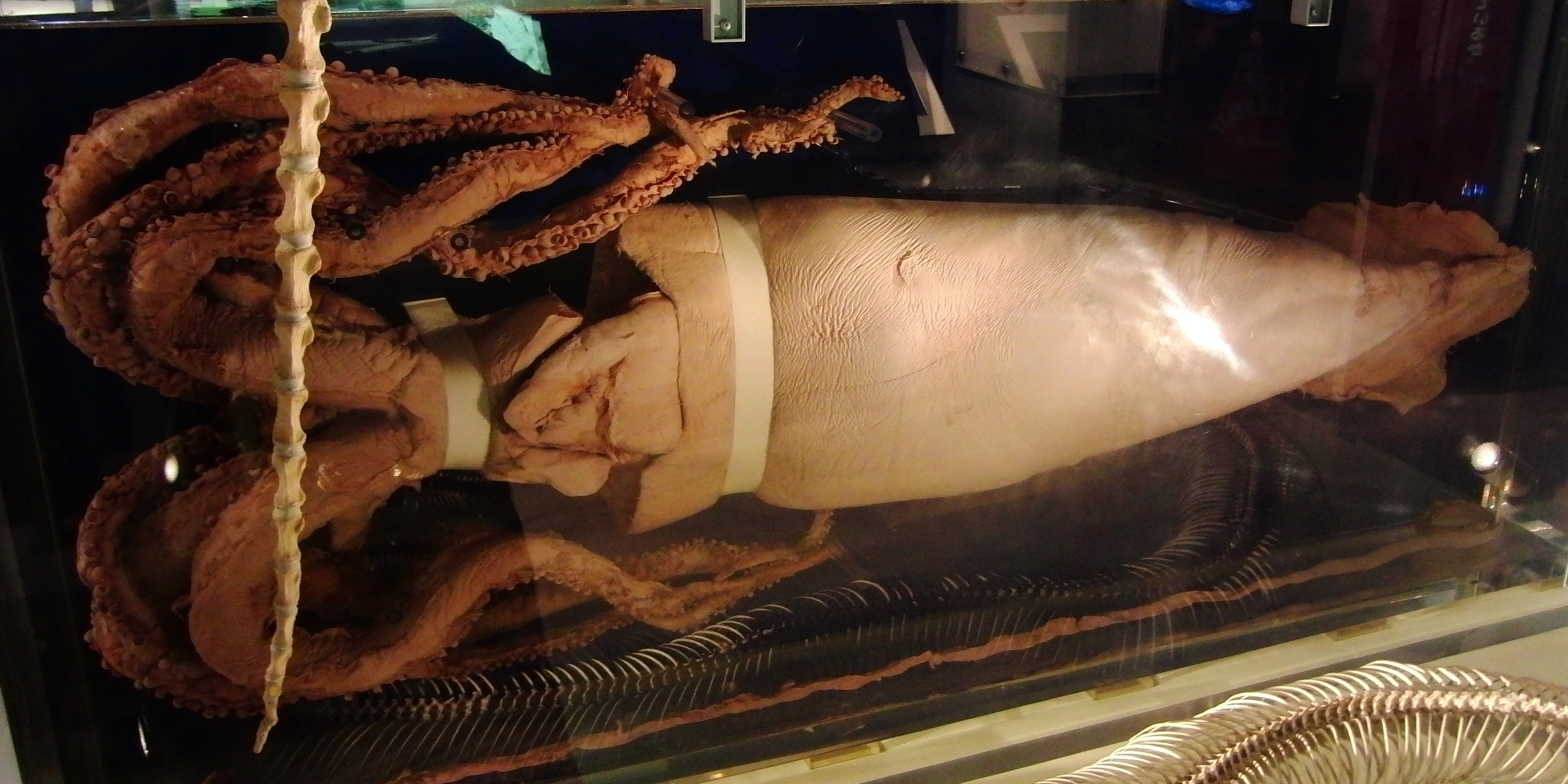
ダイオウイカの液浸標本（地球館 1階）

- ジャイアントパンダの剥製
恩賜上野動物園で飼育されていたホアンホアン（メス、トントンの母。1997年死亡）。地球館3階にはフェイフェイとトントンが展示されている。
- マッコウクジラ半身模型付全身骨格標本
2005年8月に鹿児島県南さつま市（当時：加世田市）の海岸に漂着し死亡したマッコウクジラの骨格標本（特別展「大哺乳類展 -海のなかまたち」（2010年）、「深海」（2013年）では頭部のみ、「大哺乳類展 2」（2019年）では全身を展示）を半身模型と組み合わせ公開[29]。
- ミンククジラ
- ダイオウイカ
1996年12月24日、鳥取県の羽合海岸に打ち上げられたダイオウイカの標本。胴部は171センチメートル、ヒレの後端から8本ある腕の先端までは約450センチメートル。2本の触腕は漂着時点で欠損していた。俳優のトム・ハンクスが来日時、この標本を見るためにお忍びで国立科学博物館を訪問したことがある[30]。
- アジアゾウ「インディラ」
- キリン「タカオ」
1952年に、ケニアから上野動物園に来園したキリン[31]。
- ベンガルオオトカゲ
- ベンガルヤマネコ
- コーカサスオオカブトムシ
- ユキヒョウ
- イリエワニ
- タカアシガニ
- 絞め殺しの木
- セイタカダイオウ

- 地球史ナビゲーター
宇宙史・生命史・人間史の壮大な物語をテーマとした、標本・資料と映像でたどる138億年を一望する時間の旅。地球館の展示室全体を繋げるシンボルゾーン。
2015年7月のリニューアルオープン時に一般公開された。

#### 地下1階 地球環境の変動と生物の進化－恐竜の謎を探る－

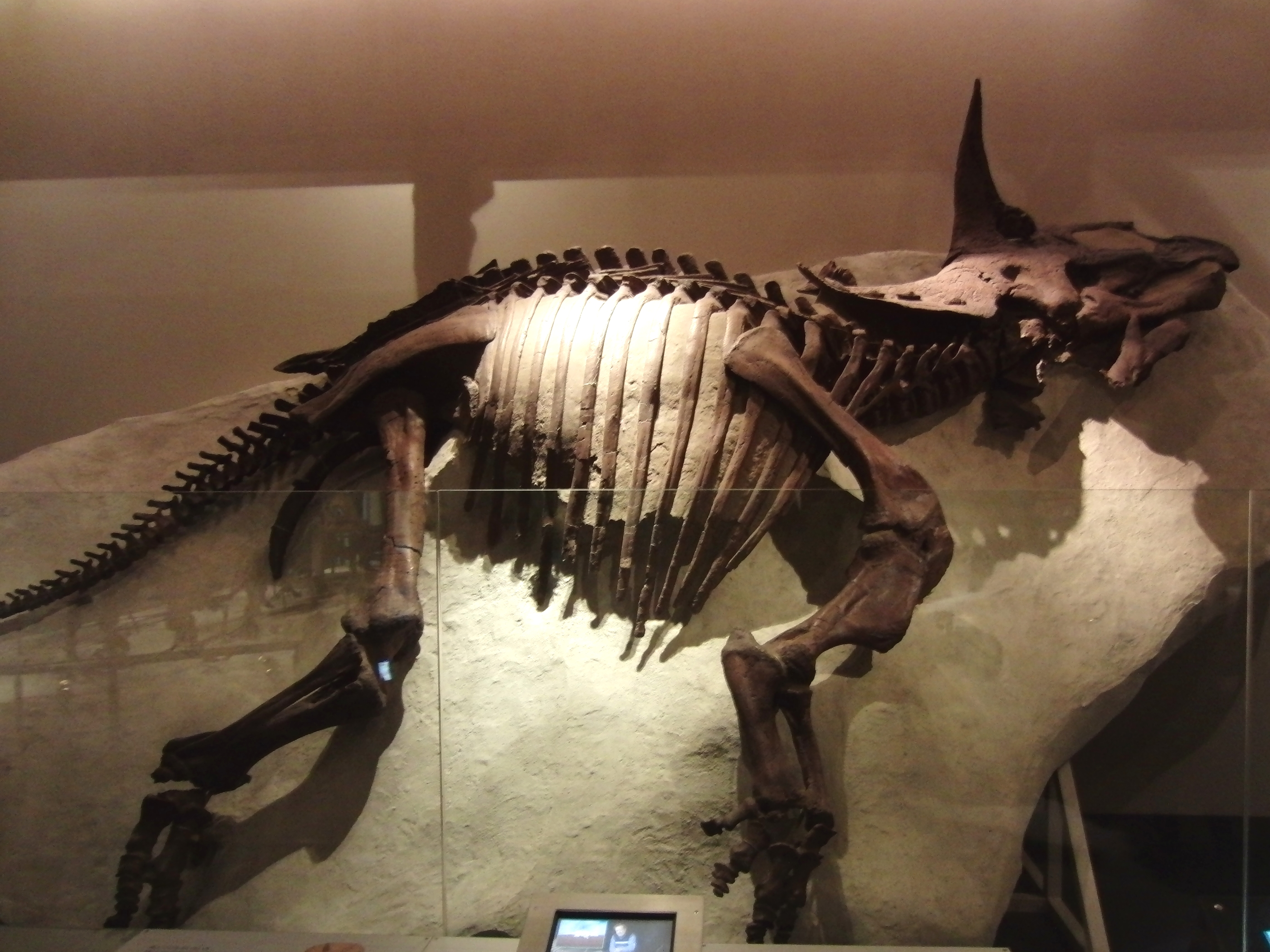
トリケラトプス（愛称 レイモンド）の化石（地球館 地下1階）

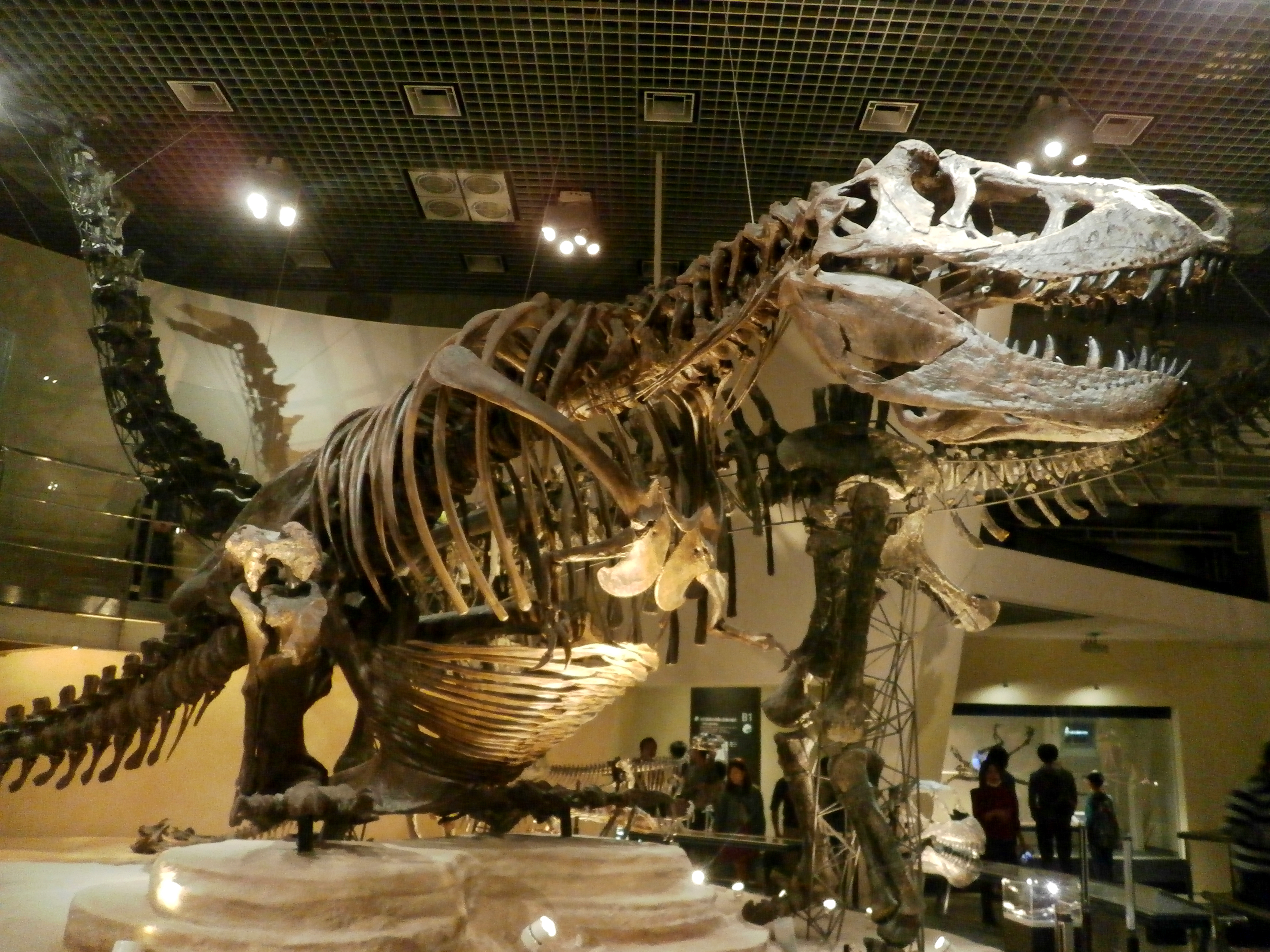
ティラノサウルス（愛称 バッキー）の骨格標本（地球館 地下1階）

恐竜を解説している。
- ヒパクロサウルス（実物標本）
- シマアジ（剥製、現生鳥類）
- トリケラトプス（実物標本）
アメリカ・ノースダコタ州で発見された「Raymond（レイモンド）」という愛称を持つ個体。トリケラトプスの全身骨格は世界で2個体しか見つかっていないが、そのうちの1つの実物。地表に露出していた左半身は侵食されて無くなっていたが、地中にあった右半身は尻尾以外ほぼすべての骨が残っていた。発見された状態と同じ、地層に横たわった姿勢で（地中側を上にして）展示されている。
- ティラノサウルス（レプリカ）
アメリカ・サウスダコタ州で発見された「Bucky（バッキー）」という愛称を持つ個体。愛称は発見者のカウボーイBucky Derflingerの名前にちなむ。
- アパトサウルス（実物標本）
アメリカ・ワイオミング州サーマポリス産出。頭と尾の後半部以外ほぼ全身が同一個体と推定される。アパトサウルス属の化石の中で十指に入る良好な標本[32]。
- ステゴサウルス（実物標本）
- スコロサウルス（実物標本）
- パキケファロサウルス（実物標本）
- デイノニクス（レプリカ）

#### 地下2階 地球環境の変動と生物の進化－誕生と絶滅の不思議－
恐竜以外の古代生物を解説している。
- シーラカンス
- 三葉虫
- バシロサウルス
- ティロサウルス
- アーケロン
- インドリコテリウム
- スミロドン
- ステラーダイカイギュウ
- コロンビアマンモス
- アメリカマストドン
- 鉱物、鉱石、岩石、隕石
- 示準化石
- 節足動物の生痕化石

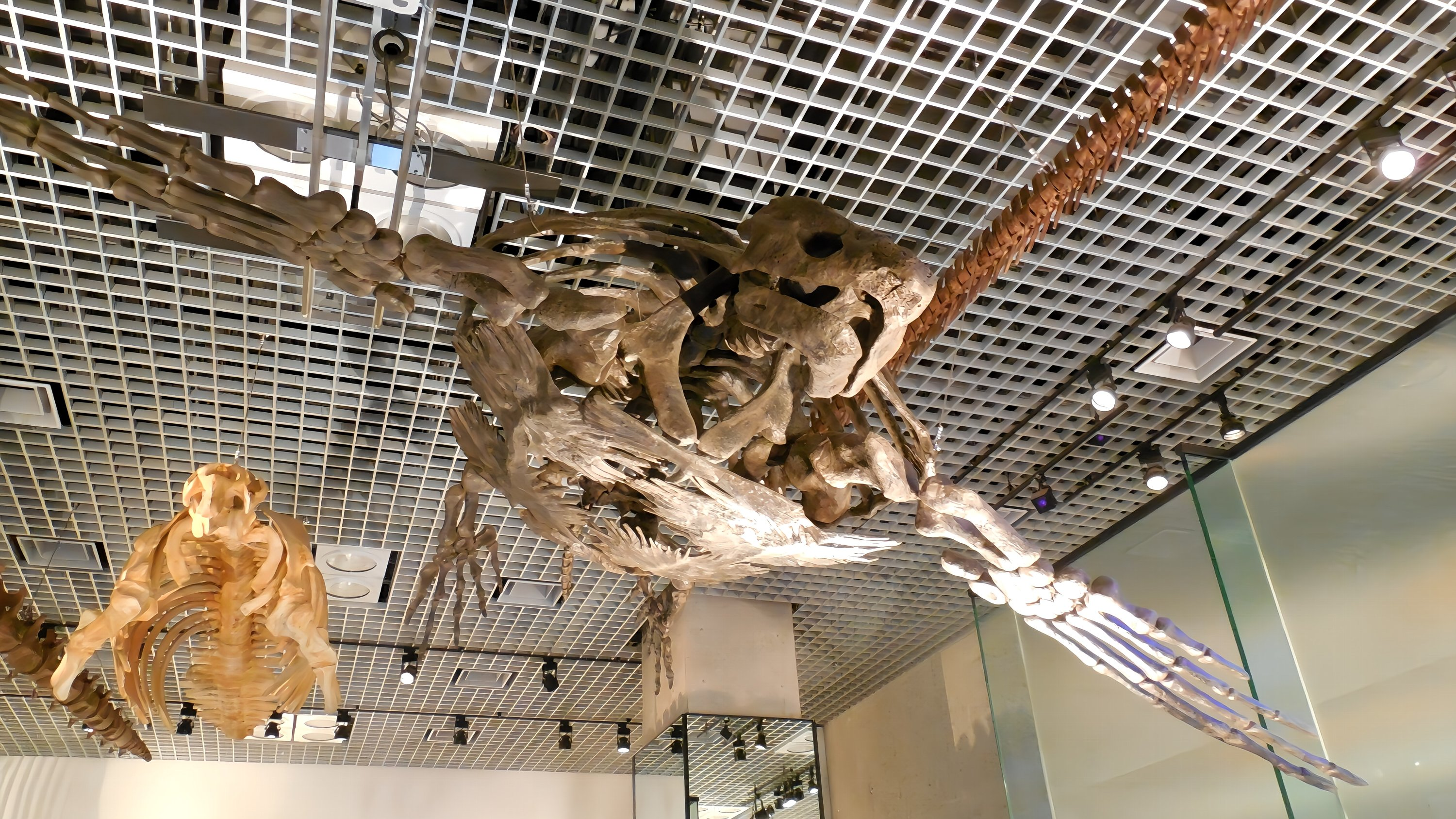
アーケロンの骨格標本（地球館 地下2階）

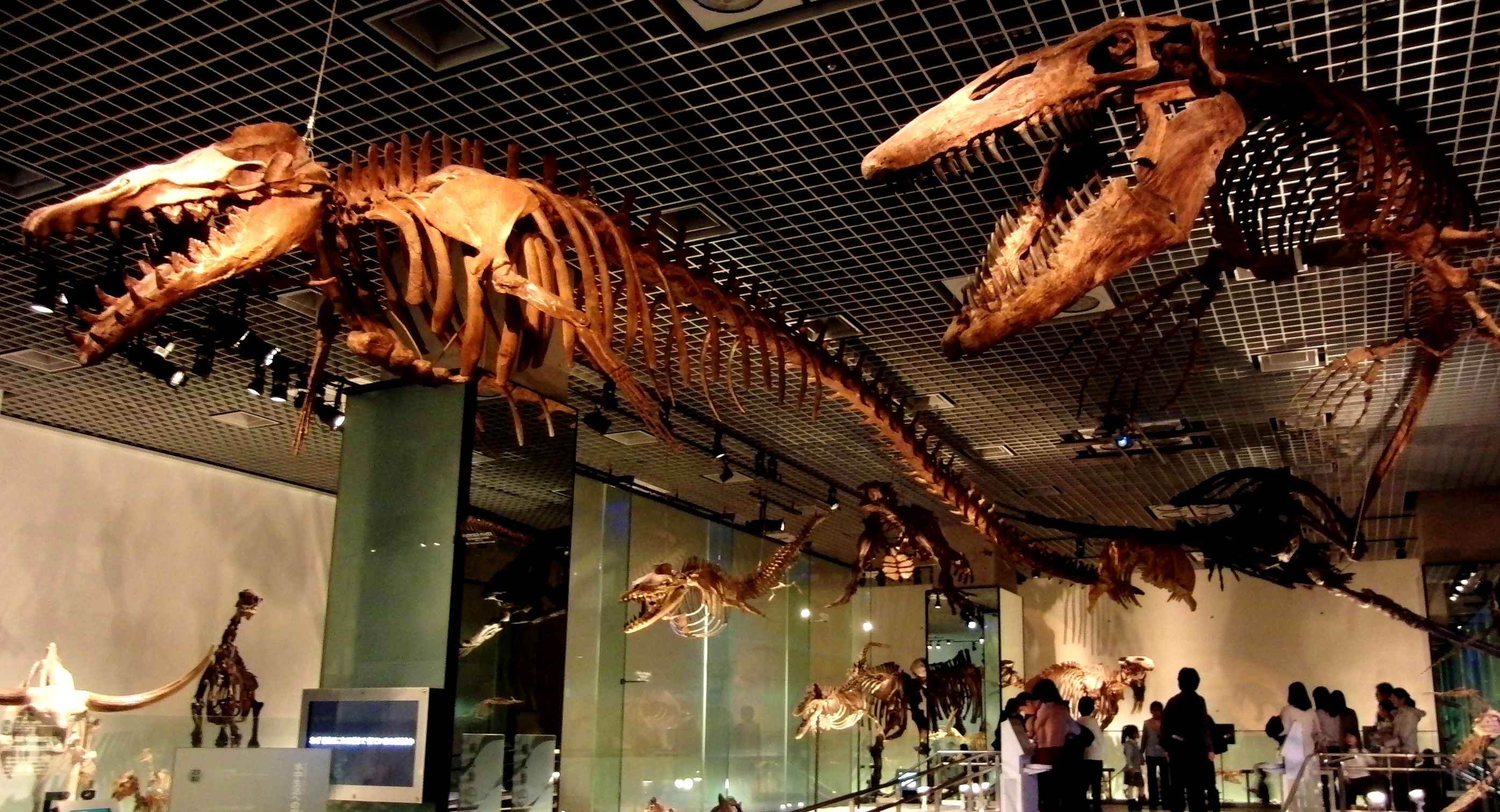
バシロサウルス（左）とティロサウルス（右）の骨格標本（地球館 地下2階）

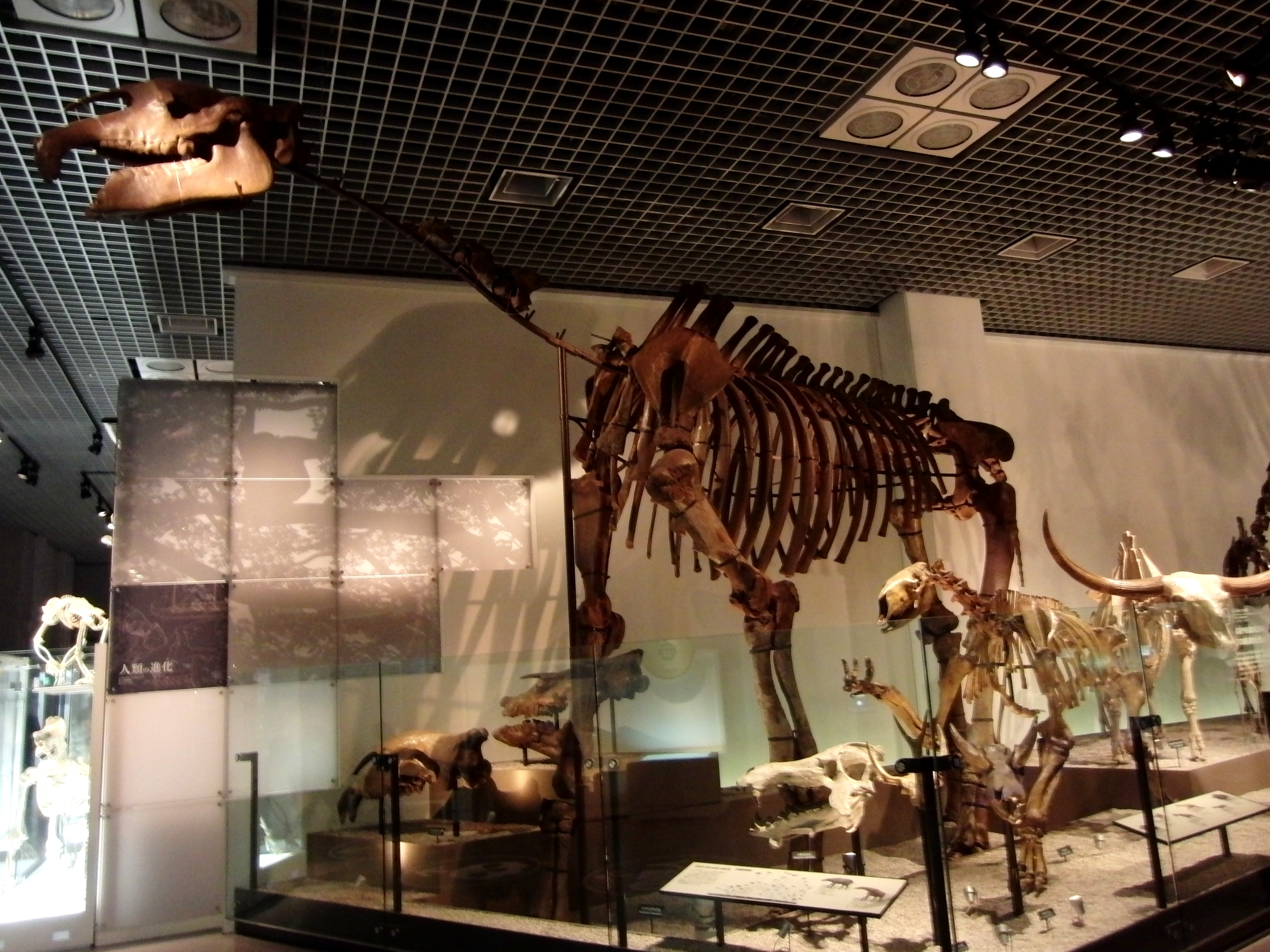
インドリコテリウムの骨格標本（地球館 地下2階）

- アウストラロピテクス・アファレンシス「ルーシー」
- トゥルカナ・ボーイ
- ホモ・フローレシエンシス
- 古代ポリネシアのダブル・カヌー「カフリアウ」

#### 地下3階 宇宙・物質・法則／科博の活動

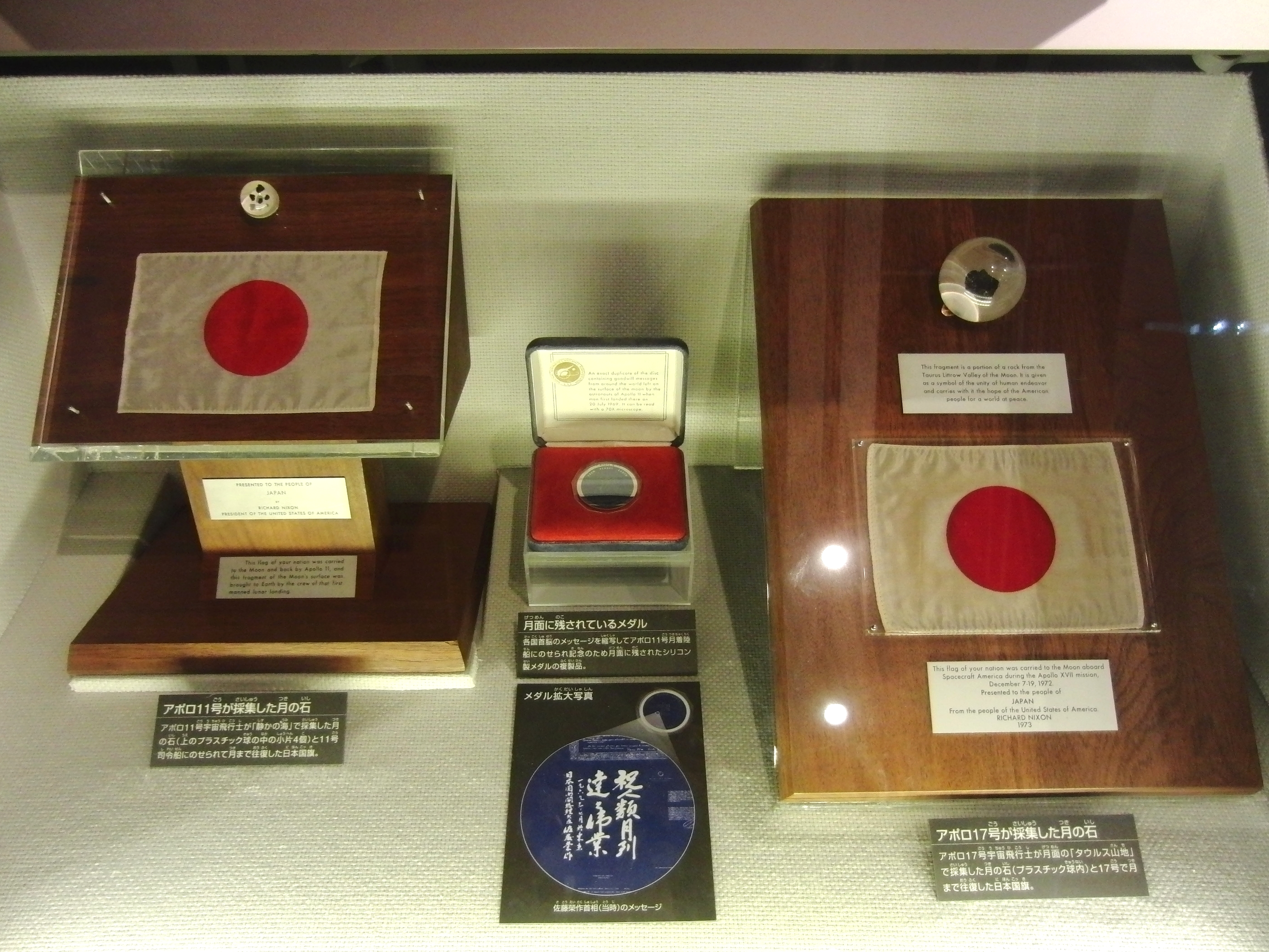
月の石（地球館 地下3階）

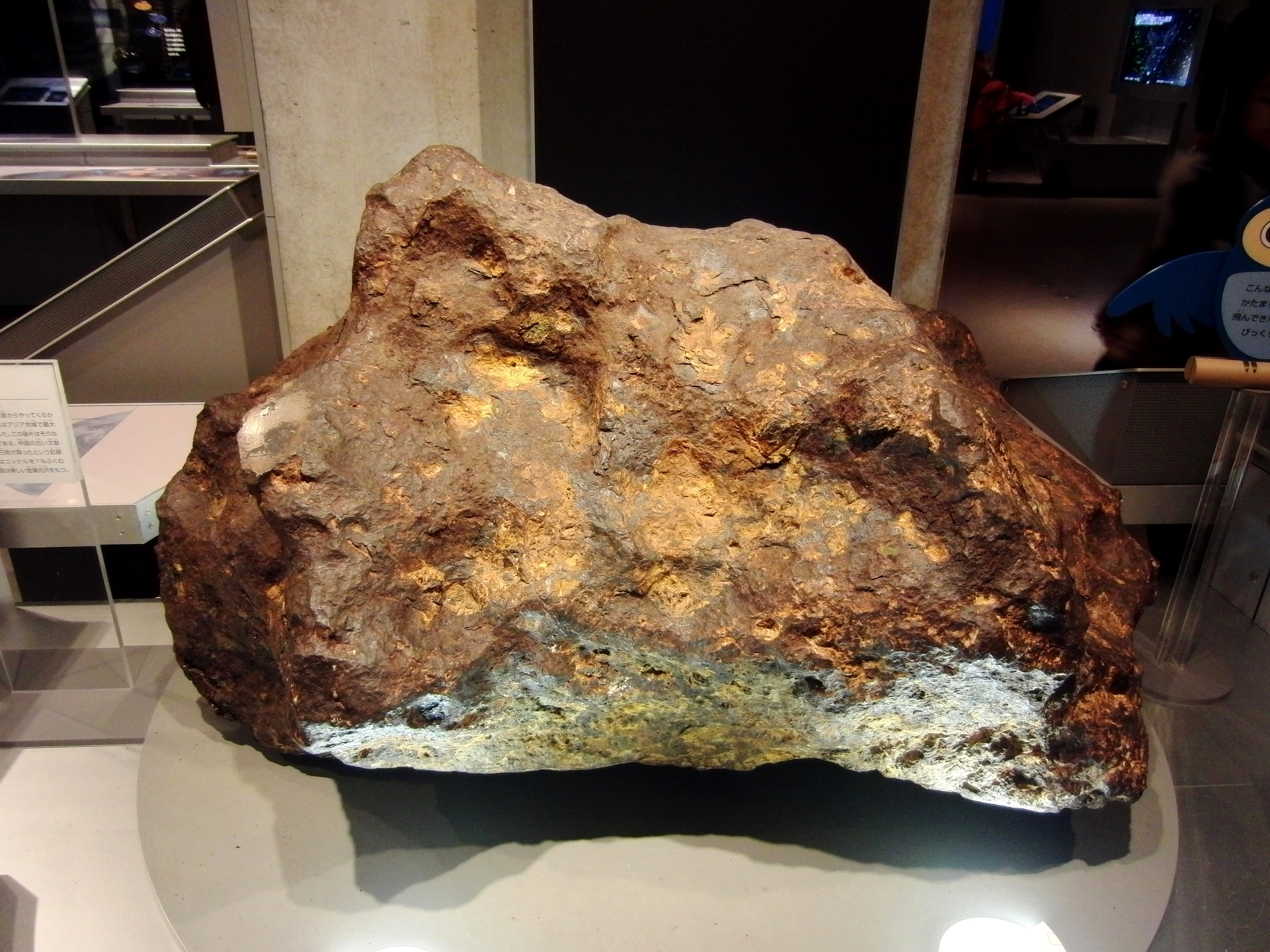
南丹隕石（地球館 地下3階）

- 月の石
アポロ11号が採集したものとアポロ17号が採集したものの2種[33]。
  - アポロ11号の月の石
人類初の月面着陸を成し遂げたアポロ11号（1969年）の宇宙飛行士が静かの海で採集したもの。1970年、ニクソン大統領から佐藤栄作総理大臣に寄贈され、大阪万博の日本館で展示された。大阪万博の目玉展示だったアメリカ館で展示された月の石とは異なる[注 3]。
  - アポロ17号の月の石
アポロ計画最後のミッションとなったアポロ17号（1972年）の宇宙飛行士が月面のタウルス山地で採集したもの。1973年、アメリカ政府から寄贈された。

- 南丹隕石
南丹隕石の中で最大の破片。1710キログラム。
- メートル原器（レプリカ）
- キログラム原器（レプリカ）
- 子午儀
- ジオジメーター
- ガリレオの望遠鏡（現地での複製品）
- ニュートンの望遠鏡（複製品）
- 霧箱

### シアター36○（シアター・サン・ロク・マル）

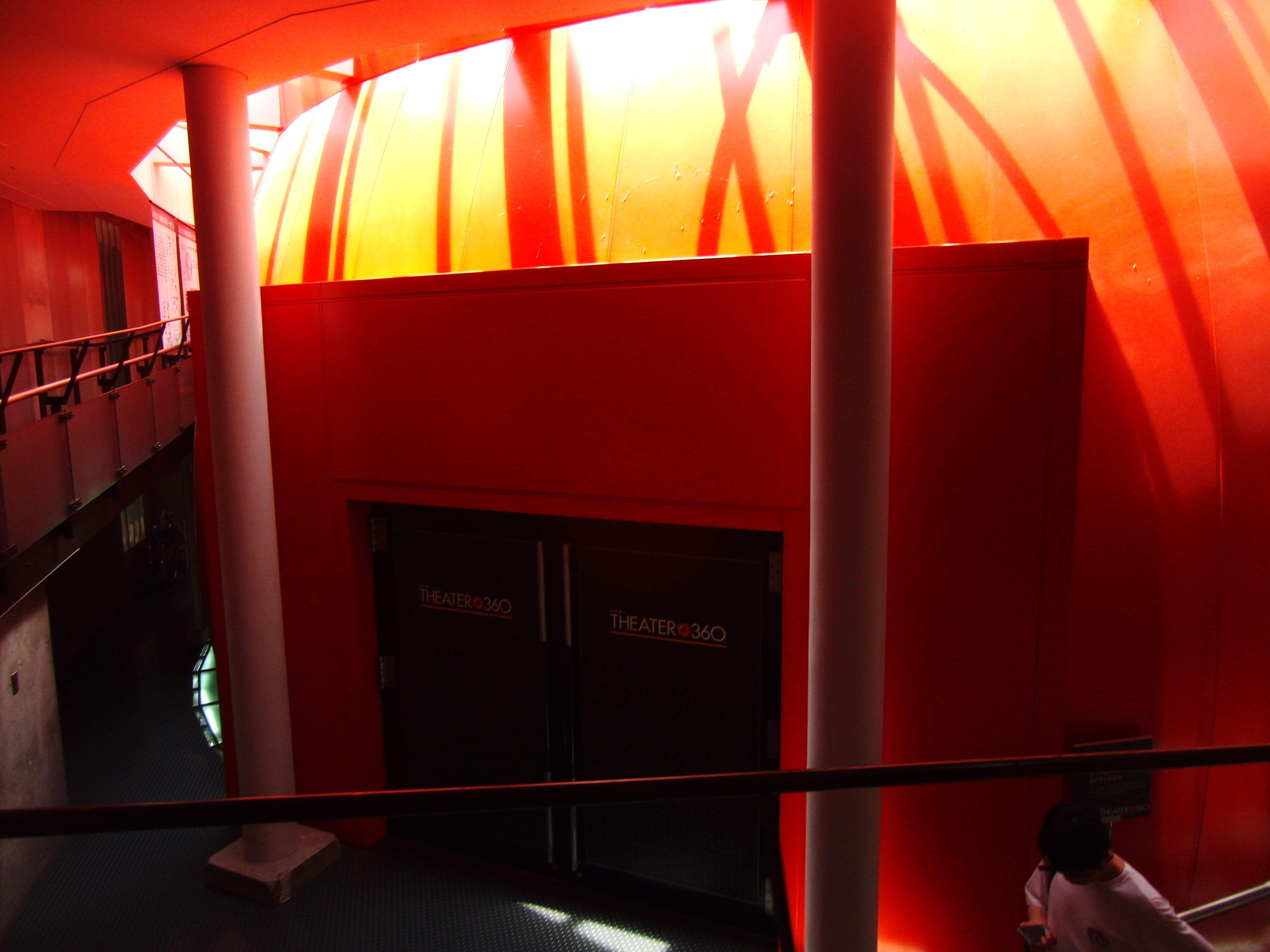
シアター36○の入口

球体内部の壁全面をスクリーンとした360度全天球型映像シアター。愛・地球博の長久手日本館で公開されていた「地球の部屋」を移設した。2006年12月21日から一般公開。
地球の大きさの約100万分の1である内径12.8メートルの球体内部の壁面全体に映し出される映像を、球体の中心を貫くように渡された橋の上に立って眺める。2009年12月13日までは愛・地球博映像から1本、国立科学博物館オリジナル映像（第1期作品）から1本のあわせて2本が、2か月ごとのローテーションで上映されていた。2009年12月22日からはオリジナル映像に新規映像が追加され、従来のオリジナル映像との組み合わせで上映されることとなった。また、愛・地球博映像については毎週金曜日の19時頃に3本まとめて上映されることとなった。
2019年3月18日、シアターのリニューアルと、イセ食品が命名権を獲得、4年間「イセ食品　THEATR36○」となることが発表された。3月19日、リニューアルオープン。同年7月26日、入場者が600万人を達成。
- 愛・地球博映像
  - 「青の輝き」
  - 「緑のささやき」
  - 「生命（）のきらめき」

- 国立科学博物館オリジナル映像
  - 第1期作品
    - 「恐竜の世界－化石から読み解く－」 ナレーター：ピーター・バラカン
    - 「マントルと地球の変動－驚異の地球内部－」 ナレーター：ピーター・バラカン

  - 第2期作品
    - 「宇宙137億年の旅－すべては星から生まれた－」（2009年12月22日公開） ナレーター：竹中直人 音楽：川井憲次[37]
    - 『海の食物連鎖－太陽からクロマグロをつなぐエネルギーの流れ－』（2010年3月20日公開） ナレーター：竹中直人 音楽：川井憲次

  - 第3期作品
    - 『人類の旅－ホモ・サピエンス（新人）の拡散と創造の歩み－』（2013年3月16日公開）　ナレーター：増田晋

  - 第4期作品
    - 『深海 ―潜水艇が照らす漆黒のフロンティア―』（2019年3月19日公開）ナレーター：窪田等
    - 『３万年前の大航海－ホモ・サピエンス日本上陸－』　ナレーター：満島ひかり

- 毎週金曜日（外部機関等からの提供映像を19時から上映）
  - 『西之島―あふれ出す地中のエネルギー―』（NHKエンタープライズ制作作品）
  - 『放射線の話』（福島県環境創造センター・コミュタン福島制作作品）
  - 『福島ルネッサンス』（同上）

『海の食物連鎖』は、「映文連アワード2010」（主催 公益社団法人映像文化製作者連盟）において文部科学大臣賞を受賞。

### 屋外展示

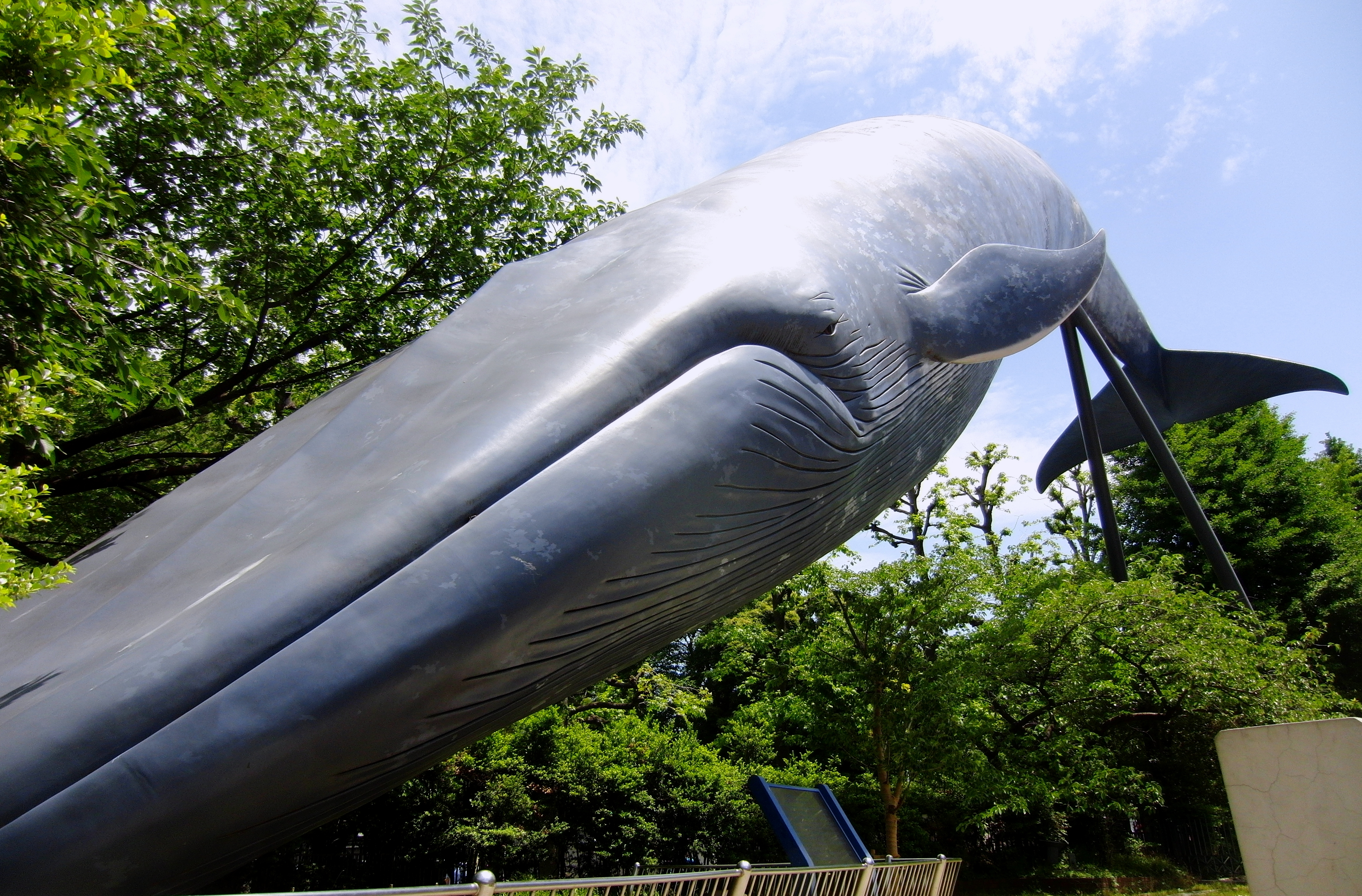
シロナガスクジラ実物大模型

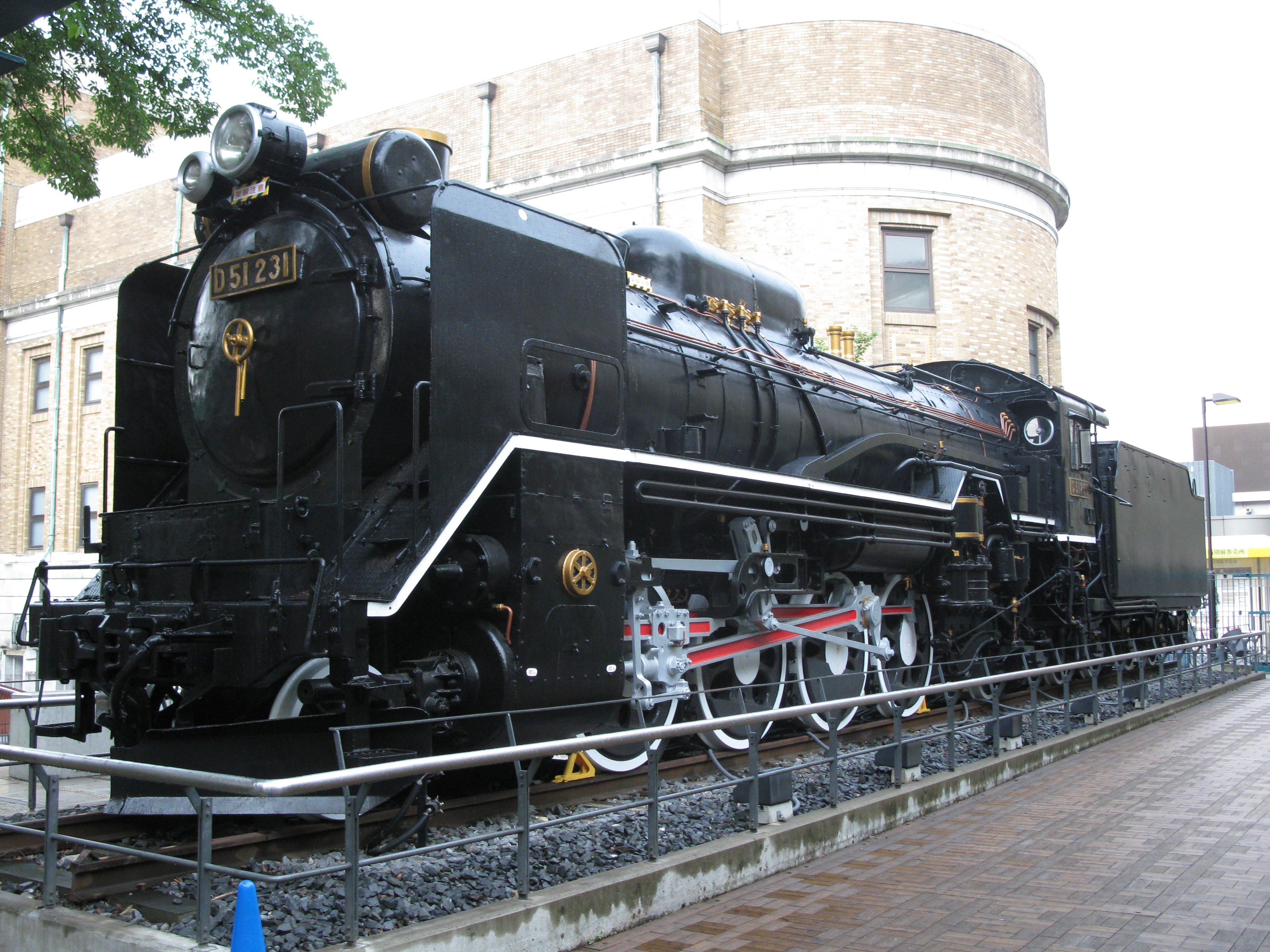
D51形蒸気機関車231号

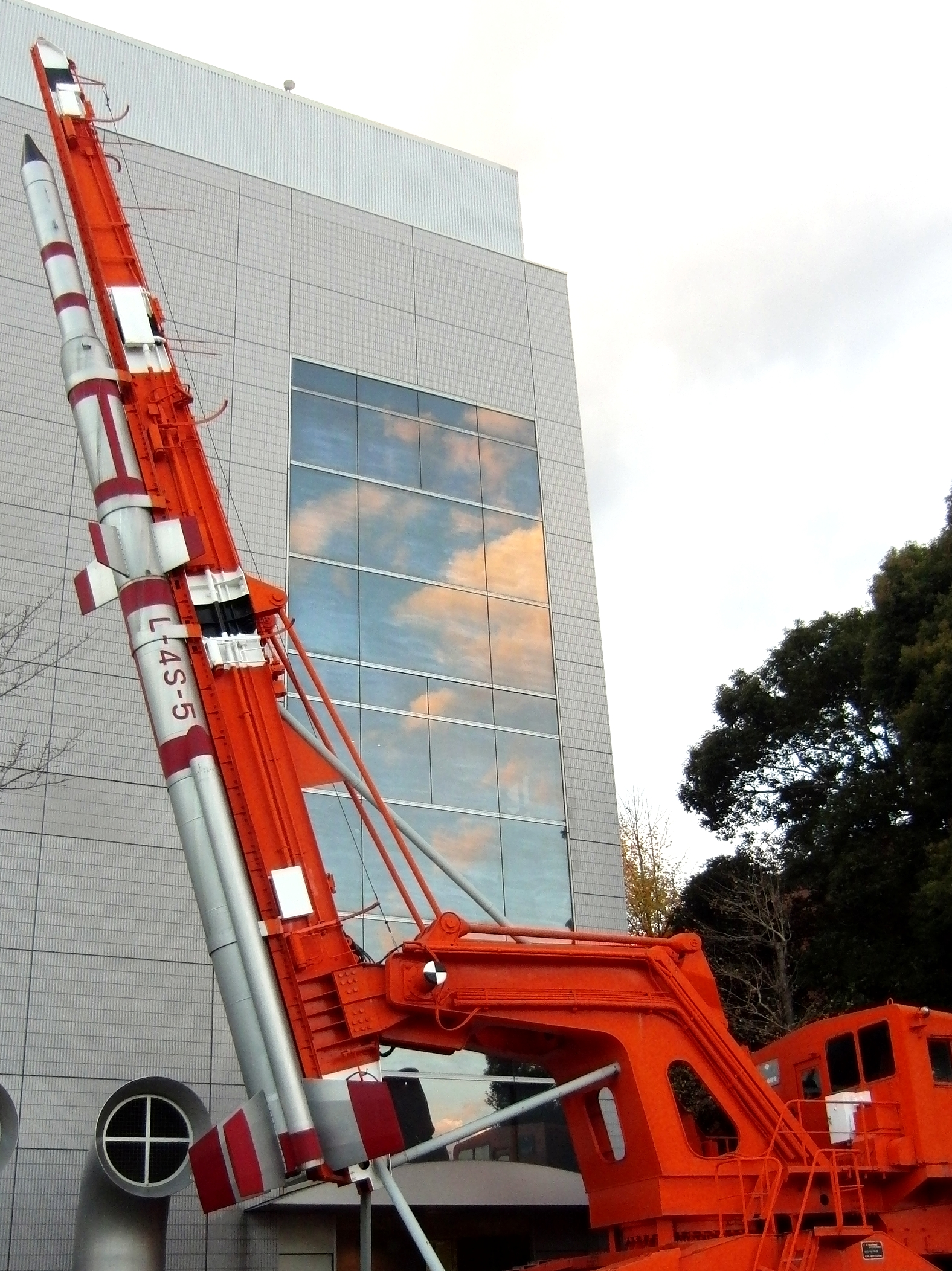
ラムダロケット（L-4Sロケット）とランチャ

- シロナガスクジラ実物大模型
かつて存在したザトウクジラの模型（1973年3月完成）の代わりに作られた。最大級の個体の実物大の像である。1994年3月完成。
- D51形蒸気機関車231号
もともとは国鉄工場最終出場車として603号が保存される予定であったが、保管してあった追分機関区の火災により焼失、急遽代替で保存された。なお焼失した603号は前頭部のみが焼け残り、京都府の19世紀ホールに保存されている。
- ラムダロケット用ランチャー
1970年2月11日、日本初の人工衛星「おおすみ」を打ち上げた。地球館の裏側（東側）に展示。

### ショップ、レストラン
- かはくミュージアムショップ - 日本館地下1階。2004年11月からザ・スタディールームが運営[39]。
- レストラン「MOUSEION（）」 - 地球館中2階。2005年4月から上野精養軒が運営[40]。
2003年4月 - 2005年3月は「musee basara ueno（）」。

## 過去の施設・展示物

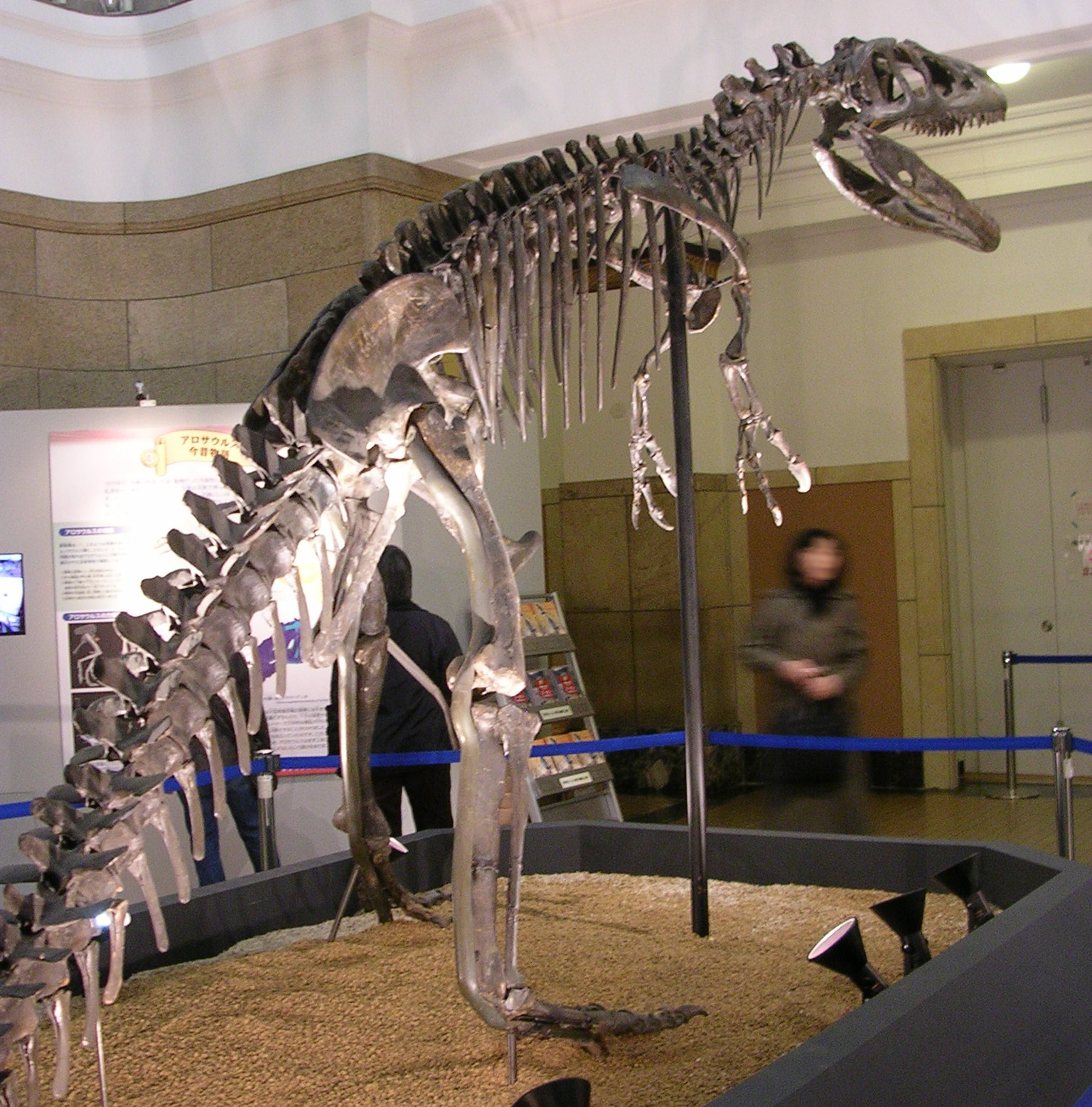
名物展示「帰ってきたアロサウルス」（2007年12月11日 - 2008年2月3日）で、再び日本館中央ホールに展示されたアロサウルス骨格

### 過去の施設

#### 本館
1号館。現日本館。2004年11月に改装工事に入るまでは入場口は1階フロアの正面玄関が利用されていた。かつて中央ホールには1/4スケールの豆輪転機（1931年11月〜戦前頃？）、アロサウルスの骨格標本（1964年4月頃〜1973年頃まで）、タルボサウルス（1973年頃〜2004年）とマイアサウラ（1990年〜2004年）の骨格標本が常設展示されていたが、現在は企画展などの期間展示物を除き、常設展示はされていない。
本館は上空から見ると飛行機型をしているが、これは東京科學博物館館長を当時務めていた秋保安治の構想と言われている。
ただし当初の秋保館長の構想案（秋保私案）では「L」字に近い形となっていた。現在の飛行機型の実施設計は文部省大臣官房建築課が高橋理一郎を始めとする設計チームにより1927年9月にまとめられたものである。本館着工3か月後の1928年7月には頂部をドーム型にするなど設計変更がなされたが、建築設計を担当した糟谷謙三は所長として技手たちと常駐していたため、高橋理一郎によりこれらの変更図面が作成された。
またこの飛行機型の設計は、いずれ南北両翼を伸ばして「日」の形に増築し、別館に接続させるという考えもあり、実際に皇紀二千六百年記念にあたる1936年に増築する計画案が出されたが、実現はされずに終わっている。

日本館の中央ホールのステンドグラス

中央ホール上部のステンドグラスは館内の説明板によると小川三知のアトリエ製作とされている。大階段左右のグラスモザイクと地下食堂（現在は事務所）欄間嵌入のステンドグラスは、三知が生前に作った設計図どおりに小川スツヂオで作られた。しかし、ドームと廻廊部分のステンドグラスデザインは三知ではなく伊東忠太が行い、製作は小川スツヂオの手による物である。

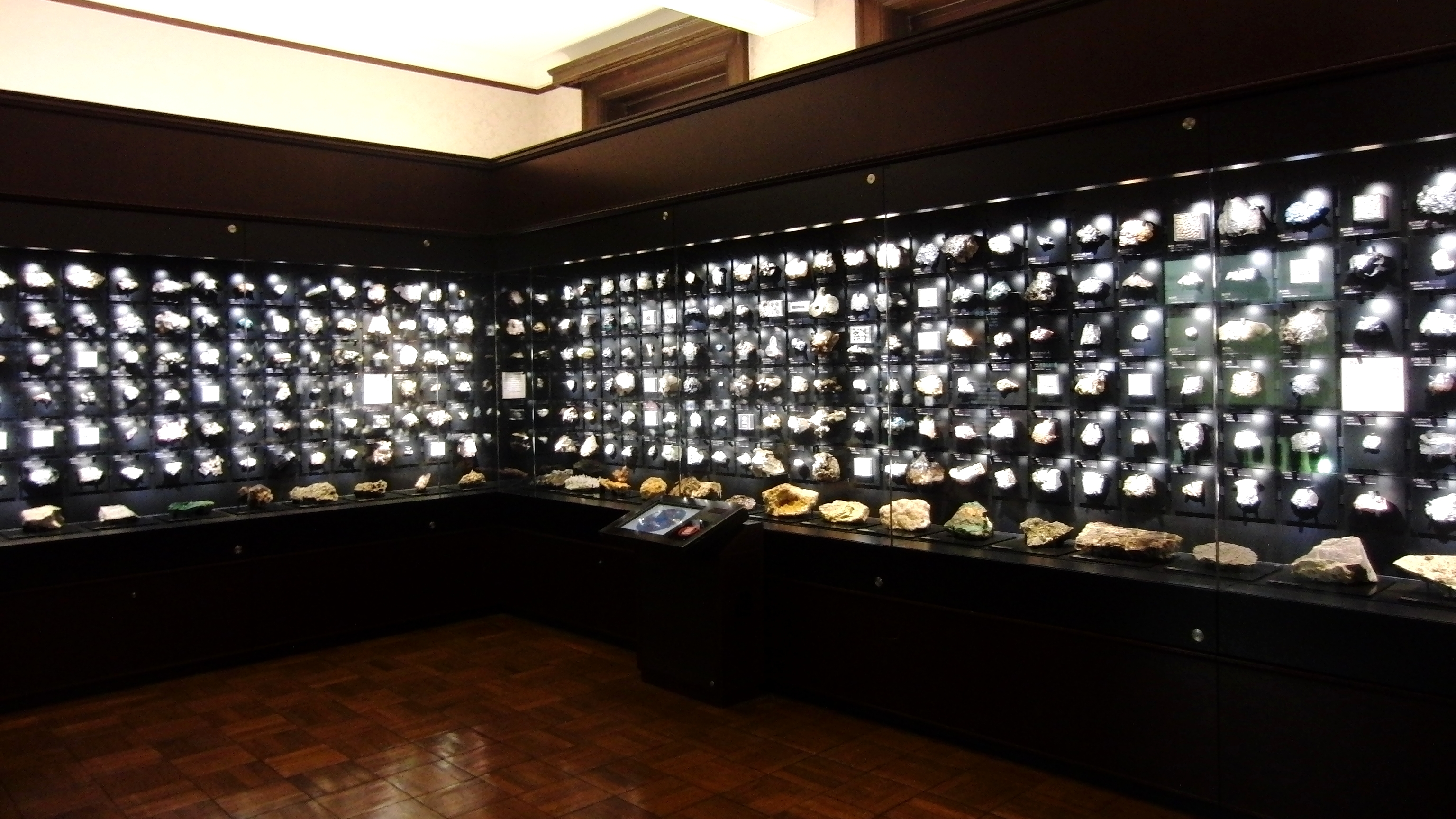
現在は鉱物展示室となっている旧記念室。2012年12月撮影。

改装工事に入る前までは尾翼部にあたる2階フロア北部分に講義室が存在しており、不定期に企画展などが行われていた。また旧記念室では高林兵衛氏寄贈による和時計やからくり時計の展示が行われていた。
かつて北、南翼の展示室、および2、3階の回廊床部分には開館当時からのフローリングブロックが使用されていたが、2004年の改装工事時に取り外された。なお翼階段室部分の階段や腰壁に使用されているタイルは開館当時からの池田泰山（初代）による窯変タイルがそのまま使用されている。

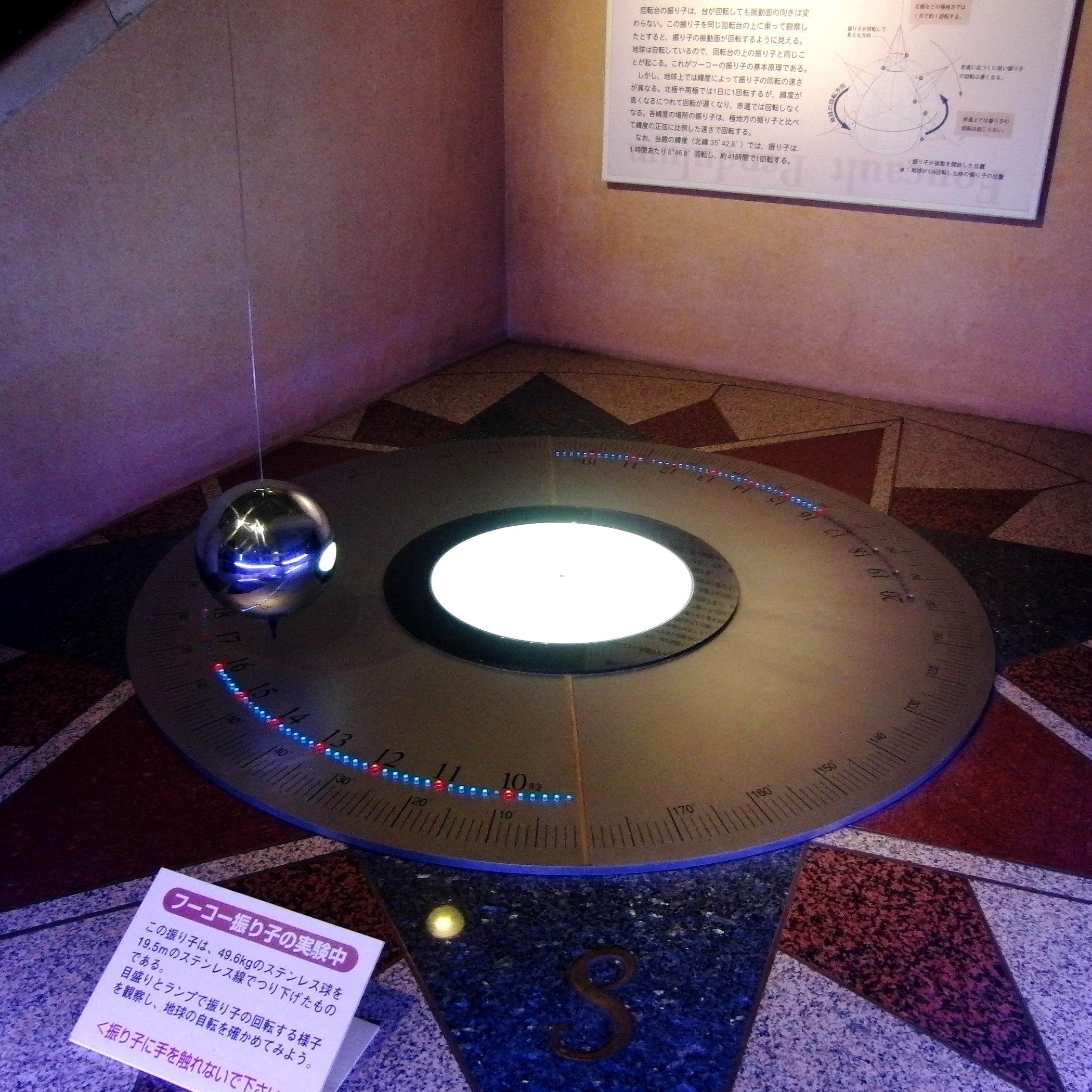
1934年以来、同じ場所で展示されているフーコーの振り子。写真は2012年12月時点。

本館は何度か大きく展示物が改修されている。
開館当初（1931年）の展示配置
- 1階北翼（1室） 理工學部陳列場
温度測定器、光学機器、波動と音響、蒸気機関、飛行機、エンジン、自動車模型、ゲッチンゲン型風洞模型、蒸汽タービン、寒暖計實験装置
- 1階南翼（2室） 理工學部陳列場
電気、磁気、電波、通信、精密測定器、眞空放電實験、短波長實験装置、光線電話
- 1階中央廣間
本館模型、新聞輪轉機實演模型（朝日式豆輪轉機）、地球丸模型
- 2階北翼（3室） 動物學部陳列場
哺乳類、鳥類、両生類、昆虫などの標本、キリン、ゾウの剥製、キリンの骨格標本、比較解剖標本
- 2階南翼（4室） 動物學部陳列場
深山の鳥獣生態（ジオラマ）、クマ、大アシカ、トナカイなどの生態陳列
- 2階西 貴賓室
2階中央回廊 忠犬ハチ公の剥製（1935年6月15日より展示）、尾長鶏の剥製
- 2階東（13室） 腊葉室
- 2階東（14室） 貝殻室
- 3階北翼（5室） 植物學部陳列場
植物標本、菌類、遺伝、腊葉展覧臺、綿の木標本、細胞と組織模型
- 3階南翼（7室） 地學部陳列場
火山、鉱物、古生物、日本象（デスモスチルス）の化石、隕鐵
- 3階西（6室） 記念室（宮内省下賜品の展示）
エジソン蓄音機、明治天皇愛用の地球儀、十四年式十糎高射砲陣地模型、扇風機
- 3階中央回廊 メキシコのミイラ、マンモスの牙
- 3階東（11室） 時計陳列室
高林兵衛時計コレクション、萬年時計、太鼓時計
- 3階北東（12室） 図書閲覧室
- 屋上4階西（8室）
気圧計、地震計
- 屋上4階南翼（9室）
測深器、験潮器、江戸時代の望遠鏡
- 屋上4階東（10室）
  - 二十糎天體望遠鏡
  - 屋上庭園

- 地下1階北翼（15室） 動物學部研究標本室
動物骨格標本、バイソンの骨格標本
- 地下1階南翼（17室） 地學部研究標本室
学術的な地学標本
- 地下1階中央（16室） 暗室實験（X線、ネオンサイン、スペクトルの実験装置）
フーコー振り子 1934年〜
- 地下1階東 食堂、喫茶

1954年頃の展示配置
- 1階北翼 理工学展示
- 1階南翼 地学展示
- 1階中央 ツチクジラの剥製標本 1954年〜1969年
- 2階北翼 動物展示
- 2階南翼 動物展示
- 3階北翼 植物展示
- 3階南翼 植物展示
- 地下1階北翼 骨格陳列室
- 地下1階南翼 研究標本室
- 地下1階西 団体休憩室
- 屋外展示 ナガスクジラ骨格標本 1955年3月〜

昭和40年代の展示配置
- 1階北翼 生物の進化
- 1階南翼 古生物（化石・岩石・地下資源）
- 1階中央 アロサウルスの全身骨格標本 1964年4月〜
- 2階北翼 動物（けもの・とり）
- 2階南翼 動物（生体陳列・かい・かに）
- 3階北翼 植物（顕花植物）
- 3階南翼 植物（菌類・藻類・地衣類等）
- 地下1階 動物の骨格
- 屋上4階 天球儀、日本の暦
- 屋上 屈折望遠鏡、赤道儀

1969年〜1971年にかけてフロア全体の大規模な展示更新を行った。
- 1階北翼 生物の進化（ヒトを含む哺乳類） 1969年〜
- 1階南翼 生物の進化（生命の誕生〜恐竜） 1969年〜
- 1階中央ホール タルボサウルスの全身骨格標本 1973年〜
- 2階北翼 適応と進化 1970年〜
- 2階南翼 適応と進化 1970年〜
- 3階北翼 日本の動植物（半ジオラマ式展示・ヤクスギの輪切り標本等） 1971年〜
- 3階南翼 太陽と宇宙（古代人と天文・天体望遠鏡の発達・いろいろな光で見る太陽・隕石・月の石等） 1971年〜
- 3階西 記念室（教育博物館時代から現在までの記念すべき標本、写真、絵画を展示） 1971年〜
- 地下1階北翼 資料庫
- 地下1階南翼 団体休憩室
- 地下1階中央ホール 売店
- 屋外展示 ザトウクジラ実物大模型 1973年3月〜

1981年の展示配置
- 1階南翼 生物の進化 第1室

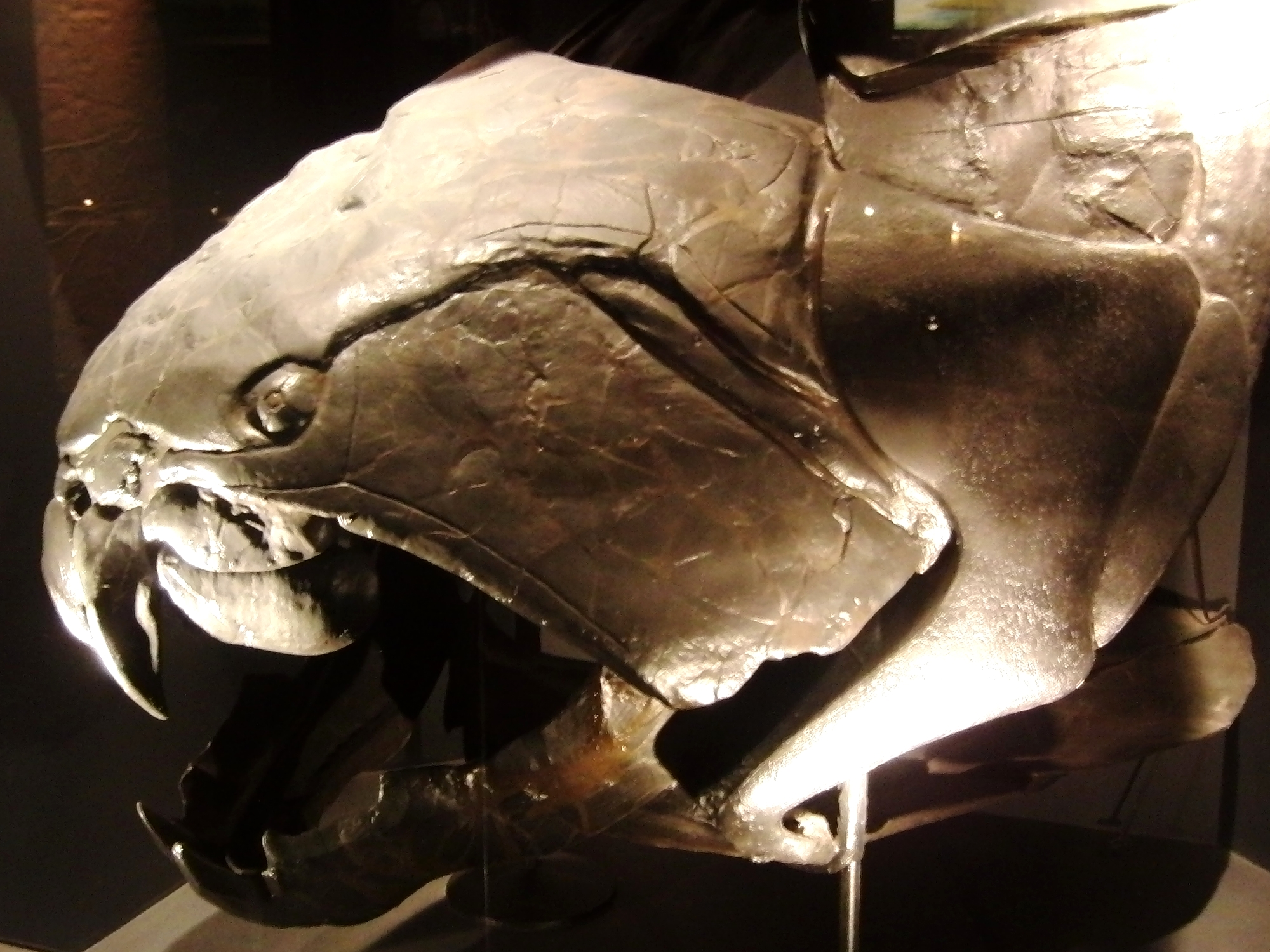
ダンクルオステウスの頭骨標本。写真は2012年12月時点。

  - ダンクルオステウスの頭骨標本（レプリカ）
  - アロサウルスの全身骨格標本
  - キャンプトサウルスの全身骨格標本
  - シーラカンスの剥製

- 1階北翼 生物の進化 第2室
  - アルシノイテリウムの全身骨格標本
  - 北京原人の生活ジオラマ
  - アウストラロピテクスの想像復元像

- 1階中央 タルボサウルス全身骨格標本
- 2階南翼 適応と進化 第1室
  - 海に帰った哺乳類 トド、クラカケアザラシ、オサガメ、タイマイの剥製
  - 草原に出た哺乳類 グラントガゼルの剥製
蜂須賀正氏寄贈の蜂須賀コレクションの1つ。

- 2階北翼 適応と進化 第2室
  - ニホンジカの地理的変異
  - ヤマドリの地理的変異
  - ヒオウギガイの変異
  - フウチョウの種の目じるし
  - 適応放散の展示 フクロオオカミ、フクロモモンガの剥製

- 3階南翼 太陽と宇宙
  - 月の石
  - 精密月球儀

- 3階北翼 日本の動植物
  - 日本を特徴づける動物たち
  - ナガコンブの標本

- 3階西 旧記念室／高林氏時計参考室 和時計、からくり時計
- 地下1階北翼 資料庫
- 地下1階南翼 団体休憩室
- 地下1階中央ホール 売店

1981年〜1995年にかけて1、2階フロアを「生物の進化」という共通のテーマで改修を行った。
- 1階南翼 生命の進化（1）生命の初期進化から恐竜の時代 1990年10月〜
  - アンハングエラの全身骨格標本
  - ダンクルオステウスの頭骨標本（レプリカ）
  - カンプトサウルスとアロサウルスの全身骨格標本
- 1階北翼 生命の進化（2）哺乳類の時代から人類の発展まで 1993年3月〜
  - ナウマンゾウの全身骨格標本
  - アルシノイテリウムの全身骨格標本
  - マンモスの全身骨格標本
  - 西トゥルカナ原人の全身骨格標本
- 1階中央ホール タルボサウルス、マイアサウラ全身骨格標本
- 2階南翼 生命の進化（3）脊椎動物のからだに見る適応 1994年4月〜
  - トドの剥製
  - 水中に戻った哺乳類
  - 地上への適応
  - 樹上への適応
  - グラントガゼルの剥製
蜂須賀正氏寄贈の蜂須賀コレクションの1つ。
- 2階北翼 生命の進化（4）生物の種分化と多様性 1994年3月〜
  - 突然変異の標本
  - 個体変異の標本
  - ヤマドリの地理的変異
  - 有袋類の多様性
- 3階南翼 隕石と太陽系・時計
  - トロートン社製望遠鏡（重要文化財）
  - 月の石
アポロ11号と17号が採集したもの。
- 3階北翼 日本の動植物
  - ヒグマの剥製
  - 日本を特徴づける動物たち
  - 日本を特徴づける海の動物
- 3階西 旧記念室／高林氏時計参考室 和時計、からくり時計
- 地下1階南翼 ミュージアムショップ
- 地下1階北翼 団体休憩室
- 地下1階西 かはくカフェ
- 屋外展示 シロナガスクジラ実物大模型 1994年3月〜

#### 地球館
1998年に第1期工事が完了し、1999年4月24日から常設展示が公開された。第２期工事完了後の2004年11月2日にグランドオープン。2014年9月から北側展示場が改修工事のため閉鎖され、2015年7月にリニューアルオープンした。ここでは、リニューアルオープン時になくなった展示を紹介する。
- 3階
  - たんけん広場－発見の森
雑木林の自然環境を再現、工夫を凝らしたしかけで動植物や地層を観察できる。
- 図書・情報室
- 2階
  - たんけん広場－身近な科学
電気、磁気、力、運動、光などの物理現象を実験装置で体感できる。

#### 上野別館
関東大震災後に本館が建設されるまで、陳列物は竹の台陳列館を移築した上野別館で展示された。
竹の台陳列館は元々は1907年に上野で開催された「東京勧業博覧会」第二号館として建築された建物である。移築前は「竹の台」と称されていた帝室博物館付属地内（現在の東京国立博物館前にある広場内大噴水の北西寄り付近）にあった。
上野別館は木造平屋建の「ロ」の字をした建物であり、開館当初の展示品は交通、機会、土木建築、海外資料に関するもの、その他（鉱物、生理解剖標本）の資料で構成されていた。
本館（現日本館）が完成するまでは上野別館で「全国学校科学教育展覧会（1927年）」「産業教育展覧会（1928年）」などの各種展覧会が開催され、本館竣工後は主要工業品陳列などの常設展示や倉庫として使用された。
1945年1月27日東京空襲の際に、別館脇で炸裂した爆弾の爆風により事務室の窓ガラスが飛び、標本等150点が破損する。
1945年5月、本館、帝国学士院の建物への類焼を防ぐために強制取り壊し対象となり、上野公園に駐屯していた陸軍対空部隊によって展示物と共に北側部分を取り壊された。
終戦後は補修される事も無く、不要陳列品の倉庫代わりに使用されていたが、1949年11月28日に降った雨と強風の影響で自然崩壊した。
- 八幡製鉄所の模型
- 外輪船・金比羅丸の主機関
- ツチクジラの骨格標本
- テレビジョン實験室
1936年高柳式テレビジョンの公開実験を実施した際に開設された。
- 人形の家
1927年にアメリカから送られた青い目の人形のうち、各州代表人形48体と日本人形48体が陳列されていた。
人形の家は1階は和装、2階には洋装になっており、庭園には1/5サイズのシーソーやブランコが配置。1931年に上野本館が完成した後も引き続き別館で展示されていたが、1945年1月27日東京空襲の際にケースごと破損し、その殆どが行方不明となった。
1988年全国10カ所のそごうデパートで開催された「青い目の人形交流展」では行方不明になっていた代表人形のうちの1体が「ミス・アメリカ」として展示された。[11][48]

#### 理工館（たんけん館）
旧2号館の名称。3号館とともに理工学館として1953年から起工され、第1期工事終了後の翌年5月から一部で展示が開始されたが、最終的な完成までには1965年まで12年かかっている。展示エリアは地上3階と屋上部（一部は地階であるが、展示は無く倉庫であった）。後に「たんけん館」としてリニューアル展示されるが、新館（現・地球館）第1期建設のため、1994年に閉鎖され解体された。
- 1階フロア（ロビー、図書閲覧室、陳列室）
- 2階フロア（エレクトロニクス）
  - NE式電送写真装置
  - 電子計算機FUJIC
1951年に完成した日本最初の電子計算機
- 3階フロア
- 屋上（日時計）

#### 科学技術館（むらさき館）
3号館の名称。旧2号館とともに理工学館として1953年から1965年まで12年かけて完成された。1994年に名称を「科学技術館」から「むらさき館」に変更。
展示エリアは地上5階だが、1階フロアはラウンジとなっており、特別展時のみに使用された。常設展示は2〜5階フロア。
後に新館第1期建設に伴い、旧たんけん館の設備を移設して4階は「たんけんフロア−ひかり−」5階は「たんけんフロア−きょうりゅう−」としてリニューアル。3階は「エネルギー」をテーマとした展示になり、1、2階フロアは企画展などに利用された。新館第1期オープンに併せて1999年4月に閉館。その後新館第2期工事のため、解体された。
- 2階フロア（日本の道具）
  - からくり人形
  - ペリーの標準天秤
  - 石器
- 3階フロア（建築、土木）
  - 旧第一国立銀行の復元模型
  - 太陽電池とリニアモーターカー
  - 錦帯橋の模型
- 4階フロア（金属、陶磁器、ガラス）1977年2月〜
  - 宗谷のスクリュー
  - 昇り窯と石炭窯の模型
  - NSK鋼（強力磁石）
  - 形状記憶合金
- 5階フロア（織物、漆、和紙、塩）1977年4月〜
  - 塩田の模型
  - 自動織機
  - 組紐
  - 漆器

#### 自然史館（みどり館）
4号館の名称。1972年に起工し、自然史系の分類展示場として1975年に竣工した。地上5階建てだが、1階部分は食堂、5階部分は友の会ホールで、展示エリアは2〜4階であった（改修される1988年以前は5階フロアに人類展示室があった）。
1977年に名称が「4号館」から「自然史館」、その後1994年に「みどり館」と変更された。1989年4月に3階フロアの植物系分類展示室がサイエンスシアターに改装されている。
2003年5月31日に閉館、その後新館第2期工事のために解体された。新館建設に伴って解体された2〜5号館の中では最後まで展示されていた展示館である。
- 2階フロア（動物分類展示）
  - 忠犬ハチ公の剥製
  - ジロの剥製
  - ニホンオオカミの剥製
  - ジャイアントパンダの剥製
- 3階フロア（植物系統分類展示）
- 3階フロア（サイエンスシアター）[50]1989年4月〜
  - 「あるく、はしる、かける」チーターの全力疾走中の骨格の動き。

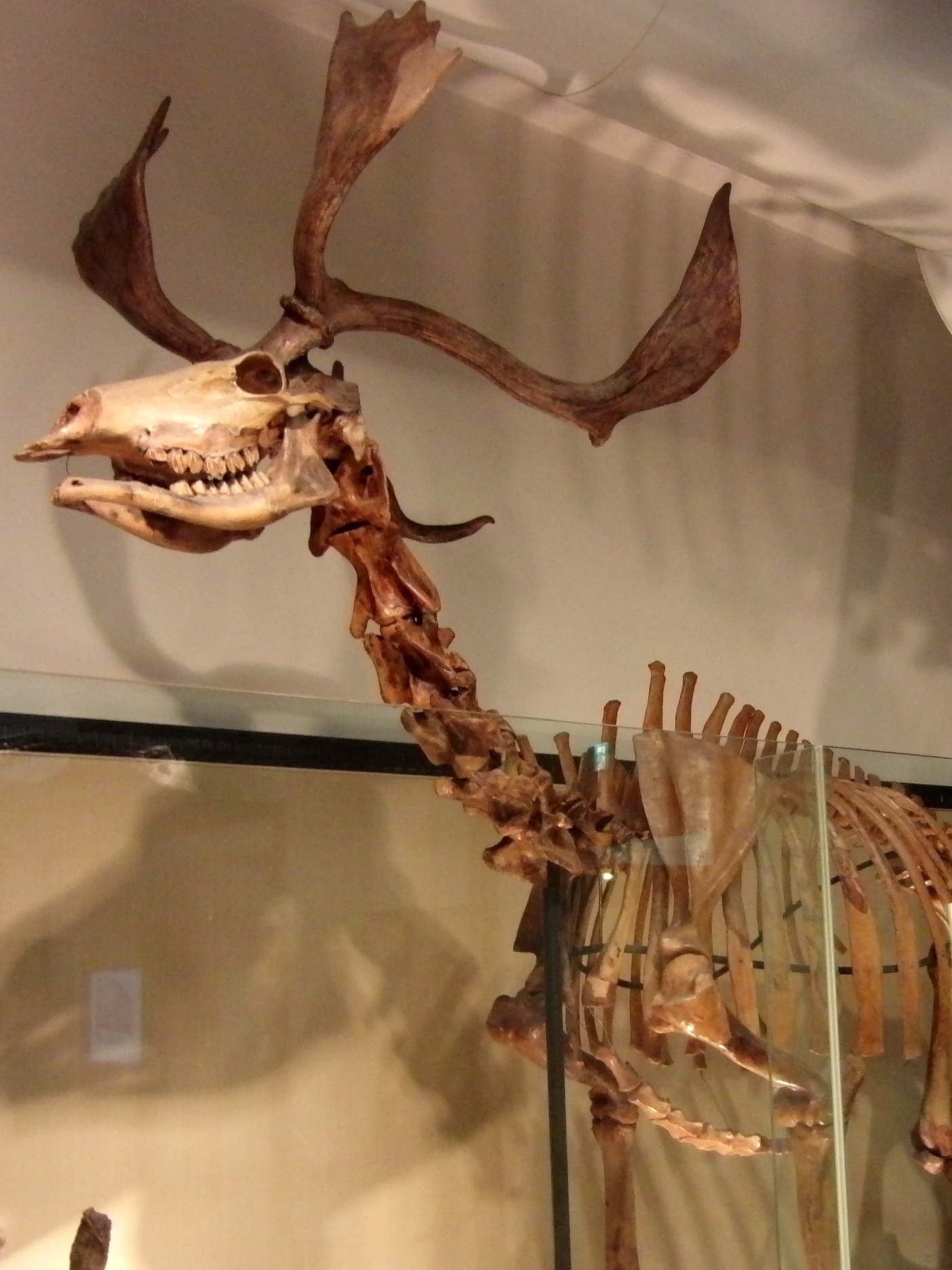
ヤベオオツノジカの骨格標本。写真は2012年12月時点。

  - 「フタバスズキリュウ物語」
  - 「雑木林の四季」

- 4階フロア（地学展示、人類展示）
  - パレオパラドキシアの骨格標本
  - ヤベオオツノジカの骨格標本
  - フタバスズキリュウのレプリカ骨格標本
  - メキシコのミイラ
  - 干し首

#### 航空宇宙館（おれんじ館）
5号館の名称。1979年11月から1階フロアで航空機、船舶、自動車などの大型資料を展示。その後、2階、3階フロアと展示を拡大していく。1994年に名称は「航空宇宙館」から「おれんじ館」と変更された。展示エリアは地上3階。1992年3月に1階フロアはシアターとして改修され、5月から「メカトロサウルス」が公開。同年7月には2階にティーチャーズセンターが開設された。
1994年3月には新館第1期工事に伴い、2回目の改修を実施。1階を航空（1）「空へ」大型ジェット旅客機のフライトシミュレータを導入。2階を航空（2）「空を飛ぶために」、3階フロアはむらさき館4、5階に展示されていた展示品を整備し「技術の伝統」として公開した。
新館第1期オープンに併せて1999年4月に閉館。その後新館第2期工事のため、解体された。
- 1階フロア（航空宇宙1室）1979年11月〜
  - 南極観測船「ふじ」のスクリュー・プロペラ
  - 自動車
  - 零戦
1972年にラバウル北西約110キロメートルの海中で発見されたもの[11]。1975年に組み立てられ展示された。戦争中に複座に改造されている。

詳しくは零式艦上戦闘機の派生型#複座改造機を参照のこと。
- 2階フロア（航空宇宙2室）1980年5月〜
  - フライトシミュレータ
  - ロケット
  - 風胴実験
- 3階フロア（人間の科学）1981年3月〜
  - 錯覚の世界
  - からだの内部
  - バランス感覚

改修以降の展示配置
- 1階フロア（航空（1）「空へ」）1994年3月〜
  - メカトロサウルス アニマトロニクスの恐竜20種類が登場するシアター。1992年5月〜
  - ジェット旅客機のフライトシミュレータ1994年3月〜
- 2階フロア（航空（2）「空を飛ぶ為に」）1994年3月〜
  - 様々な航空機の模型
  - ティーチャーズセンター 1992年7月〜
- 3階フロア（技術の伝統）1994年3月〜
  - むらさき館4、5階の展示品を移設。

#### たんけん館
旧2号館および中庭を含めた参加実験型展示館の総称。1985年5月1日から旧2号館1階部分をたんけん館ジュニア、1986年10月から2、3階部分をたんけん館シニアとして改修し公開した。1994年3月に新館（現地球館）建設による取り壊しのため、展示物は「たんけんフロア」としてリニューアルしたむらさき館の4、5階に移設された。
後に1999年新館開設に伴い新館（現地球館）内に「たんけん広場」としてリニューアルオープンした。
- たんけん館ジュニア（旧2号館1階および中庭）
  - 1階フロアパート1「光、音、磁石」
  - 1階フロアパート2「動植物、鉱石、化石」
  - パート3「水」中庭に水圧や水流を利用した実験施設が作られた。
- たんけん館シニア（旧2号館2、3階）
  - 2階フロア 走査顕微鏡、足ふみジャイロ
  - 3階フロア「プレートテクトニクス地球儀」
- たんけんフロア（むらさき館4、5階）
  - 4階フロア「ひかり」 科学実験エリア、静電気発生装置、エアーバスケット、平衡感覚テスト、斜めの部屋
  - 5階フロア「きょうりゅう」 森の探索エリア 触る事が出来る剥製 観察センター

### 過去の展示物・収蔵されている標本

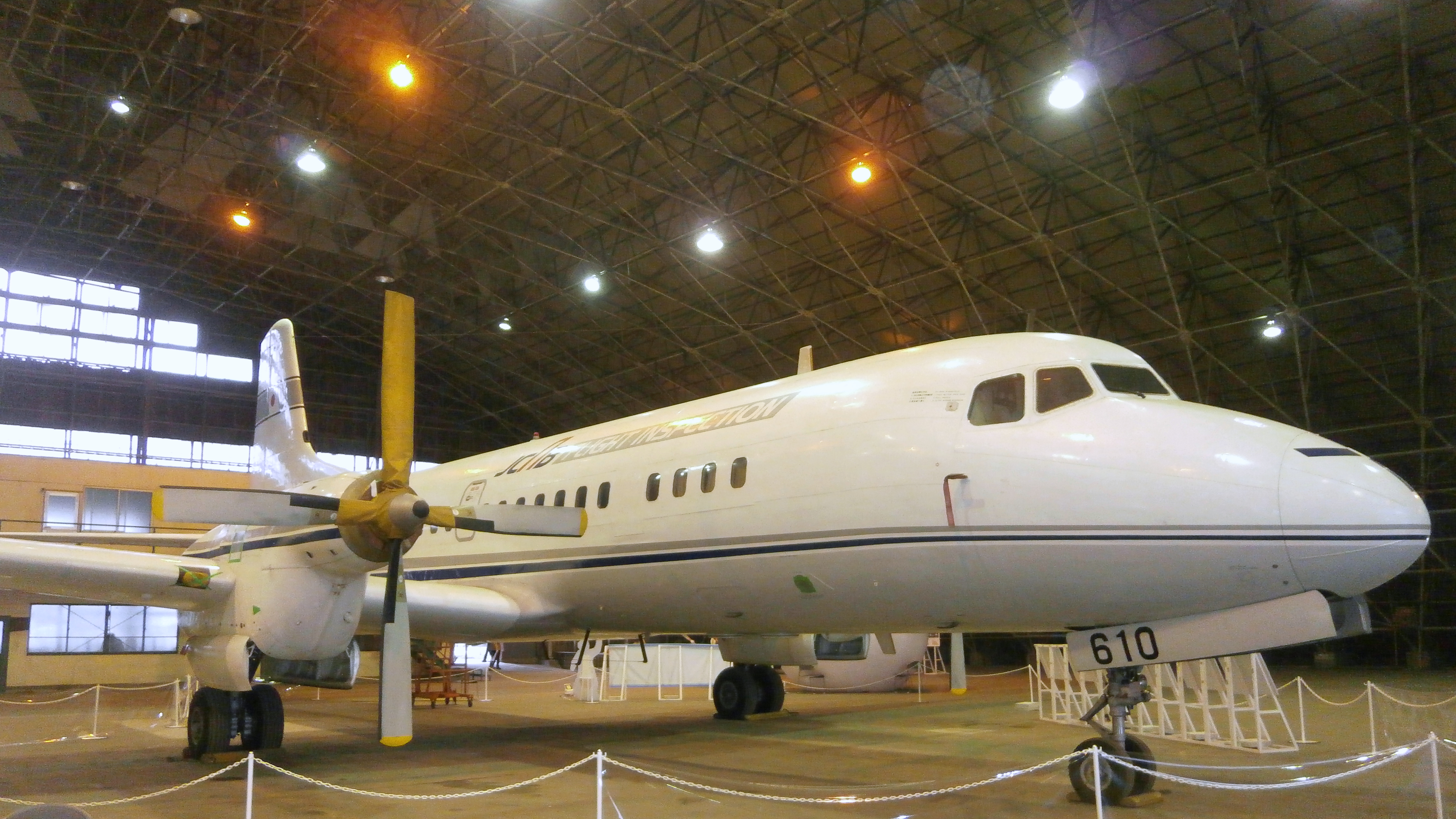
羽田空港T101格納庫で保管されているYS-11 JA8610。

- ティラノサウルスの生体模型
高さ3メートル、長さ7メートルの石膏製大形模型。骨格標本のコレクションが充実したため廃棄される予定だったが、佐賀中央ライオンズクラブ・佐賀葉がくれライオンズクラブが入手し、1970年に開館した佐賀県立博物館に寄贈した。現在も同館で常設展示室の入口に展示されている[52]。
- アロサウルスの骨格標本
詳しくはアロサウルス#国立科学博物館のアロサウルスを参照のこと。
- メキシコのミイラ
1923年にメキシコ政府から寄贈されたもの。ミイラが横浜港に入港した直後に関東大震災が発生し、その混乱で行方不明となった。その後発見され、到着から4年後の1927年にようやく展示に至ったが、この混乱によって資料が散逸し、ミイラの詳しい情報も不明となった[53]。
- 干し首
日本人旅行者がエクアドルやペルーで入手し、寄贈・寄託したもの[53]。3体所蔵。改修工事前までみどり館で上記のミイラと共に展示されていたが、リニューアル後は展示せず収蔵庫で保管[54]。2013年3月から6月に開催された特別展「グレートジャーニー」で約10年ぶりに展示された[55]。
- タルボサウルスのレプリカ骨格標本
1973年にソビエトの恐竜展を開催した記念に、ソビエト科学アカデミーから寄贈されたもの[53]。全身レプリカ骨格標本である。
かつて本館の中央ホールに後述のマイアサウラと共に展示されていた。
2011年4月19日〜6月12日（第1期）、2011年6月25日〜11月27日（第2期）まで群馬県神流町恐竜センターで開催されていた特別展「恐竜展2011」でも展示された[56]。また、2014年9月18日から地球館B2Fで期間限定（地球館の改装期間中まで）展示された。
- マイアサウラの骨格標本
1990年に開催された特別展「大恐竜博」で「子育て恐竜」として展示された後、同年10月に本館中央ホールに移動され、前述のタルボサウルスと並べて展示されていた。レプリカと実物の化石から作られた骨格標本である。
2011年4月19日〜6月12日（第1期）、2011年6月25日〜11月27日（第2期）まで群馬県神流町恐竜センターで開催されていた特別展「恐竜展2011」ではタルボサウルスと共に展示されている。

- YS-11量産初号機
1965年から運輸省（当時）の飛行検査機として活躍、1998年に引退。1999年に国立科学博物館に譲渡され、羽田空港内の全日空の格納庫で保管されている。2010年8月7日・8日[57]、2010年9月12日[58]、2010年11月20日・21日[59]など羽田空港や国立科学博物館のイベント時に公開。2020年に分解して同年3月28日に科博廣澤航空博物館に陸路で搬入。2022年1月から公開予定。
- 零式艦上戦闘機
2020年7月まで地球館2階で展示。当館での展示終了後、科博廣澤航空博物館に移設し、2022年1月から公開予定。
- PAXコンピュータの資料
- 南方熊楠が採取した粘菌標本
植物研究部標本庫（茨城県つくば市）で保管されている[60]。

## 特別展
括弧内は開催期間、開催日数、入場者数。

### 1910年代
1918年
- 家事科學展覧會（1918/11/02 - 1919/01/15）
お茶の水湯島聖堂にあった東京教育博物館で開催。

1919年
- 生活改善展覧會（1919/11/ - 1920/01/）
お茶の水湯島聖堂にあった東京教育博物館で開催。

### 1920年代
1920年
- 「時」展覧會（1920/05/16 - 07/04、21万8644人）

1921年
- 鉱物文明展覧會（1921/03/21 - 05/22）
- 計量展覧會（1921/06/06 - 07/05）

以上、お茶の水湯島聖堂にあった東京教育博物館で開催。
1927年
- 全国學校科學教育展覧會（1927/06/11 - 07/31）
上野別館にて開催された初の特別展。

1928年
- 産業教育展覧會（1928/04/01 - 05/27）

### 1930年代
1932年

『シーボルト資料展覧会出品目録』（国立国会図書館蔵）。

- 江戸時代の科學展（1932/11/02 - 11/13）
復興1周年を記念して上野本館（現：日本館）にて開催された初の特別展。

1934年
- 産業教育博覧會（1934/10/14 - 11/04）
- チュンベリー氏記念展覧会（1934/11/22 - 11/26）

1935年
- シーボルト資料展覧会（1935/4/20 - 4/29）

1936年
- ワット誕生二百年記念 蒸気文化展覧会（1936/04/25 - 05/10）
第二会場として上野別館で開催。第一会場は東京・千代田区万世橋にあった鉄道博物館（交通博物館の前身）

### 1940年代
1949年
- 予知の科学陳列（1949/09/ - /）

### 1950年代
1953年
- 社会生活とゴム展（1953/05/01 - 06/14）

1954年
- 電気と通信（1954// - /）

1957年
- 南極展－第一次南極観測の成果（1957/09/21 - 11/10）

### 1960年代
1960年
- 時と時計（1960// - /）
- 隕石展（1960/4/5 - 5/15）

1961年
- 録音の話（1961// - /）
- 日本のロケット観測（1961// - /）

1964年
- 理科機器から見た理科教育（1964// - /）

1965年
- 日本の科学を築いた人たち（1965// - /）

1967年
- 動くおもちゃの科学（1967// - /）

1969年
- 月の石特別展（1969/11/25 - 12/7、12日間、7万386人）

### 1970年代
1970年代の特別展は国立科学博物館内では開催せず、移動展として各地の百貨店で開催されたものも多い。
1970年
- グーテンベルクと印刷（1970// - /）
- 地球展－極地の過去と現在を中心として（1970/12/19 - 1971/5/9）
  - 東京小田急百貨店（12/19 - 1971/1/19）
  - 大阪あべの近鉄百貨店（2/05 - 2/16）
  - 山口県立博物館（2/21 -3/07）
  - 福岡市岩田屋（3/16 - 3/28）
  - 名古屋名鉄百貨店（4/02 - 4/14）
  - 札幌今井百貨店（4/27 - 5/09）

1971年
- コケ展（1971/05/16 - 06/06）
- 国産衛生展（1971/06/15 - 08/31）

1972年
- 日本列島展－その誕生から人間登場まで（1972/4/22 - 8/30）
  - 東京小田急百貨店（4/22 - 5/21）
  - 大阪あべの近鉄百貨店（6/01 - 6/13）
  - 名古屋名鉄百貨店（6/01 - 6/27）
  - 山口県立博物館（7/08 -8/06）
  - 福岡市岩田屋（8/19 - 8/30）

規模の大きい本格的な移動展として全国の主要都市で開催されたもの。
1973年
- ソビエトの恐竜展－ソ連科学アカデミー古生物学の成果ー（1973/4/29 - 5/31）
- 日本人類史展－骨からみた移りかわり（1972/10/20 - 11/13）
人類研究室新設を記念し、小田急百貨店で開催された企画展。

1974年
- 科学者レオナルド・ダ・ビンチ展（1974/04/27 - 08/20）

1975年
- 化石と進化展―化石が語る生物のあゆみと人類（1975// - /）
九州の各地で開催された移動展。

1977年
- ジャワ原人ピテカントロプス展－80万年前の人類化石の謎（1977// - /）
- 国立科学博物館100年記念展（1977/11/02 - 12/04）

1979年
- 失われた生物たち 大恐竜展－ソ連アカデミーコレクション（1979/02/24 - 05/13）

### 1980年代
1980年
- 日本人のルーツをさぐる 北京原人展（1980/07/05 - 08/31）

1981年
- 中国の恐竜展－魚類から猿人までの4億年（1981/07/07 - 08/30、67万人）
- 未来をひらく科学の世界－楽しいみんなの実験室（1981/10/27 - 11/23）

1983年
- 美しい世界の貝（1983// - /）

1985年
- 恐竜イグアノドン－ベルギー王立自然科学博物館所蔵（1985// - /）

1988年
- 国立科学博物館110周年記念 天皇陛下の生物学ご研究展（1988/07/05 - 08/07）
- 国立科学博物館110周年記念 日本人の起源展－日本人はどこからきたか（1988// - /）

### 1990年代
1990年
- 恐竜親子のものがたり 大恐竜展－恐竜研究最前線（1990/03/10 - 05/27）

1992年
- 楼蘭王国と悠久の美女－日中国交正常化20周年記念展（1992/09/08 - 11/29）

1994年
- 黄金の都シカン発掘展（1994/09/13 - 11/27）
- 東京にみる都市化と自然展（1994/12/ - 1995/02/）

1995年
- 絶滅した大哺乳類たち（1995/03/18 - 05/28）
- 人体の世界（1995/09/15 - 11/26、45万人）

1996年
- 日本の鉱山文化－絵図が語る暮らしと技術（1996/02/27 - 06/23）
- ピテカントロプス展－いま復活するジャワ原人（1996/09/07 - 11/24）

1997年
- ハイテクにっぽん誕生展－明治の近代化遺産（1997/03/04 - 06/22）
- ふしぎ大陸 南極展（1997/07/19 - 11/16）

1998年
- 国立科学博物館創立120周年記念特別企画展 地球のなかまたち（1998/03/07 - 05/10）
- 大恐竜展－失われたゴンドワナの支配者－（1998/07/11 - 10/11 40万人）
新館（現地球館）で開催された初の特別展。

1999年
- 日本列島に生きる未来への遺産－天然記念物の野生動物－（1999/03/09 - 05/30）
- 大顔展 DAI-KAO-TEN（1999/07/31 - 10/17）

### 2000年代
2000年
- 20世紀の国産車－日本を駆けた 世界を駆けた－（2000/03/18 - 06/04）
- ダイヤモンド展 The Nature of Diamonds（2000/09/09 - 11/12）

2001年
- 「情報世紀」の主役たち－情報技術のあけぼの（2001/03/06 - 06/03）
- イタリア 科学とテクノロジーの世界－ダ・ヴィンチ、ガリレオとその後継者たち－（2001/07/14 - 09/02）
- 日本人はるかな旅展（2001/09/18 - 11/11）
- 化石の美と科学－太古の生物が造り出した芸術－（2001/12/04 - 2002/02/17）

2002年
- 光を楽しむ－Science・Art・Fashion－（2002/10/31 - 12/08）

2003年
- 神秘の王朝－マヤ文明展（2003/03/18 - 05/18）
- 江戸大博覧会－モノづくり日本－（2003/06/24 - 08/31）
- THE地震展－「その時」のために！－（2003/08/01 - 10/26）

2004年
- スター・ウォーズ サイエンス アンド アート（2004/03/20 - 06/20）
- テレビゲームとデジタル科学展（2004/07/17 - 10/11）
- 翡翠展－東洋の至宝－（2004/11/13 - 2005/02/13）

2005年
- 恐竜博2005－恐竜から鳥への進化－（2005/03/19 - 07/03、96日、64万2248人）
- 縄文VS弥生（2005/07/16 - 08/31、47日、12万8248人）
- 「パール」展－その輝きのすべて（2005/10/08 - 2006/01/22、91日、16万4961人）

2006年
- 世界遺産ナスカ展－地上絵の創造者たち－（2006/03/18 - 06/18、84日、34万7290人）
- 日本南極観測50周年記念 ふしぎ大陸南極展2006（2006/07/15 - 09/03、51日、22万53人）
- 大英博物館 ミイラと古代エジプト展（2006/10/07 - 2007/02/18、112日、39万3078人）

2007年
- 花 FLOWER－太古の花から青いバラまで－（2007/03/24 - 06/17、76日、18万3376人）
- 失われた文明 インカ・マヤ・アステカ展（2007/07/14 - 09/24、70日、34万9138人）
- 『昆虫記』刊行100年記念日仏共同企画「ファーブルにまなぶ」（2007/10/06 - 12/02、50日、3万6390人）
- 大ロボット博－からくりからアニメ、最新ロボットまで－（2007/10/23 - 2008/01/27、81日、25万9419人）

2008年
- アンコール 世界遺産ナスカ展－地上絵ふたたび（2008/02/05 - 02/24、19日、9万5632人）
- ダーウィン展（2008/03/18 - 06/22、88日、21万4193人）
- 日本・コロンビア外交関係樹立100周年記念「金GOLD 黄金の国ジパングとエル・ドラード展」（2008/07/12 - 09/21、69日、11万1547人）
- 菌類のふしぎ－きのことカビと仲間たち－（2008/10/11 - 2009/01/12、77日、16万5390人）

2009年
- 1970年大阪万博の軌跡 2009 in 東京（2009/01/22 - 02/08、16日、2万5561人）
- 日本初上陸－大恐竜展－ 知られざる南半球の支配者（2009/03/14 - 06/21、90日、57万50人）

担当研究者：冨田幸光（地学研究部）
- インカ帝国のルーツ 黄金の都シカン（2009/07/14 - 10/12、87日、18万8518人）
担当研究者：篠田謙一（人類研究部）

### 2010年代
2010年
- 大哺乳類展－陸のなかまたち（2010/03/13 - 06/13、83日、33万6048人）
担当研究者：川田伸一郎（動物研究部）、冨田幸光（地学研究部）
- 大哺乳類展－海のなかまたち（2010/07/10 - 09/26、76日、39万4346人）
担当研究者：山田格（動物研究部）、田島木綿子（動物研究部）
- 空と宇宙展－飛べ！100年の夢（2010/10/26 - 2011/02/06、86日、15万7404人）
担当研究者：鈴木一義（理工学研究部）

2011年

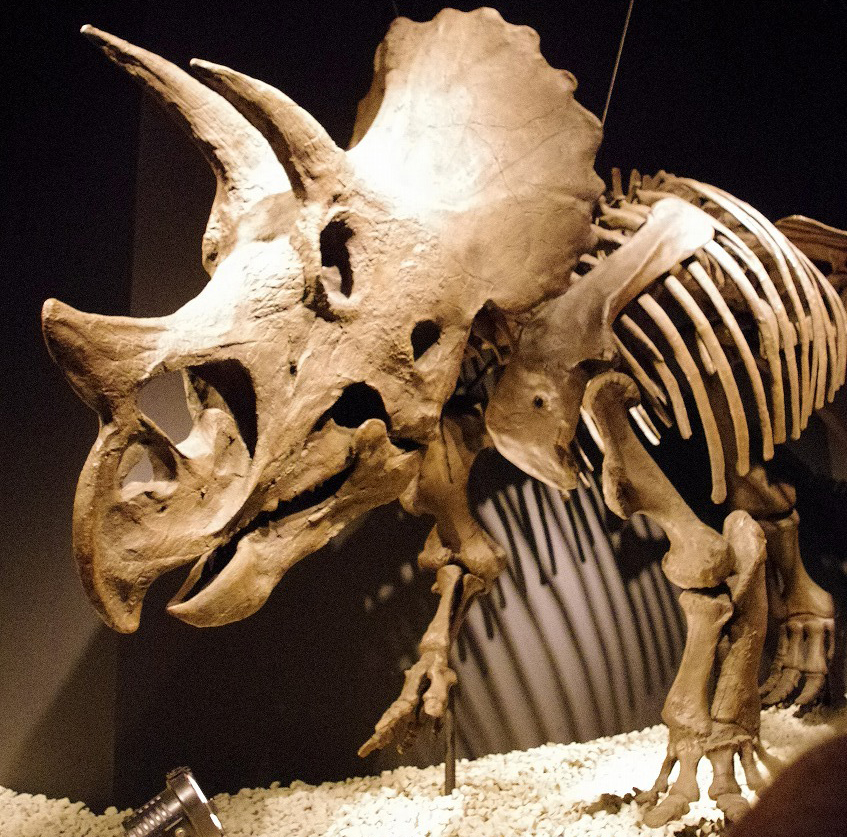
「恐竜博2011」の展示。トリケラトプス骨格標本。

- 恐竜博2011（2011/07/02 - 10/02、87日、58万8252人）
担当研究者：真鍋真（地学研究部）

2012年

「チョコレート展」の展示。チョコレート製のD51形蒸気機関車。

- インカ帝国展－マチュピチュ「発見」100年（2012/03/10 - 06/24、95日、45万6484人）
担当研究者：篠田謙一（人類研究部）
- 元素のふしぎ（2012/07/21 - 10/08、76日、16万4909人）
担当研究者：若林文高（理工学研究部）、米田成一（理工学研究部）、宮脇律郎（地学研究部）、門馬綱一（地学研究部）
- チョコレート展（2012/11/03 - 2013/02/24、95日、31万9248人）
担当研究者：岩科司（植物研究部）、遊川知久（植物研究部）

2013年
- グレートジャーニー 人類の旅（2013/03/16 - 06/09、77日、17万8683人）
担当研究者：篠田謙一（人類研究部）
- 深海－挑戦の歩みと驚異の生きものたち－（2013/07/06 - 10/06、86日、59万3129人）
担当研究者：窪寺恒己（標本資料センター）、齋藤寛、倉持利明（以上、動物研究部）、横山一己（地学研究部）、山田格、藤田敏彦、篠原現人、並河洋、長谷川和範、小松浩典、中江雅典（以上、動物研究部）
- 大恐竜展－ゴビ砂漠の驚異－（2013/10/26 - 2014/02/23、102日、35万2414人）
担当研究者：真鍋真（地学研究部）

2014年
- 医は仁術（2014/03/15 - 06/15、83日）
担当研究者：鈴木一義（産業技術史資料情報センター）
- 太古の哺乳類展（2014/07/12 - 10/05、81日、22万1561人）
- ヒカリ展－光のふしぎ、未知の輝きに迫る！（2014/10/28 - 2015/02/22、100日、17万8019人）

2015年
- 大アマゾン展（2015/03/14 - 06/14）
- 生命大躍進（2015/07/07 - 10/04、86日、33万5697人）
- ワイン展－ぶどうから生まれた奇跡－（2015/10/31 - 2016/02/21、96日、12万5109人）

2016年
- 恐竜博2016（2016/03/08 - 06/12、88日、50万8282人）
- 海のハンター展〜恵み豊かな地球の未来〜（2016/07/08 - 10/02、82日、33万3037人）
担当研究者：篠原現人（動物研究部）
- 世界遺産ラスコー展〜クロマニョン人が残した洞窟壁画〜（2016/11/01 - 2017/02/19、94日、26万5082人）

2017年
- 大英自然史博物館展（2017/03/18 - 06/11）
- 深海2017～最深研究でせまる“生命”と“地球”～（2017/07/11 - 10/1）
- 古代アンデス文明展（2017/10/21 - 2018/02/18）

2018年
- 「人体」−神秘への挑戦−（2018/03/13 - 06/17）
- 「昆虫」（2018/07/13 - 10/08）
- 明治150年記念「日本を変えた千の技術博」（2018/10/30 - 2019/03/03）

2019年
- 大哺乳類展2-みんなの生き残り作戦（2019/03/21 - 06/16）
- 恐竜博2019（2019/07/13 - 10/14）
- ミイラ～「永遠の命」を求めて（2019/11/02 - 2020/02/24）

### 2020年代
2020年
- 和食　～日本の自然、人々の知恵～（開催中止）　※新型コロナウイルスの感染拡大の影響で開催が中止された。2023年に延期。

2021年
- 大地のハンター展 ～陸の上にも４億年～（2021/03/09 - 06/13）　※新型コロナウイルスの流行に伴う緊急事態宣言の影響で博物館自体が臨時休館していた期間（2021/04/25 - 05/31）は開催せず
- 植物　地球を支える仲間たち（2021/07/10 - 09/20）
- 大英博物館ミイラ展　古代エジプト６つの物語（2021/10/14 - 2022/01/12）

2022年
- 宝石　地球がうみだすキセキ（2022/02/19 - 06/19）
- 化石ハンター展 ～ゴビ砂漠の恐竜とヒマラヤの超大型獣～ （2022/07/16 - 10/10）
- 毒（2022/11/01 - 2023/02/19）

2023年
- 恐竜博2023（2022/03/14 - 06/18）
- 海　ー生命のみなもとー（2023/07/15 - 10/9）
- 和食 ～日本の自然、人々の知恵～（2023/10/28 - 2024/02/25）

2024年
- 大哺乳類展3－わけてつなげて大行進（2024/03/16 - 06/16）
- 昆虫 MANIAC（2024/07/13 - 10/14）
- 鳥 ～ゲノム解析が解き明かす新しい鳥類の系統～（2024/11/02 - 2025/02/24）

2025年
- 古代DNA―日本人のきた道―（2025/03/15 - 06/15）
- 氷河期展 ～人類が見た4万年前の世界～（2025/07/12 - 10/13）

## 調査研究
日本における唯一の国立の総合科学博物館として、自然史分野および科学技術史分野において研究を行っている。

### 研究組織
国立科学博物館の研究組織は、5つの研究部、2つの園、3つのセンターおよび昭和記念筑波研究資料館によって構成されており、主に筑波地区に置かれている。

#### 動物研究部
微小種からクジラまで、あらゆる動物群を研究対象とする。
| - 脊椎動物研究グループ 哺乳類、鳥類、爬虫類、両生類、魚類を調査研究。 | - 海生無脊椎動物研究グループ 刺胞動物、軟体動物、棘皮動物、甲殻類、寄生動物など海に棲息する無脊椎動物を調査研究。 | - 陸生無脊椎動物研究グループ 昆虫類、クモ、ダニ、ムカデ、サソリなど陸生節足動物を調査研究。 |

#### 植物研究部
植物、菌類、地衣類、藻類などを研究対象とする。
| - 陸上植物研究グループ コケ植物、シダ植物、種子植物について調査研究。 | - 菌類・藻類研究グループ 菌類、地衣類、変形菌、藻類について調査研究。 | - 多様性解析・保全グループ 植物の多様性と保存について調査研究。 |

#### 地学研究部
地球の生い立ちを理解するために、地球を構成する岩石・鉱物、生物の変遷史を記録している化石を研究対象とする。
| - 鉱物科学研究グループ 地球を構成する固体物質の性質や成り立ちについて調査研究。 | - 生命進化史研究グループ 古生物の系統分類と進化について調査研究。 | - 環境変動史研究グループ 古環境と生態系の変遷史について調査研究。 |

#### 人類研究部
人類の進化・拡散・変異、日本人の形成過程を調査研究。
- 人類史研究グループ
古人類の骨やDNAを調査研究。

#### 理工学研究部
日本の科学技術の発展過程を明らかにし、未来へ結びつけるために科学や技術に関する資料の収集および調査研究。理工学の基礎的研究も行う。
| - 科学技術史グループ 科学技術史および工学について調査研究。 | - 理化学グループ 物理学、天文学、化学およびその隣接する分野について調査研究。 | - 人工物科学チーム 人工物の科学および工学について調査研究。 |

#### 筑波実験植物園
筑波実験植物園を参照。

#### 附属自然教育園
国立科学博物館附属自然教育園を参照。
- 都市緑地生態研究チーム

#### 標本資料センター
標本資料の収集・保管体制の整備、効果的な活用、各研究部との調整を行う。国立科学博物館では各研究部ごとに標本資料を管理していたが、全館的な視野で収集、保管、活用を行うために設立された。2006年7月設立。

#### 分子生物多様性研究資料センター
収集・保存した標本からDNAを抽出、解析、データベース化し、生物多様性研究や分類学の発展に貢献する。2006年7月設立。

#### 昭和記念筑波研究資料館
昭和天皇が長期にわたり相模湾や那須、皇居において収集した自然史標本や資料6万点以上を収蔵。それら標本の分類学的な研究や新たに収集した標本との比較検討により、生物相の変遷について研究する。1993年6月設立。

#### 産業技術史資料情報センター
日本の産業技術の発展の歴史、その技術発達と社会・文化・経済などの関わりを研究。「重要科学技術史資料（未来技術遺産）」の選定と台帳登録も行う。

### 研究成果
- 2012年、NHKとディスカバリーチャンネルの共同プロジェクトに参加し、小笠原諸島父島沖で世界初のダイオウイカの摂餌行動の撮影に成功した[110]。

## マスコットキャラクター
- 子フクロウの「アウレット」[111]

地球館におけるこども向け解説のキャラクター。子フクロウを意味する英単語「owlet」から名付けられた。国立科学博物館が大好きなリピーターで、展示について詳しくみんなに教えたがっている、と設定されている。
- ルーシー[112]

アウストラロピテクス・アファレンシスの女性で、「ルーシー」の愛称のある化石人骨の復元模型（地球館地下2階に展示）をもとにしたキャラクター。女性の大先輩であることにちなみ、女子中高生向けのイベント「ルーシーと私の楽しむカガクの時間」（文部科学省と科学技術振興機構が行った「女子中高生の理系進路選択支援事業」委託業務）で使用。
- ケラノスケ[113]

国立科学博物館のマナーキャラクター。トリケラトプスの子ども。誕生日は1月10日、やさしい性格でのんびりやと設定されている。

## ミュージアムグッズ

### オリジナルフィギュア
国立科学博物館の所蔵品をフィギュア化した「科博所蔵品再現モデル」と「国立科学博物館カプセルミュージアム」が販売されている。監修は国立科学博物館、造形企画制作は海洋堂、開発・販売元はジーン（THE STUDY ROOM）。
科博所蔵品再現モデル
2004年11月2日、新館（現・地球館）のグランドオープンを記念して発売。地球館の代表的な展示物が題材。全12種類。税込950円。
発売されたモデルとその標本の展示場所は以下の通り。
| - アサヒガニ - 地球館1階 - マッコウクジラ（全身骨格） - 地球館1階 - ボンゴ - 地球館3階 - マンボウ - 地球館1階 - ラフレシア - 地球館3階 - 三葉虫（セロウリネラ） - 地球館地下2階 | - アルシノイテリウム（頭部骨格） - 地球館地下2階 - トリケラトプス・ホリッドス - 地球館地下1階 - ティラノサウルス・レックス - 地球館地下1階 - アパトサウルス - 地球館地下1階 - アファレンシス猿人“ルーシー” - 地球館地下2階 - 零式艦上戦闘機 - 地球館2階 |

国立科学博物館カプセルミュージアム（2015年3月現在：販売終了）
2007年4月17日、日本館のリニューアルオープンを記念して発売。日本館の代表的な展示物が題材。全9種類。税込300円。発売されたモデルとその標本の展示場所は以下の通り。
| - フタバスズキリュウ（復元骨格） - 日本館3階北翼 - フタバスズキリュウ（生体復元） - 異常巻きアンモナイト・ニッポニテス - 日本館3階北翼 - ヤンバルテナガコガネ - 日本館3階南翼 - トキ - 日本館2階北翼 | - 秋田犬ハチ - 日本館2階北翼 - 縄文人と縄文犬 - 日本館2階北翼 - トロートン社製赤道儀天体望遠鏡 - 日本館1階南翼 - 国立科学博物館日本館 - 日本館全館 |

## 上野本館構内の埋蔵文化財
上野忍岡遺跡
上野公園内に位置する国立科学博物館本館は、縄文・弥生時代から古墳時代の遺跡、あるいは幕末維新期の動乱で焼失した、江戸時代の寛永寺子院群の遺構を地下に包含する上野忍岡遺跡（うえのしのぶがおかいせき）の一角を占めている。1994年より、博物館の新館整備など再開発に伴う考古学上の発掘調査が行なわれ、当時上野本館正面に設置されていたザトウクジラの模型（現在はシロナガスクジラのものが展示されている）基礎部分（屋外展示模型地点）と、本館裏手にあった「たんけん館」跡地部分が発掘調査された。
発掘の結果、江戸時代の寛永寺の子院であった青龍院（しょうりゅういん）の礎石、地下室（ちかむろ）や井戸などの遺構の他、江戸時代（17世紀末から18世紀初頭頃）の陶磁器、土器、火災で焼けた大量の瓦などが出土した。変わった出土物では、当時のベトナムである「安南」から舶来した染付「安南染付」の破片が挙げられる。さらに古い時代の遺構・遺物には、弥生時代の竪穴建物跡、古墳時代の埴輪片が出土した。隣接する西洋美術館構内では、古墳時代の竪穴建物跡が多数確認されている。
上野本館構内での発掘調査はこれまでに2回行なわれ、調査成果は発掘調査報告書にまとめられ、台東区内はもちろん東京都内の公共図書館等に配布され、自由に閲覧できる。
関連文献
- 国立科学博物館上野地区埋蔵文化財発掘調査委員会編 1995 『上野忍岡遺跡：国立科学博物館（たんけん館・屋外展示模型地点）』
- 台東区文化財調査会 2001 『国立科学博物館：おれんじ館地点』埋蔵文化財発掘調査報告書10集。
- 小俣悟 1996 「台東区の遺跡」『武蔵野』74巻2号。
  - ※発掘調査報告書の他に、台東区教育委員会により、上野公園内を始めとする区内の考古学上の遺跡を紹介した少冊子『台東区の遺跡』が年度毎に作成され、無償配布されている。
- 国立科学博物館編 1977 『国立科学博物館百年史』

## 関連する人物

### 館長
（カッコ内は在職年）
| - 篠田謙一（2021年 - ） - 林良博（2013年 - 2021年） - 近藤信司（2009年 - 2013年） - 佐々木正峰（2002年 - 2009年） - 林田英樹（2000年 - 2001年） - 坂元弘直（1995年 -?） - 川村恒明（1992年 - 1994年） - 諸澤正道（1982年 - 1992年） - 福田繁（1970年 - 1982年） - 杉江清（1966年 - 1970年） | - 岡田要（1953年 - 1966年） - 中井猛之進（1949年 - 1952年） - 坪井誠太郎（1939年 - 1945年） - 水野常吉（1938年 - 1939年） - 秋保安治（1924年 - 1938年）東京博物館館長 - 棚橋源太郎 （1905年 - 1924年）東京博物館初代館長。 - 手島精一（1881年7月 -1885年6月/1886年3月 - 1889年3月）教育博物館長/東京図書館・東京教育博物館主幹。 - 箕作秋坪（1879年1月 -1881年7月/1885年6月 - 1886年3月）教育博物館長/東京教育博物館長。 |

### 研究者

#### 現職
（2013年4月時点）

##### 動物研究部
- 倉持利明 - 獣医学者。動物研究部長、昭和記念筑波研究資料館長。

| 脊椎動物研究グループ - 山田格 - 動物学者。脊椎動物研究グループ長。 - 篠原現人 - 魚類学者。脊椎動物研究グループ研究主幹。 - 西海功 - 鳥類学者。脊椎動物研究グループ研究主幹、分子生物多様性研究資料センター研究員。 - 濱尾章二 - 鳥類学者。脊椎動物研究グループ研究主幹、附属自然教育園都市緑地生態研究チーム。 - 川田伸一郎 - 動物学者。脊椎動物研究グループ研究員。別名「モグラ博士」。 - 中江雅典 - 魚類学者。脊椎動物研究グループ研究員。 | 海生無脊椎動物研究グループ - 藤田敏彦 - 海洋生物学者。海生無脊椎動物研究グループ長。 - 齊藤寛 - 貝類学者。海生無脊椎動物研究グループ研究主幹。 - 並河洋 - 生物学者。海生無脊椎動物研究グループ研究主幹。 - 長谷川和範 - 貝類学者。海生無脊椎動物研究グループ研究主幹。 - 小松浩典 - 生物学者。海生無脊椎動物研究グループ研究員。 | 陸生無脊椎動物研究グループ - 篠原明彦 - 昆虫学者。陸生無脊椎動物研究グループ長。 - 小野展嗣 - 生物学者。陸生無脊椎動物研究グループ研究主幹。 - 野村周平 - 昆虫学者。陸生無脊椎動物研究グループ研究主幹。 - 清拓哉 - 昆虫学者。陸生無脊椎動物研究グループ研究員。 - 神保宇嗣 - 昆虫学者。陸生無脊椎動物研究グループ研究員。 |

##### 植物研究部
- 岩科司 - 植物学者。植物研究部長、筑波実験植物園長。

| 陸上植物研究グループ - 樋口正信 - 植物学者。陸上植物研究グループ長。 - 門田裕一 - 植物学者。陸上植物研究グループ研究主幹。 - 秋山忍 - 植物学者。陸上植物研究グループ研究主幹、コレクションマネージャー。 - 海老原淳 - 植物学者。陸上植物研究グループ研究員。 | 菌類・藻類研究グループ - 細矢剛 - 菌類学者。菌類・藻類研究グループ長、分子生物多様性研究資料センター研究員、附属自然教育園都市緑地生態研究チーム。 - 北山太樹 - 藻類学者。菌類・藻類研究グループ研究主幹。 - 辻彰洋 - 藻類学者。菌類・藻類研究グループ研究主幹。 - 大村嘉人 - 地衣類学者。菌類・藻類研究グループ研究員。 - 保坂健太郎 - 菌類学者。菌類・藻類研究グループ研究員。 | 多様性解析・保全グループ - 遊川知久 - 植物学者。多様性解析・保全グループ長、筑波実験植物園研究員、コレクションマネージャー、附属自然教育園都市緑地生態研究チーム。 - 國府方吾郎 - 植物学者。多様性解析・保全グループ研究主幹、筑波実験植物園研究員、分子生物多様性研究資料センター研究員。 - 田中法生 - 植物学者。多様性解析・保全グループ研究主幹、筑波実験植物園研究員。 - 堤千絵 - 植物学者。多様性解析・保全グループ研究員、筑波実験植物園研究員。 - 奥山雄大 - 植物学者。多様性解析・保全グループ研究員、筑波実験植物園研究員。 - 村井良徳 - 植物学者。多様性解析・保全グループ研究員。 |

##### 地学研究部
- 横山一己 - 鉱物学者。地学研究部部長。

| 鉱物科学研究グループ - 宮脇律郎 - 鉱物学者。鉱物科学研究グループ長。 - 佐野貴司 - 地質学者、火山学者。鉱物科学研究グループ研究主幹。 - 堤之恭 - 鉱物学者。鉱物科学研究グループ研究員。 - 門馬綱一 - 鉱物学者。鉱物科学研究グループ研究員。 | 生命進化史研究グループ - 冨田幸光 - 古生物学者。生命進化史研究グループ長。 - 真鍋真 - 古生物学者。生命進化史研究グループ研究主幹。 - 甲能直樹 - 古生物学者。生命進化史研究グループ研究主幹。 - 矢部淳 - 古生物学者、植物学者。生命進化史研究グループ研究員。 | 環境変動史研究グループ - 加瀬友喜 - 古生物学者。環境変動史研究グループ長、コレクションマネージャー。 - 重田康成 - 古生物学者、地質学者。環境変動史研究グループ研究主幹。 - 齋藤めぐみ - 地質学者。環境変動史研究グループ研究員。 - 久保田好美 - 地質学者。環境変動史研究グループ研究員。 |

##### 人類研究部
- 溝口優司 - 人類学者。人類研究部長。

人類史研究グループ
- 篠田謙一 - 人類学者。人類史研究グループ長、分子生物多様性研究資料センター研究員。
- 海部陽介 - 人類学者。人類史研究グループ研究主幹。
- 坂上和弘 - 人類学者。人類史研究グループ研究主幹。
- 河野礼子 - 人類学者。人類史研究グループ研究員、コレクションマネージャー。

##### 理工学研究部
- 石井格 - 電気工学者、エネルギー工学者。理工学研究部長、産業技術史資料情報センター長。

| 科学技術史グループ - 鈴木一義 - 機械工学者。科学技術史グループ長、コレクションマネージャー。 - 前島正裕 - 電気工学者。科学技術史グループ研究主幹。 - 久保田稔男 - 建築学者。科学技術史グループ研究主幹、産業技術史資料情報センター研究員。 - 有賀暢迪 - 科学史学者。科学技術史グループ研究員。 | 理化学グループ - 若林文高 - 化学者。理化学グループ長。 - 西城恵一 - 天文学者。理化学グループ研究主幹。 - 米田成一 - 宇宙化学者。理化学グループ研究主幹。 - 洞口俊博 - 天文学者。理化学グループ研究主幹。 |

##### 標本資料センター
- 窪寺恒己 - 海洋生物学者。コレクションディレクター、分子生物多様性研究資料センター長。

##### 産業技術史資料情報センター
- 亀井修[117] - 化学史・産業技術史学者。有機資源（石炭・石油・天然ガス）科学。産業技術史資料情報センター[118] 参事役。

#### 退職
（生年順、カッコ内は生年、没年）
| - 飯塚啓（1868年-1938年） - 動物学者。元東京科学博物館動物学部長。 - 今関六也（1904年-1991年） - 菌類学者。 - 大井次三郎（1905年-1977年） - 植物学者。国立科学博物館名誉館員。 - 鈴木尚（1912年-2004年） - 人類学者。元人類研究部長。 - 井尻正二（1913年-1999年） - 古生物学者、地質学者。元地学課長。 - 今泉吉典（1914年-2007年） - 動物学者。元動物研究部長。 - 黒澤良彦（1921年-2001年） - 昆虫学者。元動物研究部長。 - 村山定男（1924年-2013年） - 天文学者。国立科学博物館名誉館員。元理化学研究部長。 - 小畠郁生（1929年-2015年） - 古生物学者。国立科学博物館名誉館員。元地学研究部長。 - 上野俊一（1930年-） - 昆虫学者。元動物研究部長。 - 加藤昭（1931年-） - 地球科学者。国立科学博物館名誉研究員。元地学研究部長。 - 井上浩（1932年-1989年） - 植物学者。元植物研究部長。 - 吉行瑞子（1932年-） - 動物学者。元動物研究部主任研究官。 - 橋本保（1933年-2008年） - 植物学者。元筑波実験植物園長。 - 斎藤靖二（1939年-） - 地質学者。国立科学博物館名誉館員。元地学研究部長。 - 近田文弘（1941年-） - 植物学者。元植物研究部陸上植物研究グループ室長。 - 八田洋章（1942年-） - 植物学者。元筑波実験植物園研究官。 | - 柏谷博之（1944年-） - 植物学者。元植物研究部グループ長。 - 馬場悠男（1945年- ） - 人類学者。元人類研究部長。国立科学博物館名誉研究員。 - 田辺義一（1945年-） - 物質工学者。元理工学研究部長。産業技術総合研究所先端情報計算センター長。 - 萩原博光（1945年-） - 菌類学者。元植物研究部多様性解析・保全グループ室長。 - 松原聰（1946年- ） - 鉱物学者。元地学研究部部長。 - 友国雅章（1946年-） - 昆虫学者。元動物研究部長。 - 植村和彦（1947年-） - 古植物学者。元地学研究部生命進化史研究グループ長。 - 松本定（1947年-） - 植物学者。元植物研究部多様性解析・保全グループ研究主幹。 - 加藤雅啓（194x年?-） - 植物学者。元植物研究部部長、元筑波実験植物園長。 - 大和田守（194x年?-） - 昆虫学者。元動物研究部陸生無脊椎動物研究グループ長。 - 平山良治（194x年?-） - 植物学者。元筑波実験植物園主任研究官。埼玉県立川の博物館館長。 - 大迫正弘（194x年?-） - 地球物理学者。元理工学研究部理化学グループ長。 - 松浦啓一（1948年-） - 魚類学者。元動物研究部長、元昭和記念筑波研究資料館長。 - 谷村好洋（1949年-） - 古生物学者、地質学者。元地学研究部環境変動史研究グループ長。 - 清水慶一（1950年-2011年） - 元産業技術史資料情報センター参事。 - 遠藤秀紀（1965年-） - 獣医学者。元動物研究部研究員。現在、東京大学総合研究博物館教授。 - 池田啓 - 植物学者。元植物研究部研究員。現在、岡山大学助教。 |

### その他
- 田中芳男 - 博物学者。東京帝室博物館天産部の職員。天産部の博物学関連のコレクション形成に関わった。
- 牧野富太郎 - 植物学者。
- 中根粛治 - 書誌学者。明治21年に東京博物館属になり、翌年の博物館の改編で東京図書館司書に転任。